# Station spatiale internationale
Pour les articles homonymes, voir SSI, ISS et Station Alpha (homonymie).

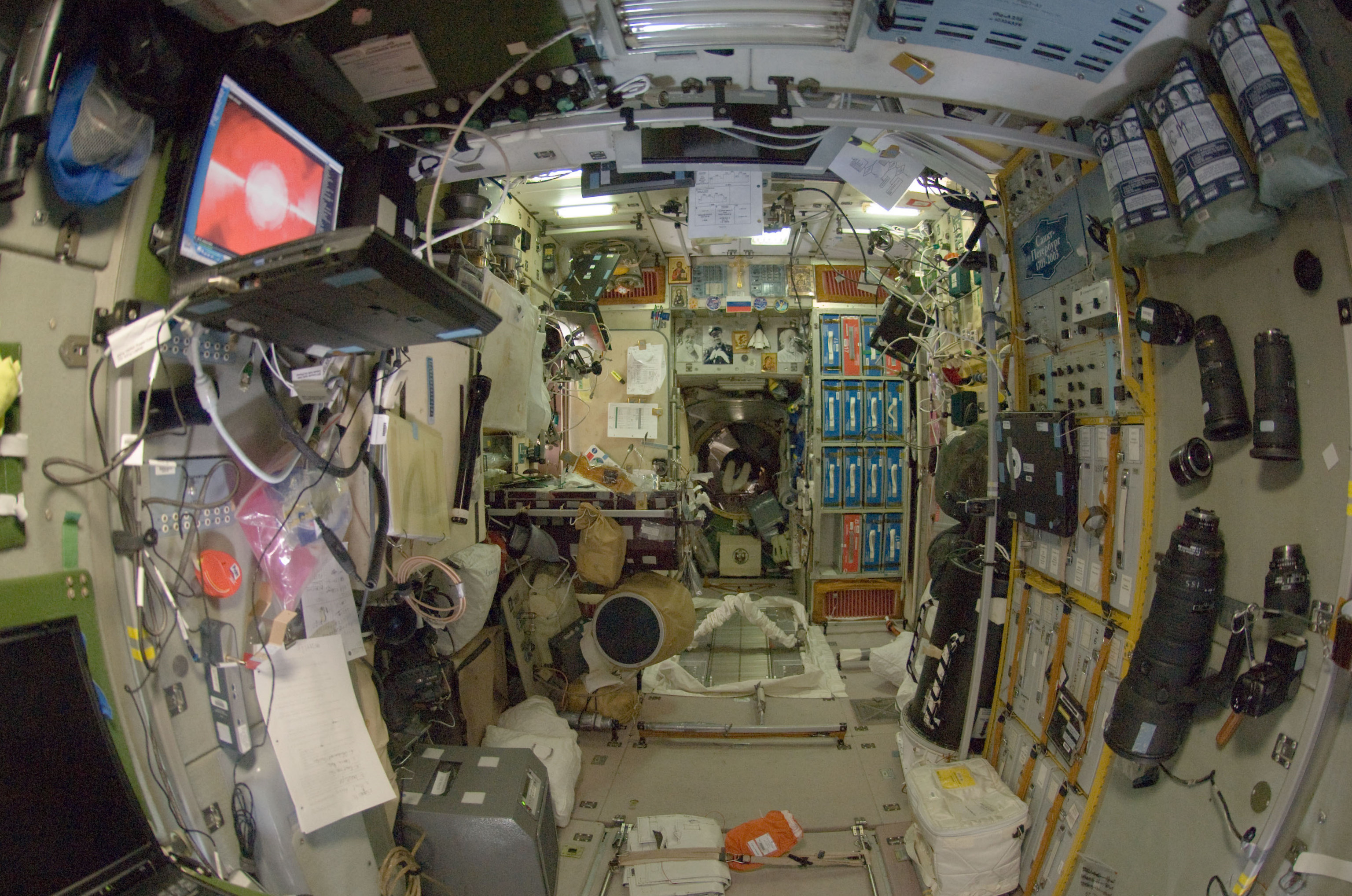
Le module Zvezda, cœur du segment orbital russe de la Station.

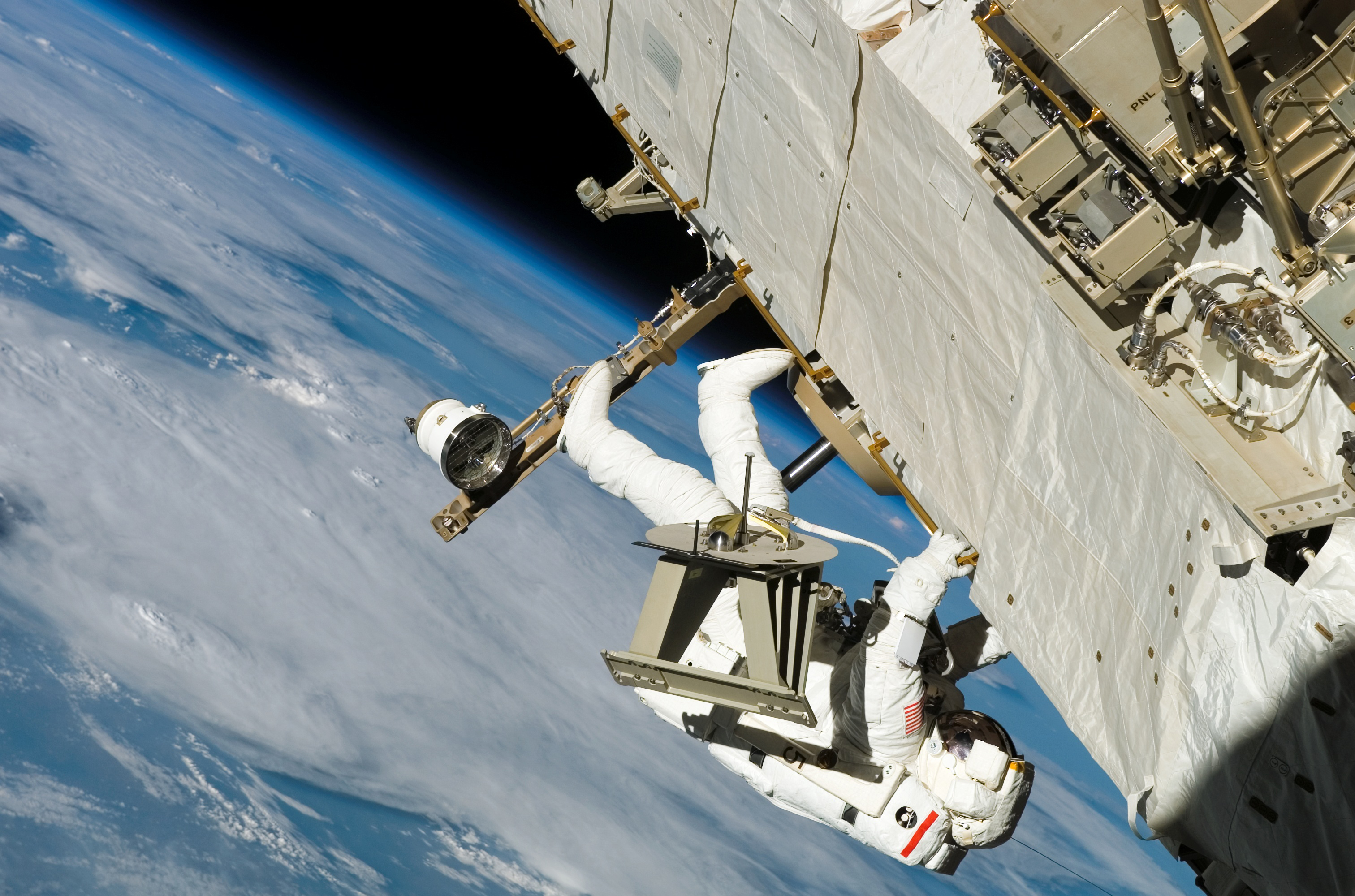
Travaux d'assemblage : l'astronaute Piers Sellers se déhale sur la poutre qui supporte les panneaux solaires.

La Station spatiale internationale (en abrégé SSI, surtout au Canada francophone, ou ISS, d'après le nom anglais : International Space Station) est une station spatiale placée en orbite terrestre basse, occupée en permanence par un équipage international qui se consacre à la recherche scientifique dans l'environnement spatial. Ce programme, lancé et piloté par la NASA, est développé conjointement avec l'Agence spatiale fédérale russe, avec la participation des agences spatiales européenne, japonaise et canadienne.
Après de nombreuses études menées par la NASA dans les années 1960 et 1970, le projet est lancé en 1983 par le président des États-Unis Ronald Reagan, mais un coût toujours croissant et un contexte politique peu favorable aux grands programmes spatiaux civils retardent sa réalisation jusqu'en 1998. En 1993, la Russie ayant déjà l'expérience de la station Mir est invitée à devenir un acteur majeur du programme, notamment avec le véhicule Soyouz et le ravitailleur Progress. L'assemblage en orbite débute en 1998, mais l'accident de la navette spatiale Columbia, en 2003, retarde sensiblement son avancement. Les ambitions du programme sont, à plusieurs reprises, revues à la baisse, faute de budgets suffisants, tant du côté russe qu'américain. Pour assurer le ravitaillement et rehausser l'orbite régulièrement dégradée par la traînée atmosphérique, plusieurs vaisseaux spatiaux se relaient : les cargos Progress russes, les cargos HTV japonais, les ATV, véhicules automatiques de transfert européen, les Cygnus et SpaceX Dragon américains. En mai 2020, un vaisseau Crew Dragon envoie deux astronautes vers la station, ouvrant ainsi la voie aux vols d'équipages en capsules privées et mettant fin à l'exclusivité que détenait le véhicule spatial russe Soyouz dans la relève des équipages depuis l'arrêt de la navette spatiale américaine. Celle-ci a joué un rôle majeur grâce à sa capacité d'emport et son retrait, intervenu en juillet 2011 pour des raisons d'obsolescence et de sécurité, crée des contraintes logistiques mal résolues, en l'absence de vaisseaux capables de la remplacer complètement. La construction de la Station spatiale internationale s'achève en 2011.
La Station spatiale internationale est le plus grand des objets artificiels placés en orbite terrestre. Elle s'étend sur 110 m de longueur, 74 m de largeur et 30 m de hauteur et a une masse d'environ 420 tonnes en 2019. La Station a une architecture hétérogène avec un segment orbital russe reprenant les choix architecturaux de la station Mir et un segment orbital américain beaucoup plus important et développé selon les standards définis par la NASA. Elle comporte une quinzaine de modules pressurisés, dont quatre consacrés aux expériences scientifiques, représentant un volume d'espace pressurisé d'environ 900 m3 dont 400 m3 habitables. Les panneaux solaires, d'une superficie de 2 500 m2, fournissent 110 kW d'électricité. La Station se déplace autour de la Terre à une altitude maintenue autour de 330-420 kilomètres. Elle est occupée en permanence depuis l'an 2000, d'abord par trois personnes, puis par six à compter de novembre 2009, et sept depuis 2021. Chacun des sept astronautes, au cours de son séjour d'une durée de 3 à 6 mois, partage son temps de travail entre les opérations d'assemblage, de maintenance et les tâches scientifiques. Les travaux scientifiques portent principalement sur la biologie — en particulier l'adaptation de l'être humain à l'absence de pesanteur — ainsi que sur la science des matériaux et l'astronomie.
La Station spatiale internationale a de nombreux détracteurs qui lui reprochent son coût, estimé à près de 115 milliards de dollars américains uniquement pour sa construction, que ne justifient pas, selon eux, les résultats scientifiques obtenus ou potentiels. Les partisans de la Station spatiale internationale mettent en avant l'expérience acquise dans le domaine des séjours longs en orbite et l'importance symbolique d'une présence permanente de l'homme dans l'espace. Elle doit être utilisée au moins jusqu'en 2030 et 2031.

## Historique

### Station spatiale Skylab (1973-1979)

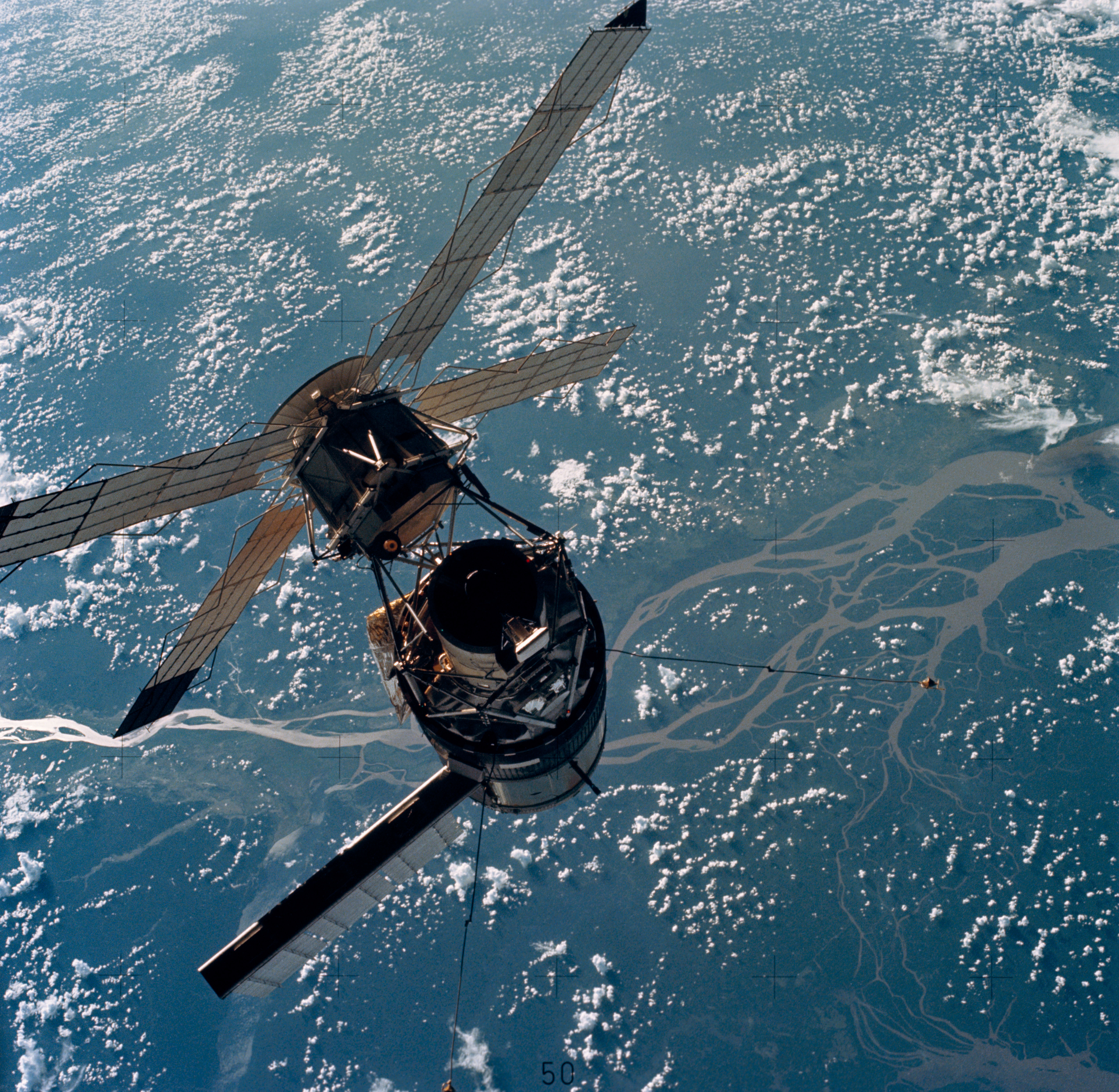
Skylab, la première station spatiale américaine.

La NASA amorce les premières réflexions sur un projet de station spatiale placée en orbite terrestre au début des années 1960. À cette époque, elle prévoit la présence permanente d'un équipage de dix à vingt astronautes. Les utilisations envisagées sont multiples : laboratoire scientifique, observatoire astronomique, assemblage d'engins spatiaux, dépôts de pièces détachées et de matériel, station de ravitaillement en carburant, nœud et relais de transport.
De 1963 à 1966, le projet de station spatiale commence à se préciser : celle-ci doit utiliser le matériel développé pour le programme Apollo. La NASA considère qu'une station spatiale occupée de manière permanente est la suite logique du programme Apollo, au même titre que la navette spatiale et les missions habitées vers Mars. Mais la décrue des moyens financiers alloués à la NASA ne permet pas de financer ces trois projets. Le président américain Richard Nixon choisit de privilégier le développement de la navette spatiale. Néanmoins, le 14 mai 1973, une station spatiale aux objectifs limités, Skylab, est lancée par une fusée Saturn INT-21, une Saturn V dont seuls les deux premiers étages sont actifs, le troisième constituant le corps de la station. La station n'est occupée que six mois. Le retard pris par le programme de la navette spatiale américaine, qui aurait pu permettre sa maintenance et la relève des équipages, ne permet pas de rehausser à temps l'orbite de la station : en 1979 la station inoccupée depuis plusieurs années, parvenue à une altitude trop basse, entame sa rentrée dans l'atmosphère terrestre et est détruite.

### Naissance du projet (1985)

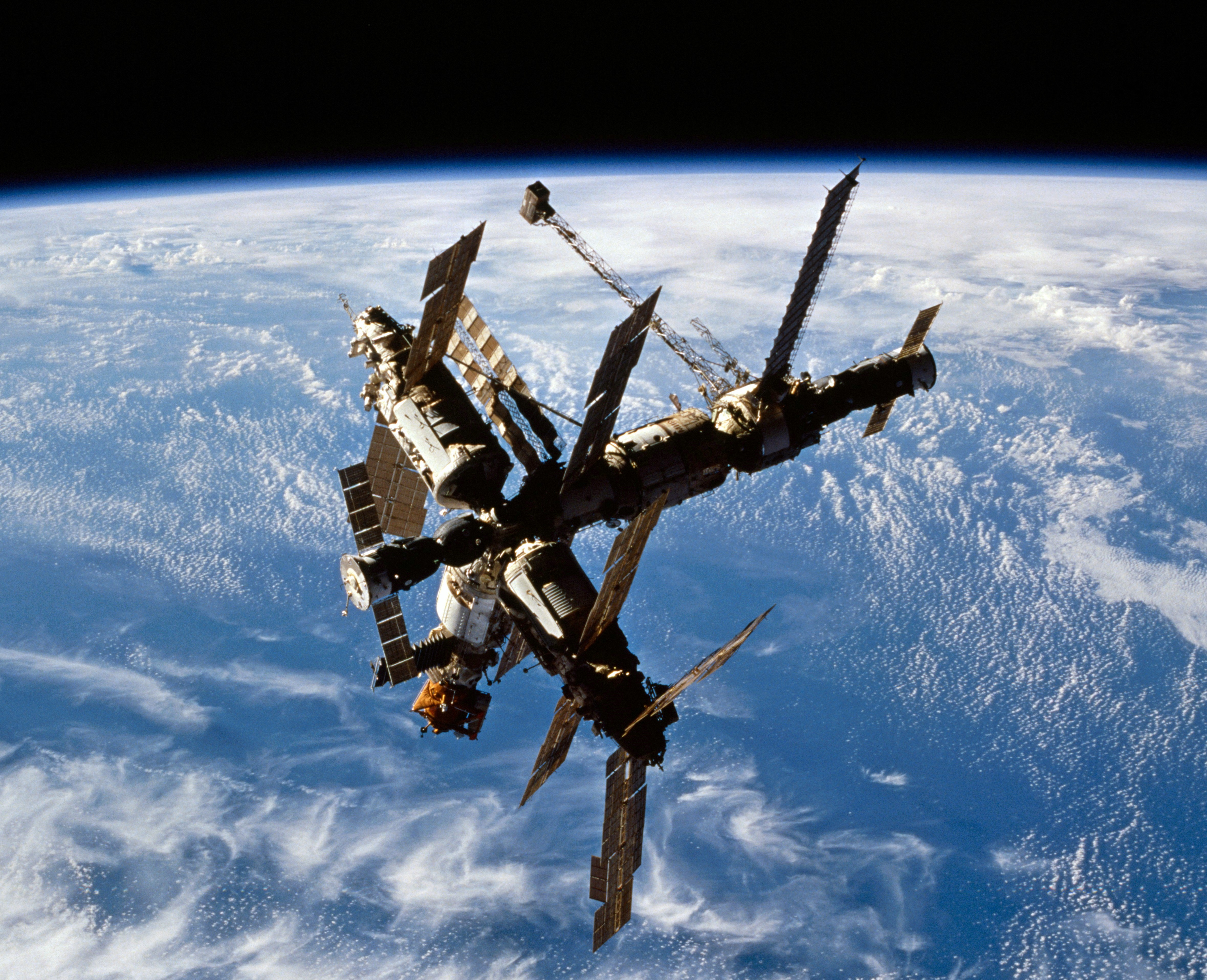
Station soviétique Mir.

#### Stations spatiales Saliout (1971-1991) et Mir (1986-2001) et rapprochement
Au début des années 1970, l'URSS prend de l'avance dans le domaine des stations spatiales avec le programme Saliout (1971-1991) aux objectifs tout à la fois civil et militaire, qui sera suivi par le développement de la station Mir (1986-2001), plus ambitieuse. Dans le contexte de compétition spatiale et de guerre froide caractérisant les relations entre les États-Unis et l'URSS de l'époque, le président Ronald Reagan demande en avril 1983 à la NASA de lancer un projet de station spatiale pour la recherche scientifique et occupée en permanence, puis annonce le 25 janvier 1984, au cours de son discours annuel sur l'état de l'Union, la volonté des États-Unis d'entreprendre sa construction en coopération avec d'autres pays. Le coût du projet est alors estimé à 8 milliards de dollars.

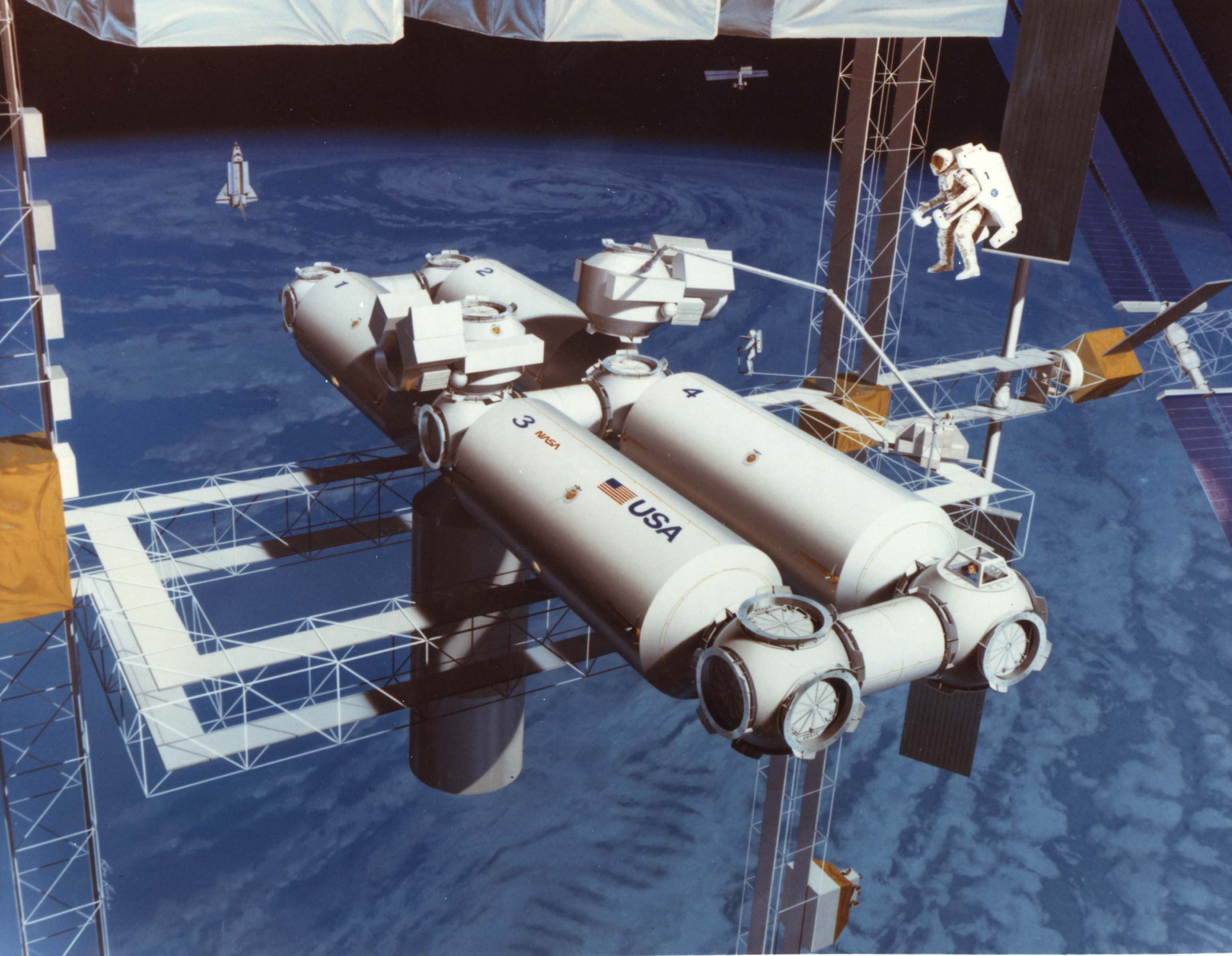
Proposition d'architecture de la station Freedom (NASA).

La NASA identifie à l'époque huit fonctions susceptibles d'être remplies par la station spatiale :
- laboratoire spatial ;
- observatoire permanent de la Terre et de l'espace ;
- nœud de transport assurant le stationnement de charges utiles et de vaisseaux de transport et le lancement de ceux-ci vers leur destination finale ;
- station service prenant en charge le ravitaillement en carburant et la maintenance d'engins spatiaux ;
- chantier d'assemblage de structures de grande taille ;
- usine permettant, grâce à la présence de l'homme, de développer l'utilisation commerciale de l'espace ;
- lieu de stockage de charges utiles et de pièces de rechange ;
- base de départ pour des missions lointaines.

Le 31 janvier 1985, l'Agence spatiale européenne (ESA) accepte de s'associer au projet, suivie par l'Agence spatiale canadienne le 16 avril et par l'agence spatiale japonaise le 9 mai de la même année.

### Blocages budgétaires (1986-1997)

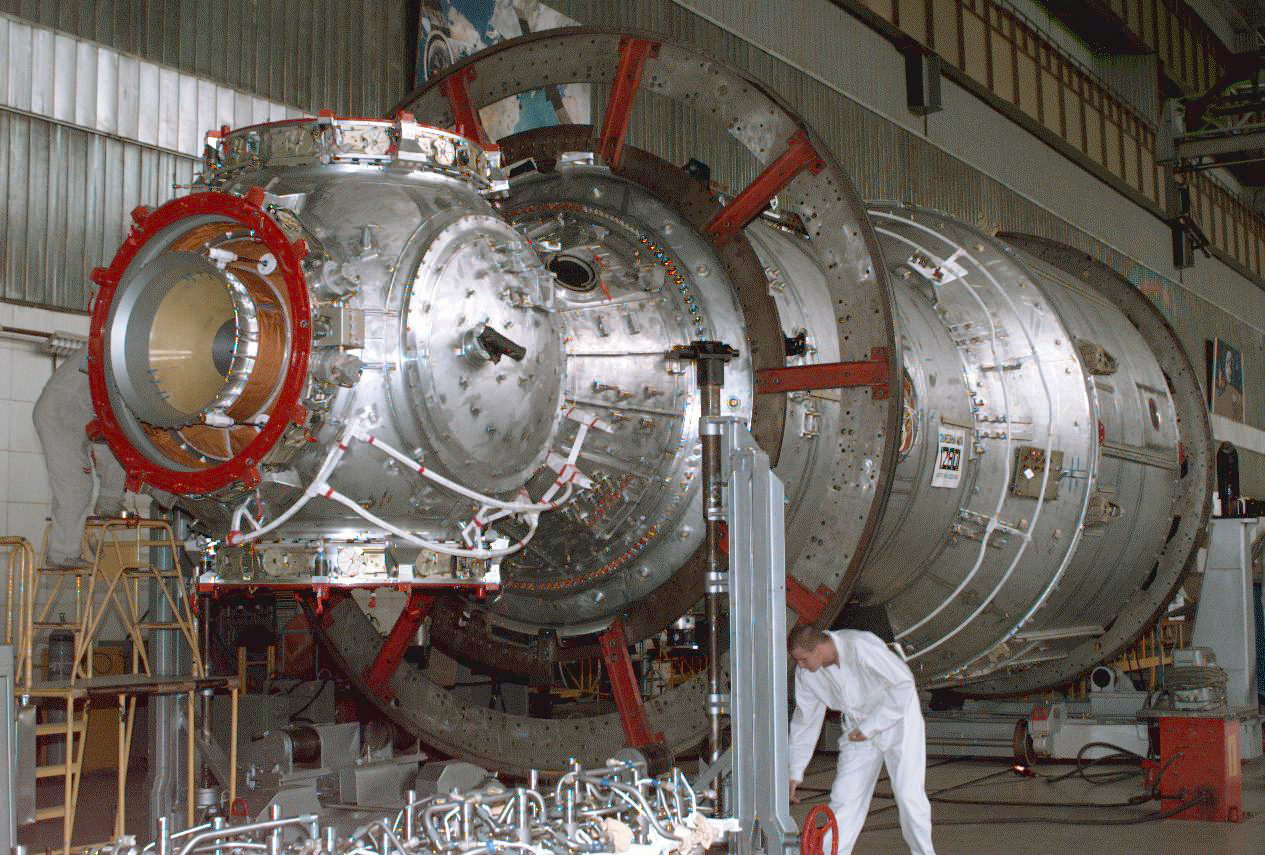
Le module Zvezda en cours de construction.

Le 28 janvier 1986, la navette spatiale Challenger explose en vol. Tous les projets de vols habités de la NASA, dont celui de la station spatiale, sont gelés. En 1987, plusieurs études successives, menées par la NASA et le Conseil de la recherche américain, portent l'estimation du coût de la station à 13 milliards de dollars puis à 24,5 milliards de dollars. Le 16 juillet 1988, le président Ronald Reagan baptise la station Freedom (« Liberté »). Au cours des années suivantes, les études se suivent pour tenter de franchir l'opposition d'un Congrès peu convaincu par le projet, mais la station n'obtient pas le feu vert des décideurs. En 1993, 11,4 milliards de dollars avaient été dépensés en études mais aucun composant n'avait été produit. Le président Bill Clinton, fraîchement élu dans un contexte budgétaire national difficile, demande à la NASA en février 1993 de reprendre le projet. La nouvelle épure, baptisée Alpha, abandonne un grand nombre de fonctionnalités (régénération de l'environnement, modules servant de liaison, poutre raccourcie, sas simplifié) sans parvenir à respecter la limite de budget fixée par le président.

### Entrée de la Russie dans le programme (1993)

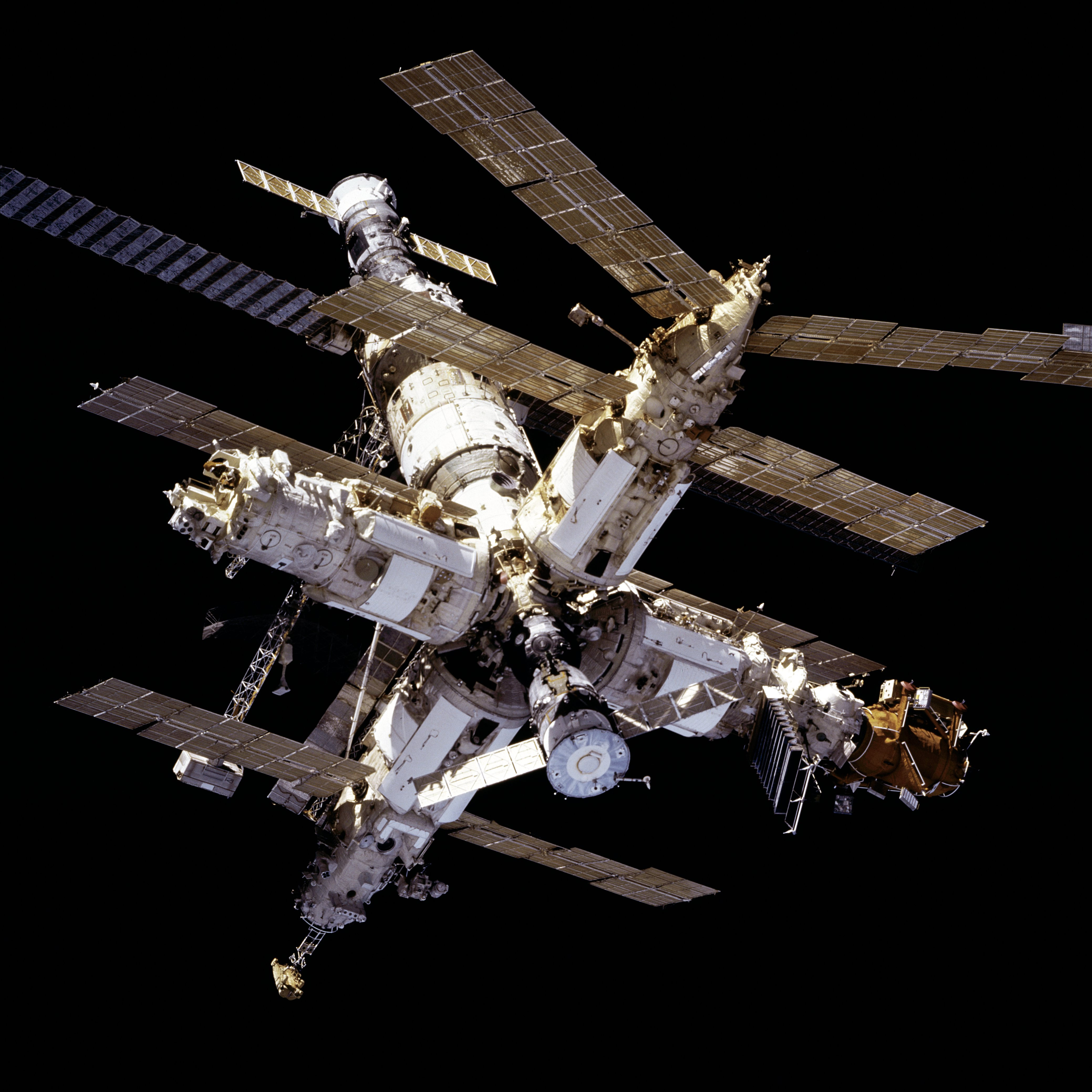
Station Mir ayant servi de modèle et de lieu d’entraînement.

Au début des années 1990, la dislocation de l'Union soviétique, puis l'effondrement économique de la Russie, qui a hérité de l'essentiel de l'astronautique soviétique, modifient le contexte qui avait vu naître le projet Freedom. Les dirigeants américains craignent alors que les compétences des techniciens très qualifiés mais désormais désœuvrés de l'industrie spatiale des pays de la CEI — le budget spatial russe 1993 est égal à 10 % de celui de 1989 — contribuent à la prolifération de missiles balistiques nucléaires dans des pays hostiles. Clinton veut faire de la coopération dans le domaine spatial le symbole de la nouvelle relation qui s'est établie entre les États-Unis et une Russie pacifiée. Fin 1993, après quelques mois de négociation, un accord est conclu, qui fait de la Russie un acteur majeur du programme. L'agence spatiale russe doit fournir quatre modules pressurisés tandis que ses vaisseaux participeront au ravitaillement et à la relève des équipages. La nouvelle mouture de la station spatiale comporte désormais deux sous-ensembles : la partie américaine héritée du projet Freedom et la partie russe qui reprend des éléments de Mir-2, successeur prévu de Mir.
Un accord de coopération spatiale entre les États-Unis et la Russie avait été signé fin 1992 par les présidents George Bush et Boris Eltsine : des astronautes américains pourraient effectuer des séjours de longue durée dans la station Mir. La NASA, qui met en application l'accord comme une répétition des vols vers la future station spatiale, règle 400 millions de dollars de coût de séjour à l'agence spatiale russe. Plusieurs missions se succèdent entre 1995 et 1998, au cours desquelles onze astronautes américains passent au total 975 jours à bord de la station Mir vieillissante. À neuf reprises, les navettes spatiales américaines ravitaillent la station Mir et assurent la relève des équipages. Le 13 juin 1995, le coût d'exploitation de la station Alpha est réévalué à 93,9 milliards de dollars, dont 50,5 milliards de dollars pour les vols de navettes.

### Lancement de la construction (1998)

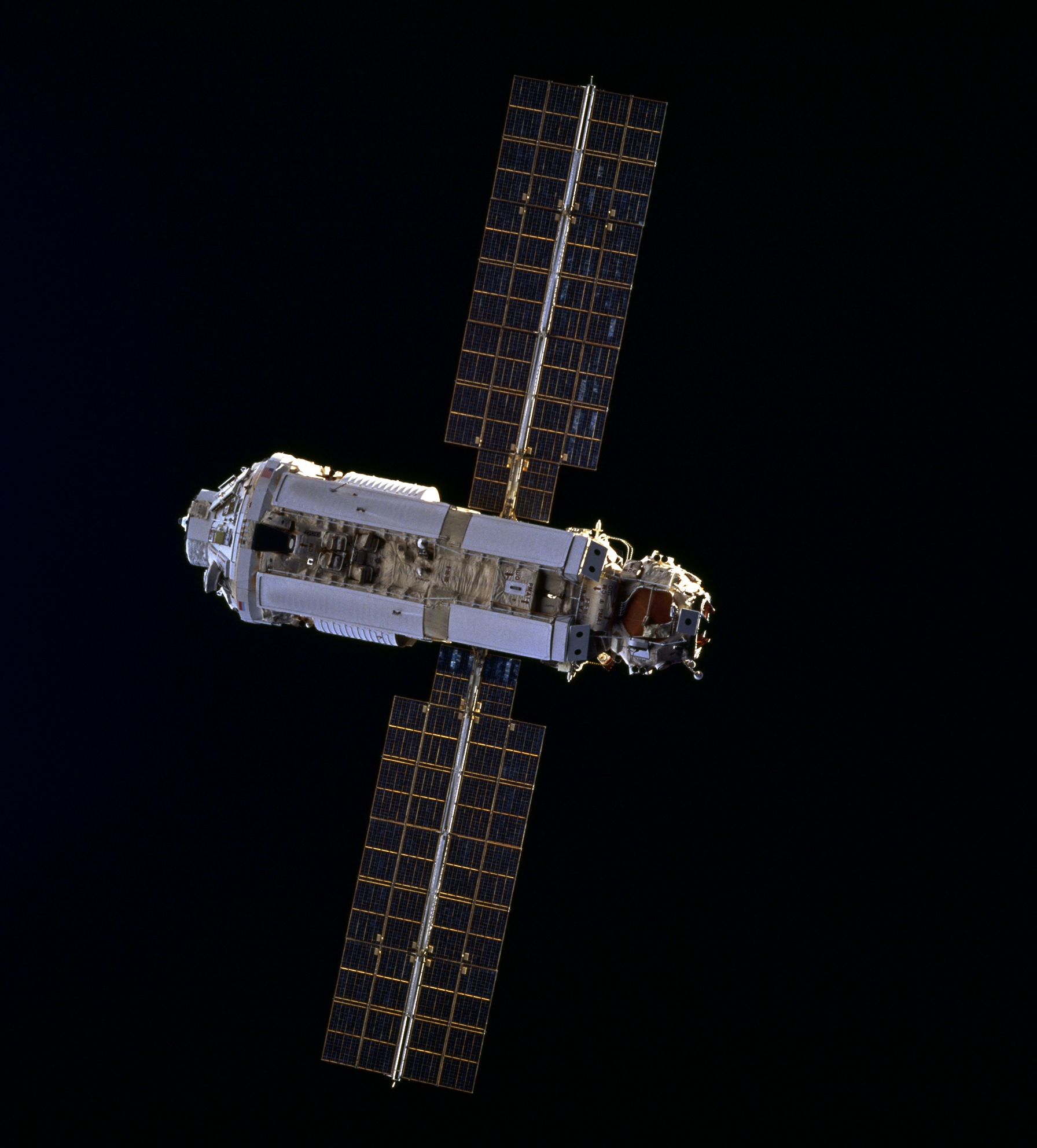
Le module Zarya, embryon de la station spatiale.

Finalement, en 1998, la construction de la station est décidée au cours d'une réunion qui se tient à Washington. Désormais seize nations y participent : les États-Unis, onze États européens, le Canada, le Japon, le Brésil, la Russie.
Pour permettre l'intégration de la Russie dans le programme, la NASA décide que la station sera placée sur une orbite d'inclinaison 51,6° permettant aux vaisseaux Soyouz et Progress, aux capacités de manœuvre limitées, de la desservir sans changer de plan d'orbite. Les navettes spatiales qui partent du centre spatial Kennedy (inclinaison 28,5°) doivent en revanche changer de plan d'orbite, ce qui réduit leur capacité d'emport de 6 tonnes,. L'inclinaison élevée présente un avantage pour les travaux d'observation de la Terre : la superficie de la Terre survolée est augmentée de 75 % par rapport à l'inclinaison optimale pour les navettes et couvre 95 % des zones habitées. La Russie considérant Mir comme la première véritable station spatiale, la dénomination Alpha est progressivement abandonnée fin 2001 pour celle, plus consensuelle pour les 16 pays participants, d'International Space Station (ISS, ou en français « Station spatiale internationale »).

### Assemblage de la station (1998-2011)

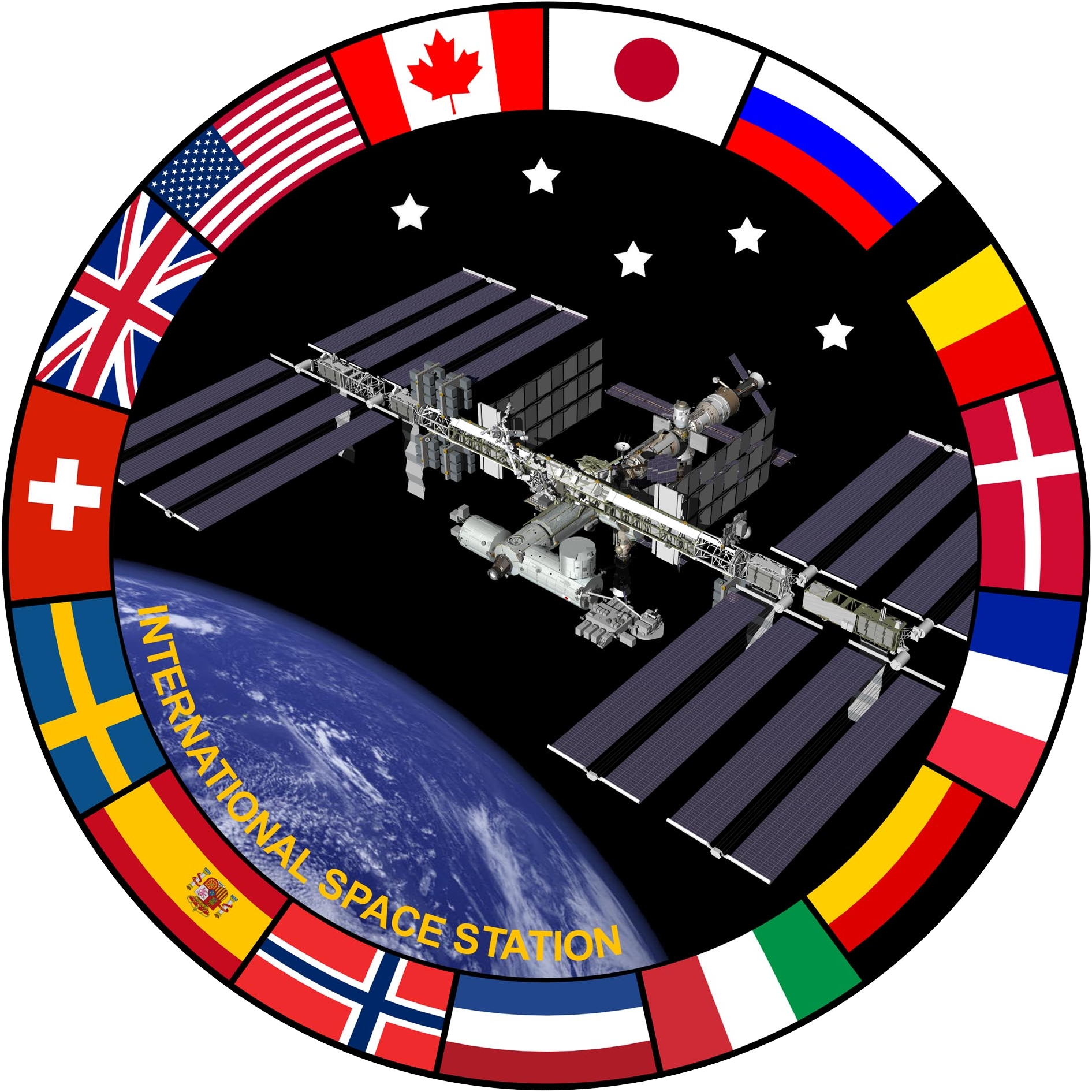
Emblème de la station spatiale internationale.

L'assemblage en orbite de la station spatiale internationale est un long processus car le lancement des 400 tonnes de la station nécessite une quarantaine de vols de la navette spatiale américaine et quelques vols des lanceurs russes, qui seront interrompus longuement, à deux reprises, à la suite de défaillances techniques. En novembre 1998, le lancement du module russe Zarya, par une fusée Proton, inaugure l'assemblage de la station. Le mois suivant, la navette spatiale américaine lance à son tour le module Unity de la NASA. Mais, quelques mois plus tard, un échec de la fusée Proton, chargée de lancer le module russe Zvezda, gèle les opérations durant un an et demi. Ce module, qui permet l'hébergement du premier équipage permanent, l'expédition 1, est finalement lancé en juillet 2000. La station sera désormais occupée de manière ininterrompue par un équipage mixte américano-russe de trois personnes, ponctuellement rejoint par des membres des autres pays participants. Russes et Américains prennent le commandement à tour de rôle. L'accident de la navette spatiale Columbia, en 2003, cloue les navettes au sol et interrompt de nouveau l'assemblage de la station de février 2003 à juillet 2005. Durant cette période, la station spatiale, qui ne reçoit plus assez de ravitaillement, est placée en mode « survie » avec un équipage ramené à deux personnes, une orbite dégradée et une maintenance différée. Les vols de la navette reprennent en juillet 2005 (mission STS-114) mais, en octobre 2005, la NASA annonce qu'elle compte retirer du service la navette spatiale en 2011. La NASA doit achever le montage de la station avec les dix-huit vols disponibles. Cette décision soulève un redoutable problème logistique pour l'avenir car les moyens de transport restants ne suffiront pas à transporter le tonnage de fret nécessaire. La NASA lance en 2006 le programme COTS qui confie à des entrepreneurs privés le soin d'assurer le ravitaillement manquant. En juillet 2006, l'équipage permanent s'élève de nouveau à trois personnes avec l'arrivée de Thomas Reiter, premier astronaute européen. L'installation des nouveaux modules et d'équipements tels que le système de support de vie américain permet à l'équipage permanent de passer à six personnes en juillet 2009 avec l'expédition 20, deux vaisseaux Soyouz d'une capacité de trois personnes chacun, amarrés depuis cette date à la station, pouvant jouer le rôle de capsules de secours.
Au cours des années 2000, les problèmes budgétaires vont entraîner l'abandon de composants importants. La Russie, mal relevée de la crise économique, renonce à un véritable laboratoire spatial (2007) alors que la conception initiale en prévoyait trois, puis deux de ces modules, qui devaient être amarrés au module d'amarrage universel (UDM) qui, lui-même, ne sera pas lancé. Elle abandonne également la réalisation d'un module de production d'électricité (le Science Power Platform (SPP)) qui aurait permis de rendre la partie russe autonome sur le plan énergétique. Du côté de la NASA, c'est l'explosion des budgets prévisionnels qui entraîne des arbitrages sévères : le CRV, un véhicule permettant d'évacuer l'équipage en cas de sinistre, trop coûteux (3 milliards de dollars), est abandonné en 2002. Il sera remplacé par des vaisseaux Soyouz amarrés en permanence à la station. La construction du module d'habitation, qui devait fournir un espace réservé à l'équipage, comportant douche, salle de repas et de détente ainsi que compartiments individuels, est interrompue alors que la coque pressurisée était achevée (2006) ; un module scientifique construit par le Japon qui devait héberger une centrifugeuse de 2,5 mètres de diamètre, nommé Centrifuge Accommodations Module, équipement jugé pourtant essentiel par la communauté scientifique, est annulé en 2005. Les États-Unis renoncent également au développement du Module de propulsion qui devait permettre de rehausser périodiquement l'orbite de la station.
En 2011, la station spatiale comporte 13 modules pressurisés et l'assemblage des composants non pressurisés est achevé.

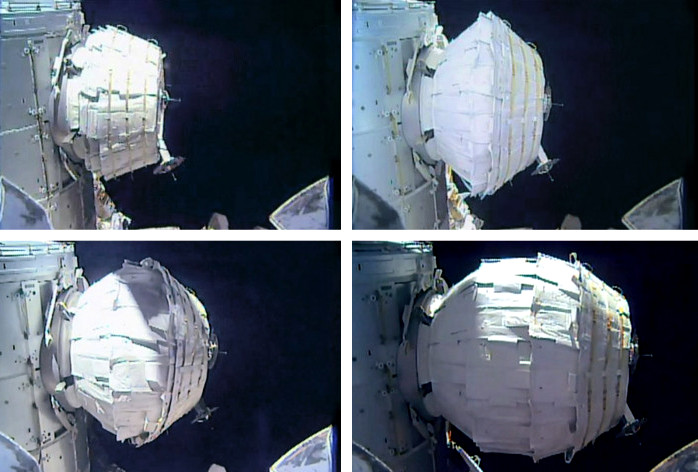
Les différentes étapes de l'expansion du BEAM le 28 mai 2016.

### Développements ultérieurs
En 2016, le module gonflable BEAM (Bigelow Expandable Activity Module) est ajouté, lancé sur un cargo SpaceX Dragon. C'est un module habitable expérimental qui permet de tester la technique de l'habitat spatial gonflable. Il résulte d'un contrat entre la société Bigelow Aerospace et la NASA.
Début 2016, la NASA sélectionne les sociétés qui assureront le ravitaillement de la Station spatiale internationale à compter de 2019, dans le cadre de son second contrat CRS2. Les titulaires du premier contrat, SpaceX et Orbital ATK, sont retenus, mais la NASA sélectionne également le Dream Chaser de SNC dans sa version cargo.
À partir de 2020, les vaisseaux habités américains Dragon v2 de SpaceX et CST-100 Starliner de Boeing, développés dans le cadre du CCDev, sont utilisés pour assurer la relève des équipages. Cela porte l'équipage permanent de la station à sept personnes (un vaisseau américain pouvant recevoir quatre passagers est amarré en même temps qu'un vaisseau russe n'en accueillant que trois) et permet d'augmenter de 40 % le nombre d'expériences scientifiques réalisées à bord. Pour chaque année à partir de 2019, la NASA prévoyait une moyenne de quatre cargos orbitaux embarquant entre 2,5 et 5 tonnes de matériel sous atmosphère pressurisée, soit un minimum de 18 cargos entre cette date et 2024.
Fin 2020, le sas Bishop est ajouté au complexe orbital, lors de la mission cargo CRS-21 de SpaceX. Amarré à l'un des ports du module Tranquility, il permet de larguer des charges utiles allant jusqu'à 322 kg.
Du côté russe, le laboratoire Nauka devait aussi être lancé, mais son décollage est repoussé à plusieurs reprises et a lieu le 21 juillet 2021. Il est suivi par le nœud Prichal, amarré à la station le 26 novembre 2021 et qui aurait dû servir de nœud d'amarrage des Modules scientifiques et de production d'énergie 1 et 2 (NEM 1 et 2).

## Objectifs
Selon la NASA la station spatiale internationale est conçue d'abord comme un laboratoire de recherche affecté à l'étude de son environnement atypique caractérisé par l'absence de pesanteur, le bombardement par des rayonnements absents au sol car interceptés par l'atmosphère, et sa position qui en fait un poste d'observation privilégié de la Terre mais également de l'espace. Par rapport à la navette spatiale américaine, elle présente l'avantage de constituer une plateforme stationnée pour de longues durées,. Contrairement aux satellites porteurs d'expériences scientifiques, la présence d'un équipage permanent offre l'avantage de permettre d'effectuer, à la demande, de nombreuses manipulations sur les expériences : surveillance, ajout d'intrants, réparations ou remplacements de composants. Les scientifiques au sol ont, grâce à l'équipage, la possibilité d'accéder facilement aux résultats de leurs expériences, d'en modifier les paramètres ou d'en lancer de nouvelles.
Par ailleurs la station spatiale, par sa position en orbite terrestre basse, fournit un endroit relativement sûr pour mettre au point les systèmes spatiaux qui seront nécessaires pour les missions de longue durée vers la Lune ou vers Mars. Elle permet d'acquérir de l'expérience dans le domaine de la maintenance, de la réparation et du remplacement de systèmes en orbite : toutes ces techniques sont vitales pour la mise en œuvre de vaisseaux qui devront s'éloigner de la Terre et s'affranchir de toute possibilité de dépannage depuis la Terre. Ce type de recherche permet à terme de réduire les risques courus par ces missions et d'optimiser la capacité des vaisseaux interplanétaires.
Le rôle de l'équipage porte également sur l'éducation et la coopération internationale. L'équipage de la station spatiale permet à des étudiants restés sur Terre de participer, y compris par le biais d'expériences développées par eux, à des travaux pratiques. Le programme de la station spatiale lui-même et la coopération internationale qu'il suscite, permettent à 13 nations d'apprendre à vivre et travailler ensemble dans l'espace, favorisant ainsi de futures missions internationales,.

### Recherche scientifique

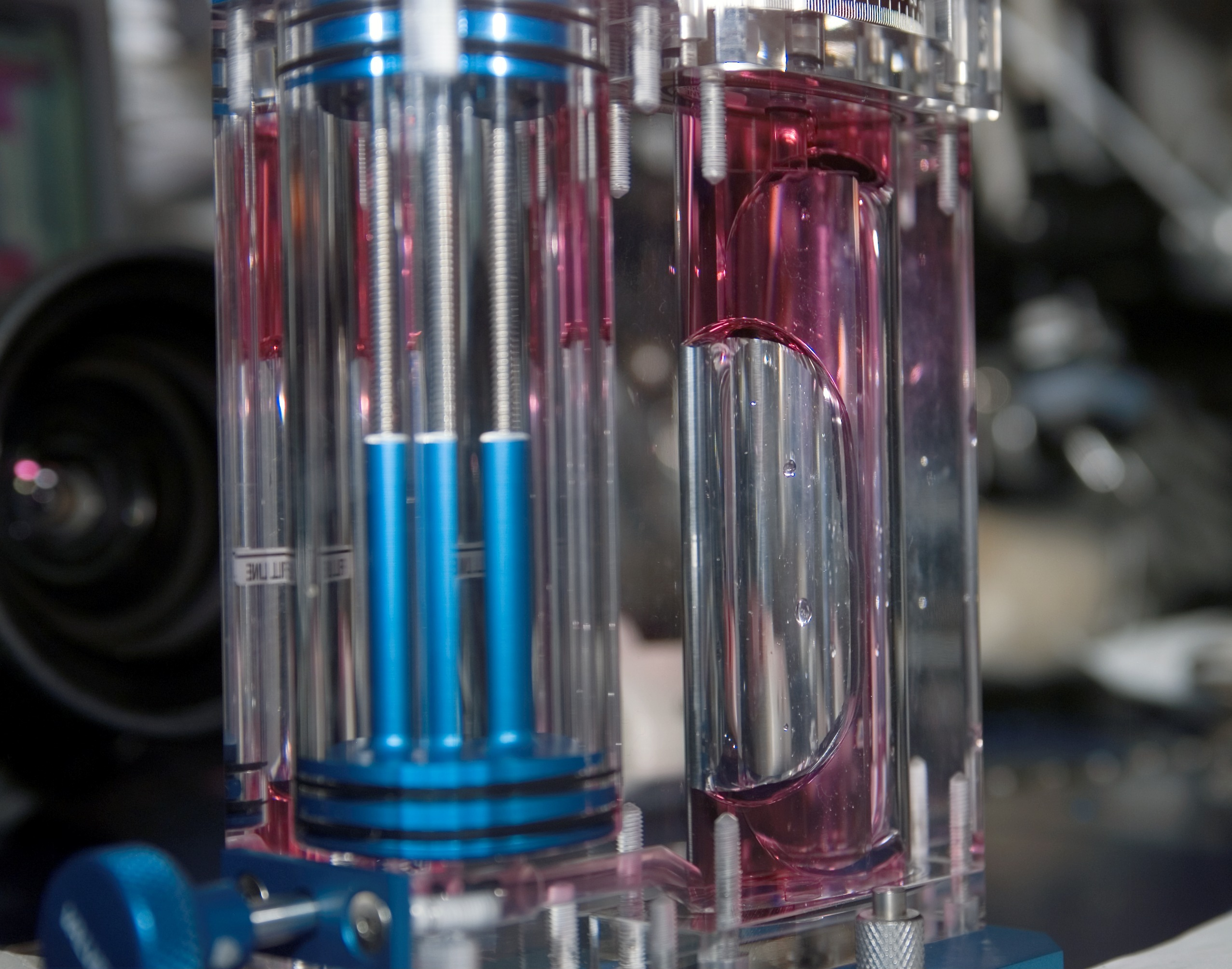
Expérience de capillarité dans la station spatiale.

La station spatiale fournit une plateforme pour réaliser des expériences qui nécessitent une des conditions inhabituelles rencontrées dans l'espace. Les domaines de recherche principaux comprennent la biologie, la physique, l'astronomie et la météorologie,. Selon les directives élaborées par le Congrès à la NASA en 2005, le laboratoire américain Destiny est officiellement considéré comme un laboratoire public national dans le but d'accroitre son utilisation par l'ensemble des agences fédérales et du secteur privé.
La recherche effectuée à bord de la station spatiale accroît la compréhension des effets du séjour dans l'espace sur le corps humain. Les thèmes de recherche actuels portent sur l'atrophie musculaire, l'ostéoporose et la redistribution des liquides biologiques (sang...) qui constituent certains des problèmes les plus handicapants pour les séjours prolongés de l'homme dans l'espace. Les données recueillies doivent permettre de déterminer si l'homme peut effectuer des vols de longue durée et à terme coloniser l'espace. Les résultats concernant la perte osseuse et l'atrophie musculaire suggèrent que les astronautes risquent d'être victimes de fractures au moment de l'atterrissage sur une planète après un séjour prolongé dans l'espace.
Des études médicales à grande échelle sont menées à bord de la station spatiale par l'Institut de recherche de médecine spatiale américain. Parmi les travaux notables figure l'étude d'un système de diagnostic par ultrasons en microgravité dans le cadre duquel plusieurs astronautes (dont les commandants Leroy Chiao et Gennady Padalka) se sont soumis à des examens par ultrasons sous la direction de spécialistes. Le thème de l'étude porte sur les techniques de diagnostic et le traitement des problèmes médicaux dans l'espace. Il n'y a généralement pas de médecins dans la station spatiale et la réalisation de diagnostics peut par conséquent être difficile. Les techniques testées dans le cadre de cette étude ont été mises en œuvre par la suite pour diagnostiquer des accidents du travail ou dans le domaine des sports olympiques ; elles ont également été mises en œuvre par des opérateurs sans expérience sur des populations comme celles des étudiants. Il est prévu que ces techniques de diagnostic à distance par ultrasons aient des applications sur Terre dans les situations d'urgence et dans les milieux ruraux où l'accès à un médecin expérimenté est difficile,,.

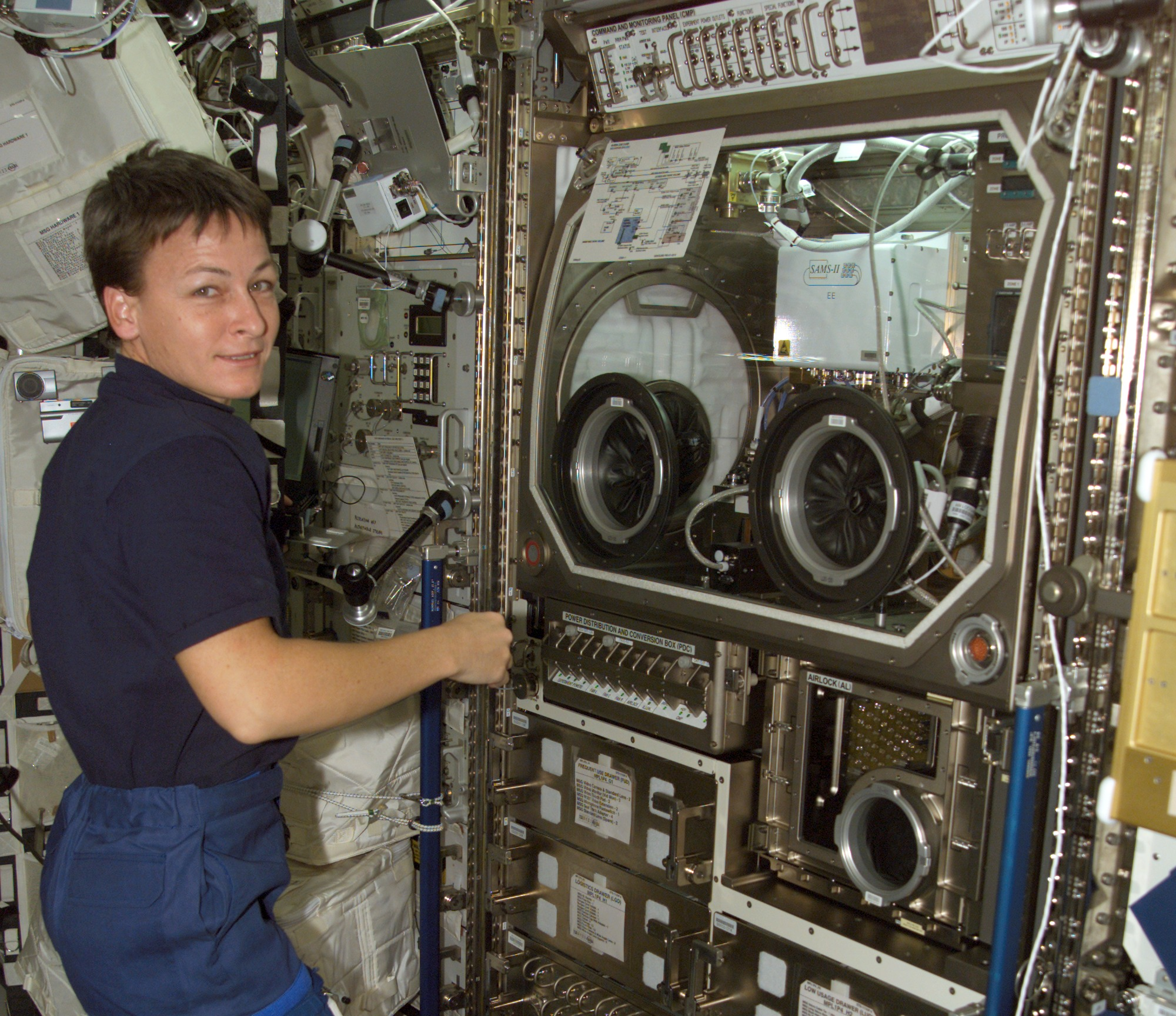
Peggy Whitson devant la boite à gants du laboratoire Destiny

Des chercheurs étudient les effets de l'absence de gravité sur l'évolution, le développement, la croissance et les processus internes des plantes et des animaux. À partir des données collectées, la NASA souhaite analyser les effets de la microgravité sur la croissance tridimensionnelle des tissus similaires à ceux de l'homme et sur les cristaux de protéines qui se forment dans l'espace.
La physique des fluides en microgravité est également étudiée, afin de permettre aux chercheurs de mieux modéliser leur comportement. Étant donné que dans cet environnement tous les fluides peuvent être mélangés, les physiciens tentent de combiner des fluides qui se mélangent mal sur Terre. De plus, en examinant les réactions chimiques qui sont ralenties par la faible gravité et les températures, les scientifiques espèrent effectuer de nouvelles percées dans le domaine de la supraconductivité.
La science des matériaux est un secteur important de la recherche effectuée dans la station spatiale : ses objectifs sont d'améliorer les techniques de fabrication utilisées sur Terre.
Parmi les autres centres d'intérêt figure l'incidence de la microgravité sur la combustion : efficacité de la combustion et contrôle des émissions et des polluants. Les découvertes effectuées dans ce domaine pourraient permettre d'améliorer notre compréhension des mécanismes mis en œuvre pour la production d'énergie et bénéficier en retour à l'économie et à l'environnement. On envisage également d'utiliser la station spatiale pour étudier les aérosols, l'ozone, la vapeur d'eau et les oxydants présents dans l'atmosphère terrestre. En mai 2011 une expérience de physique fondamentale, le spectromètre magnétique Alpha, est installée sur la poutre de la station : cet instrument pourrait apporter des informations précieuses sur la présence ou la nature de l'antimatière et de la matière noire en analysant les rayons cosmiques qui ne peuvent être observés depuis le sol en raison du filtrage de l'atmosphère terrestre.

## Anatomie de la station spatiale
La station spatiale internationale mesure 108 mètres de long sur 74 mètres de large, pour une masse approchant les 450 tonnes. Avec un volume pressurisé d'environ 900 m3, dont près de 400 m3 habitables,,, elle peut accueillir sept astronautes en permanence.
La station spatiale est composée d'une part des modules pressurisés dans lesquels vivent les astronautes (laboratoires, modules d'amarrage, modules d'interconnexions, sas, modules polyvalents), d'autre part d'éléments non pressurisés qui assurent différentes fonctions telles que la fourniture d'énergie, la régulation thermique, la maintenance (bras robotiques) et le stockage d'expériences scientifiques et de pièces détachées.

### Historique de la conception de la station spatiale par la NASA
L'architecture et l'aménagement intérieur de la partie non russe de la station spatiale (~85 % du tonnage) sont l'aboutissement de longues études démarrées au début des années 1970 qui ont abouti au cours des années 1980.

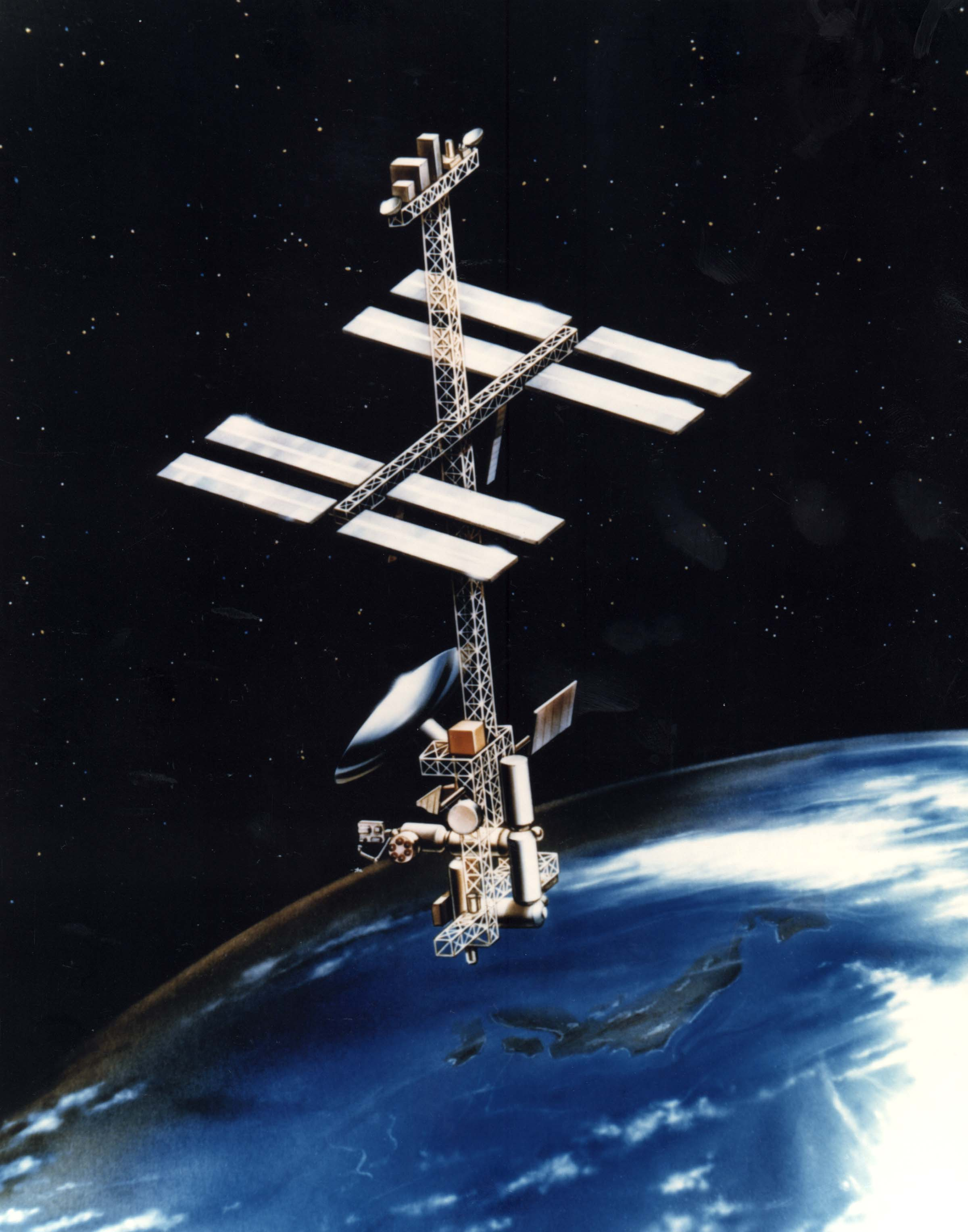
Configuration « Tour à énergie ».

#### Expérience de la station Skylab
La station Skylab (1973-1974) avait été réalisée en aménageant le troisième étage d'une fusée Saturn V, haut de 39 mètres et de 7 mètres de diamètre, qui avait été divisé dans le sens de la longueur en deux étages, fournissant ainsi un volume intérieur de 480 m3. Bien que la station n'ait été habitée que brièvement (6 mois en temps cumulé), ses occupants font des observations intéressantes qui seront prises en compte dans la conception de la future station à laquelle certains d'entre eux vont d'ailleurs participer. La NASA étudie au début des années 1970, sans avoir de vrai financement, une station susceptible de succéder à Skylab. Après l'arrêt de la fabrication de la fusée Saturn et le lancement du projet de navette spatiale, le concept de station monolithique (un cylindre unique), à la manière de Skylab, est abandonné au profit d'un ensemble de modules dont le diamètre est compatible avec la taille de la soute de la navette (moins de 5 mètres). Le regroupement des modules autour d'un module central servant de nœud est écarté car trop risqué. La NASA identifie à cette époque la nécessité de disposer d'un vaisseau permettant d'évacuer à tout moment la station.

#### Configuration Tour à énergie
En 1982-1983 un groupe de travail de la NASA chargé de réfléchir au développement d'une station spatiale, le Concept Development Group (CDG), met au point le concept de « Tour à énergie » (Power tower) : une poutre verticale de près de 100 mètres de haut supporte à son sommet une poutre perpendiculaire de 75 mètres de long sur laquelle sont répartis les panneaux solaires. Tous les autres composants sont attachés à l'extrémité inférieure de la poutre et l'ensemble est stabilisé par gradient de gravité ce qui permet de réduire le besoin de carburant pour contrôler l'orientation de la station. La partie pressurisée, est constituée de quatre modules - deux laboratoires, un habitat et un module de commandement - partageant la même architecture : un cylindre doté d'un port d'amarrage à chaque extrémité et de quatre autres ports à sa périphérie permettant de multiples arrangements. Pour l'aménagement intérieur, deux configurations sont étudiées : un cloisonnement du cylindre en tranches à la manière de Skylab et un aménagement longitudinal avec un plancher parallèle à la paroi du cylindre. Le cloisonnement vertical génère des espaces confinés et peut créer des problèmes de désorientation mais utilise mieux l'espace et fournit un bon accès au système de support de vie.

#### Configuration Catamaran

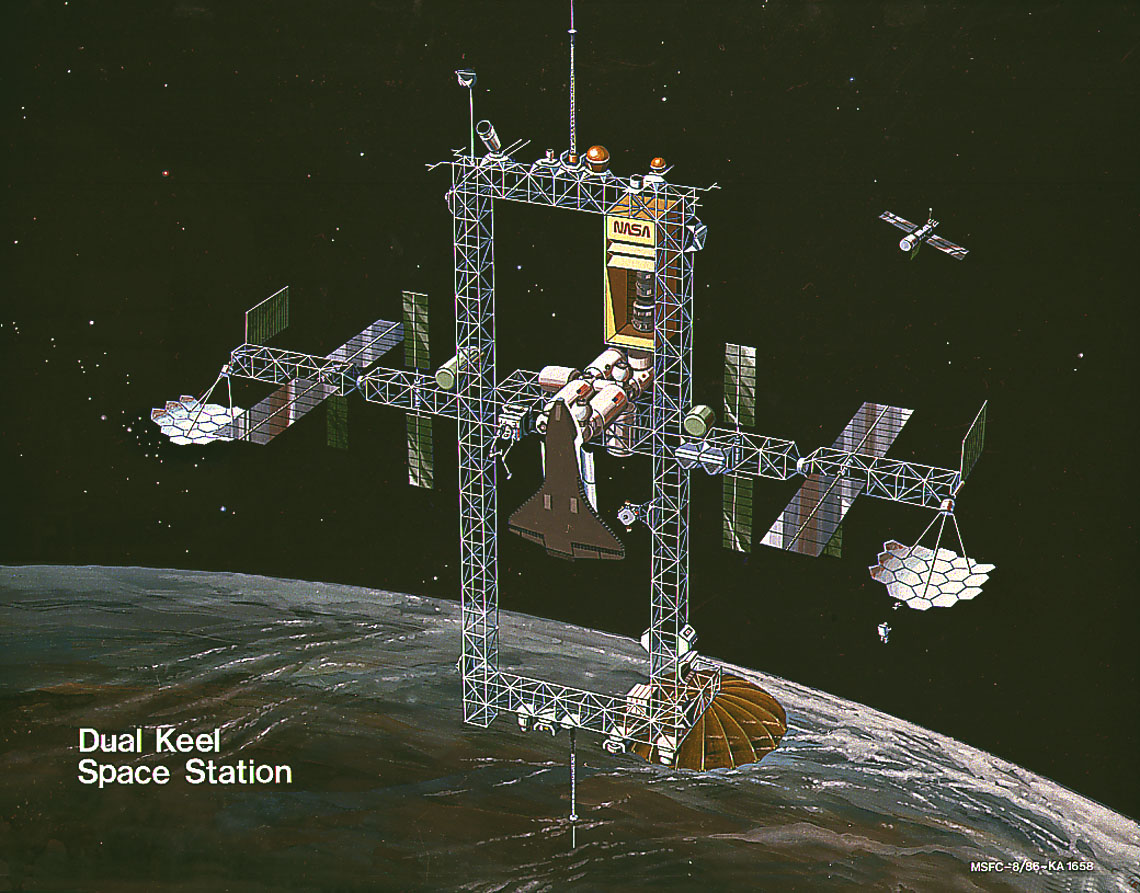
Configuration « Catamaran ».

En 1985 la NASA entame, avec la participation de plusieurs industriels, la phase B de son étude destinée à détailler les concepts déjà définis. Une étude plus fine des besoins scientifiques - microgravité, observatoires céleste et terrestre - aboutit à la disqualification du concept de « Tour à énergie » mal adapté. Une nouvelle architecture dite Catamaran (Dual Keel) est mise au point : deux poutres verticales parallèles supportent à leurs extrémités les télescopes spatiaux. Elles sont jointes en leur centre par une longue poutre horizontale qui supporte en son milieu les modules pressurisés et à ses extrémités les panneaux solaires.

#### Aménagement intérieur

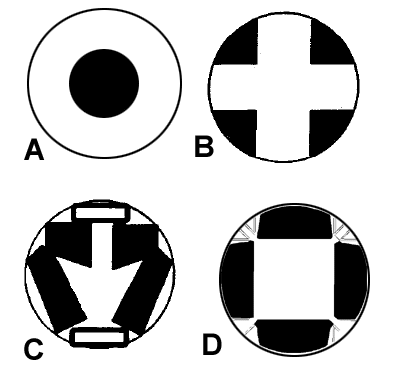
Études d'aménagement intérieur des modules.

Parallèlement un groupe créé en 1983 au centre spatial Johnson se penche plus particulièrement sur l'aménagement intérieur. Il s'agit à la fois de favoriser la productivité de l'équipage par une optimisation de l'ergonomie et de permettre la mise à niveau de la station et sa maintenance tout au long de sa durée de vie estimée à l'époque à 30 ans. Pour parvenir à ce résultat les équipements intérieurs doivent être modulaires ; la taille de chaque « meuble » doit être à la fois standardisée et suffisamment réduite pour pouvoir passer par les écoutilles. Il est établi que la taille minimale compatible avec la dimension des équipements usuels est celle d'un réfrigérateur. Par ailleurs la disposition retenue doit permettre d'accéder facilement à la coque pressurisée en cas de perforation. Plusieurs scénarios d'aménagement sont évalués : équipements rassemblés autour de l'axe du module laissant un espace habitable entre ce noyau et la coque (Service Core A sur le schéma ci-contre). Mais pour une coque de 4,5 mètres de diamètre, cette configuration laissait beaucoup moins d'espace vital que celle consistant à rejeter les équipements le long de la coque. Cette dernière disposition est donc retenue pour la suite de l'étude et à son tour déclinée en plusieurs versions : une disposition avec les équipements placés aux quatre angles laissant un volume libre en forme de croix (B) est éliminée car laissant peu de place pour les équipements ; on écarte également un aménagement qui superpose deux formats d'équipement de chaque côté de l'espace laissé libre avec des gaines techniques courant au niveau du plancher et du plafond (C). La solution finalement retenue consiste à placer des équipements au format parfaitement identique sur les quatre côtés de l'espace central (D). Les espaces libres de forme triangulaire situés entre les équipements et la coque sont utilisés pour faire passer les gaines techniques.

#### Du module universel au module spécialisé

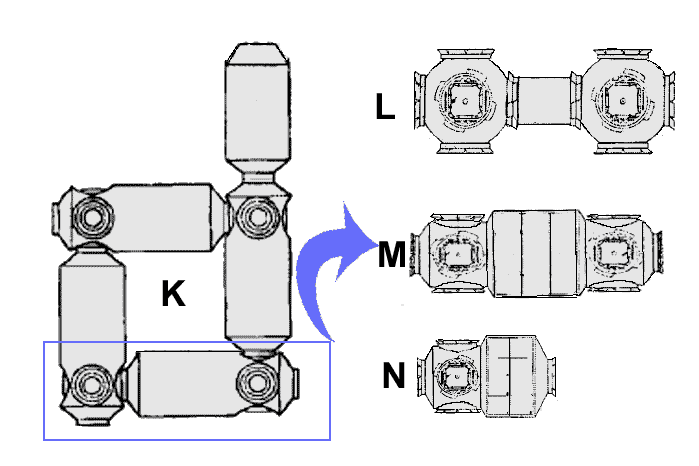
Genèse des modules de type nœud.

Pour réduire les coûts, la NASA était partie du principe que tous les modules de la station seraient identiques (configuration K sur le schéma ci-contre) ; l'ajout d'équipements intérieurs spécialisés devait permettre de répondre aux besoins couverts spécifiquement par chaque module. Mais les études plus détaillées montrèrent que, compte tenu du nombre réduit de modules à produire, le gain financier espéré ne compensait pas le surcroît de complexité et de masse d'un module « universel ». En particulier un tiers du volume de chaque module devait être consacré aux six ports d'amarrage radiaux et axiaux particulièrement volumineux et lourds compte tenu de leur gabarit généreux. Aussi fut-il décidé que le module commun ne prendrait pas en charge les fonctions de sas et de nœuds qui donneraient lieu au développement de modules spécialisés. Dans cette nouvelle configuration le module commun, nettement allégé car ne comportant plus que deux ouvertures aux extrémités du cylindre, pouvait être allongé ce qui permettait de réduire le nombre de modules nécessaires ; les modules, qui dans les configurations de l'époque assuraient des liaisons perpendiculaires pour des raisons de sécurité (configuration « en carré »), pouvaient être abandonnés au profit de simples tunnels pratiquement dépourvus d'équipements intérieurs et donc très légers (L). Finalement il fut décidé d'allonger les modules de type nœud pour qu'ils prennent en charge également la fonction des modules de liaison (configuration M puis N). Le concept de module de liaison fut abandonné par la suite.

#### Coupole d'observation
Pour pouvoir travailler, il était nécessaire que l'équipage dispose d'une vue sur l'extérieur : manœuvres d'amarrage et désamarrage des vaisseaux chargés du ravitaillement et de la relève, intervention à distance sur la partie extérieure de la station grâce aux bras robotisés, surveillance et maintenance. La réponse à ce besoin opposa d'une part les partisans d'une vue « virtuelle » reconstituée sur les écrans d'un poste de travail à partir d'images obtenues grâce à des caméras et d'autre part ceux qui, au nom de la sécurité, exigeaient de disposer de hublots dans chaque module permettant d'avoir une vue directe sur les composants de la station. Les détracteurs de cette dernière solution soulignèrent que la présence de hublots fragilisait et alourdissait la structure sans pour autant fournir une vue directe sur toutes les parties de la station. La création de coupoles d'observation donnant une vision à 180° fut décidée à l'issue de ces débats.

### Sous-ensemble russe

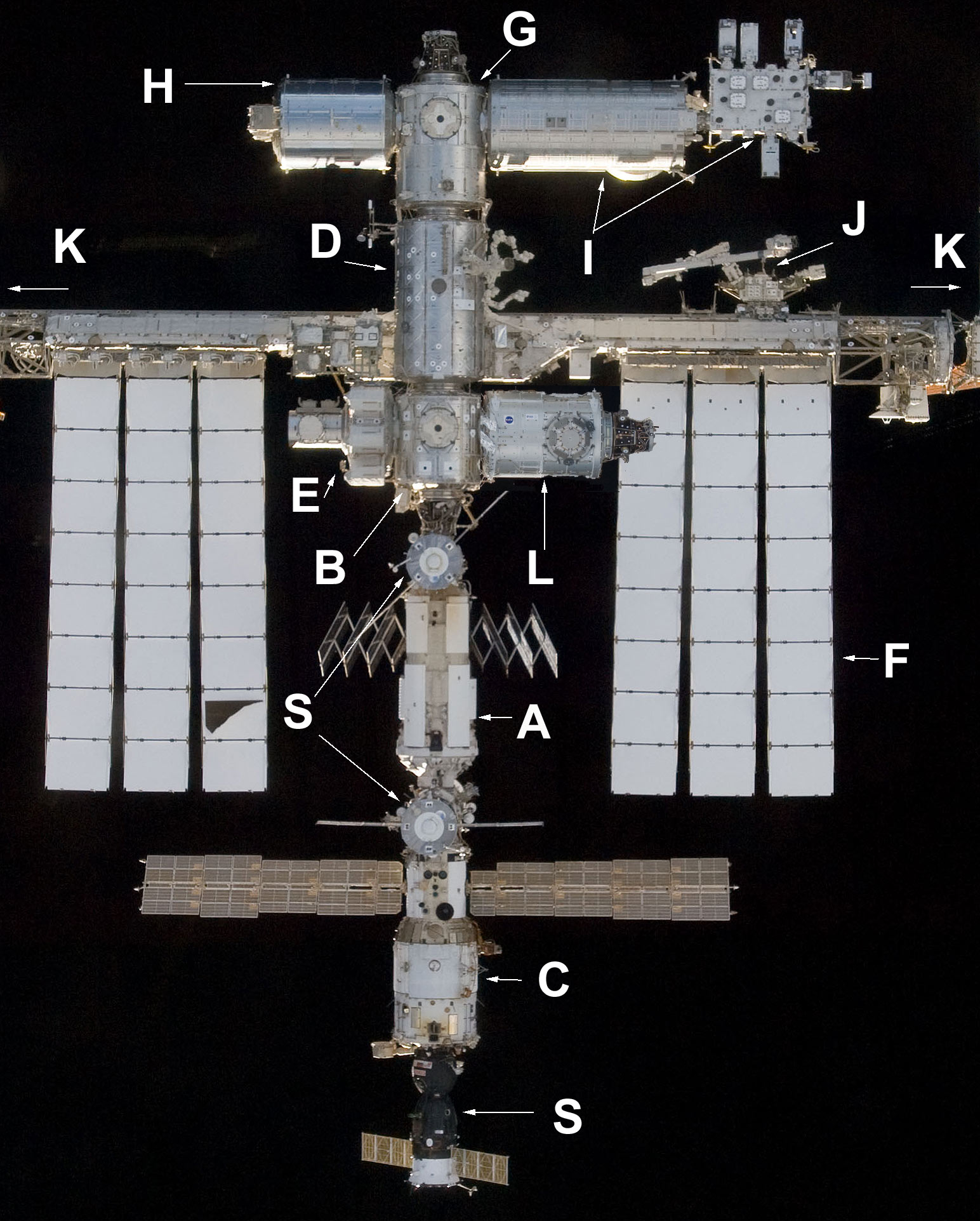
Vue du dessous : modules russes Zarya (A) et Zvezda(C), nœuds Unity (B), Harmony (G) et Tranquility (L), laboratoires Destiny (D), Columbus (H) et Kibo (I), sas Quest (E), bras Canadarm2 (J) sur la poutre, radiateurs (F), vers les panneaux solaires (K), 3 × vaisseaux Soyouz ou Progress (S).

La station spatiale internationale comprend :
- d'une part, les modules et composants développés appliquant les concepts architecturaux mis au point par la NASA, regroupés dans un sous-ensemble baptisé par l'agence spatiale américaine segment américain (USOS) qui inclut également des modules construits et financés par les agences spatiales japonaise et européenne ;
- d'autre part, les modules et composants russes constituant un deuxième sous-ensemble (environ 25 % de la masse) baptisé segment russe (ROS). Les modules russes forment un ensemble bien distinct, relié au reste de la station uniquement par le module de la NASA de type nœud Unity.

La partie russe de la station applique l'architecture des modules développés pour la station Mir. Leur conception plus classique est très différente de ce qui a été développé par la NASA. Les nœuds sont intégrés dans des modules qui ne se cantonnent pas à cette spécialité. Les aménagements ne sont généralement pas amovibles. La place accordée aux équipements scientifiques est beaucoup plus réduite. Deux membres de l'équipage disposent de petites cabines.

### Configuration finale

La configuration de l'ISS à partir de fin décembre 2022.

À l'issue de la phase de conception, la configuration de la station spatiale retenue comporte quatre modules laboratoires, un module d'habitation, deux coupoles d'observation, deux sas et un module logistique (pour le stockage) construit par les européens. Les arbitrages budgétaires qui affectent le projet entraînent par la suite la suppression de deux nœuds, d'une coupole du module affecté à la centrifugeuse et de celui à la logistique.
Les modules pressurisés, qui sont de forme cylindrique, sont pourvus d'une ouverture à chaque extrémité. La station est composée d'une colonne vertébrale formée par une enfilade de cinq modules (Zvezda, Zarya, Unity, Destiny, Harmony), connectés bout à bout, longue de près de 50 mètres. Les autres modules viennent se greffer sur cet axe : certains modules sont connectés sur la gauche ou la droite du corps principal (Colombus, Quest, Tranquility et Kibo) tandis que d'autres sont connectés au-dessus ou au-dessous (Pirs, Poisk, poutre S0, Rassvet, Nauka).
De la conception initiale subsiste également une longue poutre, fournie par la NASA et perpendiculaire à l'axe principal des modules pressurisés. Cette poutre porte principalement les panneaux solaires et les radiateurs du système de régulation thermique. Elle est rattachée à l'enfilade de modules à peu près en son milieu au niveau du module Unity. La grande longueur de la poutre permet aux panneaux solaires placés à ses deux extrémités, de s'orienter à tout moment de manière optimale (ils disposent de deux axes de liberté), sans être gênés par les modules pressurisés.

### Modules pressurisés
La structure des modules est réalisée en alliage d'aluminium, qui présente l'avantage d'être léger, résistant à la corrosion et d'être un bon conducteur électrique ce qui facilite la mise à la masse des équipements. La structure principale des modules pressurisés dont le rôle est de préserver l'intégrité du module, est composée d'une part d'une coque de forme cylindrique, dans laquelle sont percées des ouvertures occupées par des hublots ou des écoutilles, d'autre part de longerons qui permettent à la fois de résister à la pression et de jouer le rôle de support pour les équipements intérieurs. Sur cette structure primaire sont fixés des éléments de structures secondaires : à l'intérieur les baies de rangements, les écoutilles ou les rideaux de hublot, à l'extérieur les poignées permettant aux astronautes de progresser durant les sorties extravéhiculaires et les protections anti-météorites qui recouvrent la surface des modules. Pour les modules non russes, celle-ci est constituée d'une feuille d'aluminium de 1,27 millimètre d'épaisseur maintenue à une distance de 10 cm de la coque. Grâce à cette protection la probabilité qu'un débris traverse la coque est de 7,5 % pour les modules non russes et de 5 % pour les modules russes qui disposent d'un système différent.

#### Aménagements intérieurs

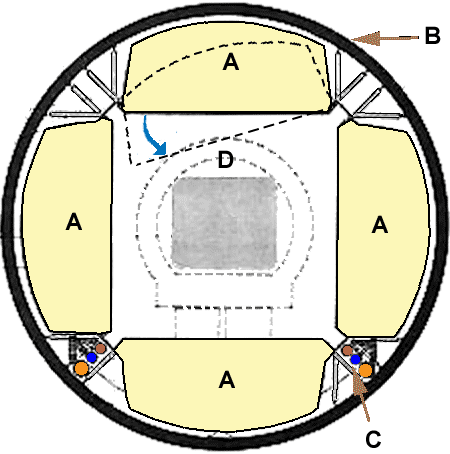
Coupe transversale d'un module américain.

En l'absence de gravité, la notion de plancher/plafond (verticale locale dans le jargon de la NASA) a été définie de manière arbitraire : le plancher est le côté des modules tourné en permanence vers la Terre (nadir), le plafond étant à l'opposé (zénith). Le marquage, la disposition des appareils prennent en compte cette orientation : lorsqu'ils s'activent les membres de l'équipage prennent donc des positions verticales similaires. L'axe principal des modules (de Zvezda à Harmony) est aligné sur la trajectoire de la station spatiale : les laboratoires Columbus et Kibo sont situés à l'avant et donc plus exposés à une collision avec un débris spatial tandis que les modules russes se situent à l'arrière. La troisième dimension est indiquée, comme sur un navire, par les appellations bâbord (à gauche pour une personne tournée vers l'avant) et tribord (Kibo est à bâbord et Columbus à tribord).
Les modules non russes ont la forme de cylindres aux extrémités légèrement coniques dont le diamètre a été fixé par celui de la soute de la navette spatiale (5 mètres). À chaque extrémité d'un module, de part et d'autre de l'ouverture axiale (D sur le schéma ci-contre), se trouvent des aménagements non amovibles (systèmes de sécurité, appareillages électriques) dissimulés derrière des cloisons. Le reste de l'espace tire les conséquences de l'absence de gravité : les quatre côtés (plancher, plafond et parois latérales), reçoivent le même type d'aménagement amovible constitué d'armoires (rack) au format standardisé ISPR hautes de 2 mètres pour 1,05 m de largeur et 85,4 cm de profondeur et dont l'arrière épouse la forme incurvée de la coque (A). Pratiquement jointifs (une rampe lumineuse occupe chaque angle) ce mobilier dégage en son centre un espace habitable le long de l'axe du module ayant une section carrée d'un peu plus de 2 mètres de côté. Les gaines de courant et fluides circulent dans l'espace de forme triangulaire laissé libre entre la coque et les armoires (C). Des barres formant poignée sont disposées à intervalle régulier pour permettre à l'équipage de se déplacer ou de se maintenir sur place. Les baies standardisées peuvent être occupées par différents types d'aménagements :
- équipement scientifique ;
- armoire de rangement ;
- équipement de support de vie (eau, température, air) ;
- toilette, mini cabine personnelle.

Le choix de l’amovibilité des aménagements permet de faire évoluer ou remplacer la plus grande partie des équipements au cours de la longue vie de la station spatiale. Ce choix permet également à la navette de lancer les modules, ce qu'elle n'aurait pu faire si ceux-ci avaient déjà reçu tous leurs aménagements car ils auraient été trop lourds. Mais cette conception n'a pas permis de fournir l'espace ordonné espéré : l'espace habitable de la station spatiale, en particulier celui des laboratoires, est envahi par un fouillis de câbles et d'équipements ajoutés).

#### Liaisons entre modules et systèmes d'amarrage des vaisseaux

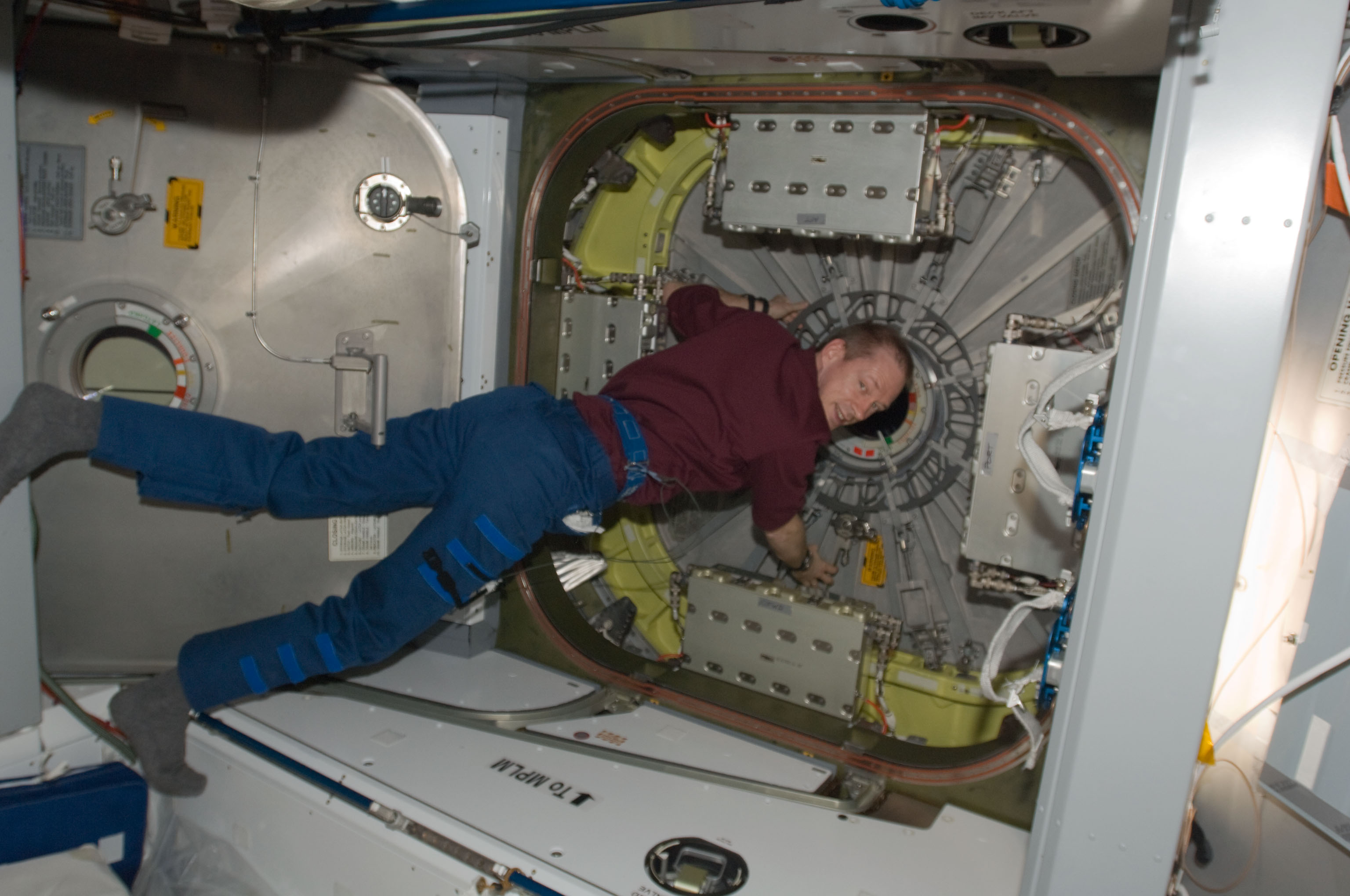
Écoutille de type CBM au gabarit généreux : à gauche la face interne faisant partie du module Harmony et à droite, en position fermée, la face externe de l'écoutille du vaisseau cargo HTV.

La connexion entre les modules et l'amarrage des vaisseaux spatiaux aux modules met en œuvre plusieurs types de liaisons du fait de l'origine hétérogène du matériel mis en œuvre :
- le système d'amarrage sonde-cône est un système très ancien développé par les Russes. Il est dissymétrique c'est-à-dire qu'une des deux parties arrimées porte la sonde (vaisseaux russes Soyouz, Progress, européen ATV) tandis que l'autre partie porte la pièce en forme de cône (majorité des ports d'amarrage des modules russes de la station). L'ouverture circulaire d'un diamètre intérieur de 80 cm ne facilite pas le transfert du fret : les équipements encombrants comme les armoires américaines au format ISPR qui équipent la partie non russe, ne peuvent transiter par ce type d'écoutille et cette contrainte impose une géométrie longiligne aux équipements amovibles russes les plus volumineux ;
- l'APAS est un système mis au point pour permettre la liaison entre les composants russes et américains. Il est hybride, c'est-à-dire que les composants de part et d'autre sont identiques. L'APAS est installé sur la navette spatiale et sur le module Zarya pour sa jonction avec la partie américaine. Le diamètre intérieur de l'ouverture est de même dimension que le système russe (ouverture circulaire de 80 cm de diamètre[47]) et souffre donc des mêmes limitations que celui-ci ;

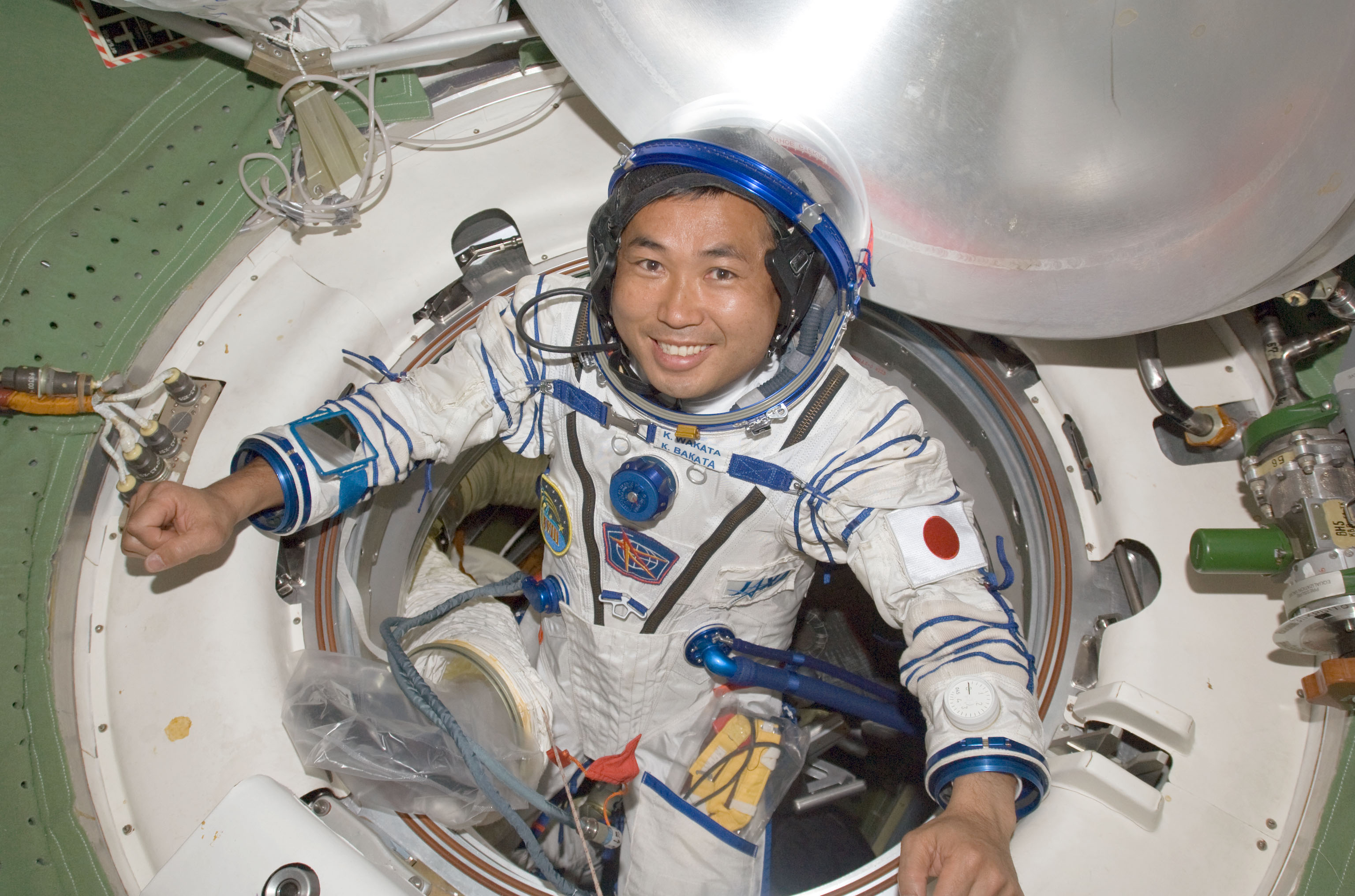
Les écoutilles de la partie russe ont un diamètre réduit.

- le CBM est un mécanisme d'amarrage mis au point pour la Station spatiale internationale. Il est mis en œuvre sur tous les modules non russes de la station. C'est également un système dissymétrique : la partie active (Active Common Berthing Mechanism ou ACBM) est constituée par un anneau sur lequel se situent quatre verrous qui assurent un premier assemblage et 16 boulons qui rigidifient l'ensemble. La partie passive (Passive Common Berthing Mechanism ou PCBM) reçoit les mécanismes d'accrochage. Les trois modules pressurisés, de type nœud, comportent sur leur partie axiale un port d'amarrage actif et un passif ; chaque nœud dispose par ailleurs de quatre autres ports tous actifs. Ce système d'amarrage est également celui du vaisseau cargo japonais HTV et des vaisseaux de ravitaillement Cygnus et Dragon. L'ouverture qui a une forme carrée de 127 cm de côté est d'une taille particulièrement généreuse permettant de faire passer les racks ISPR qui sont les plus gros équipements amovibles. C'est un atout essentiel pour la maintenance de la partie non russe de la station. Le maintien de l'étanchéité a constitué un défi technique à la conception, car compte tenu de sa forme carrée et de sa taille, il s'exerce une poussée de 20 tonnes non uniforme sur l'écoutille, lorsque le port n'est pas connecté à un autre module. Le système permet également la connexion automatique des liaisons électriques, des télécommunications et des canalisations porteuses de fluides[48].

Pour pouvoir mettre en relation des modules ou vaisseaux porteurs du système d'amarrage APAS d'une part et CBM d'autre part, des adaptateurs pressurisés en forme de cône coudé ont été mis en place (Pressurized Mating Adapters ou PMA). Ils ménagent un corridor pressurisé entre les deux parties, comportent un chauffage et permettent d'établir une liaison électrique et télécom. Le PMA-1 est utilisé pour relier le module russe Zarya au module Unity faisant la jonction entre la partie russe et la partie internationale de la station. Le PMA-2 installé aujourd'hui sur le module Harmony est le point d'amarrage habituel de navette spatiale. PMA-3, installé sur le nœud Tranquility fournit une alternative pour l'amarrage de la navette.

#### Modules russes Zvezda et Zarya

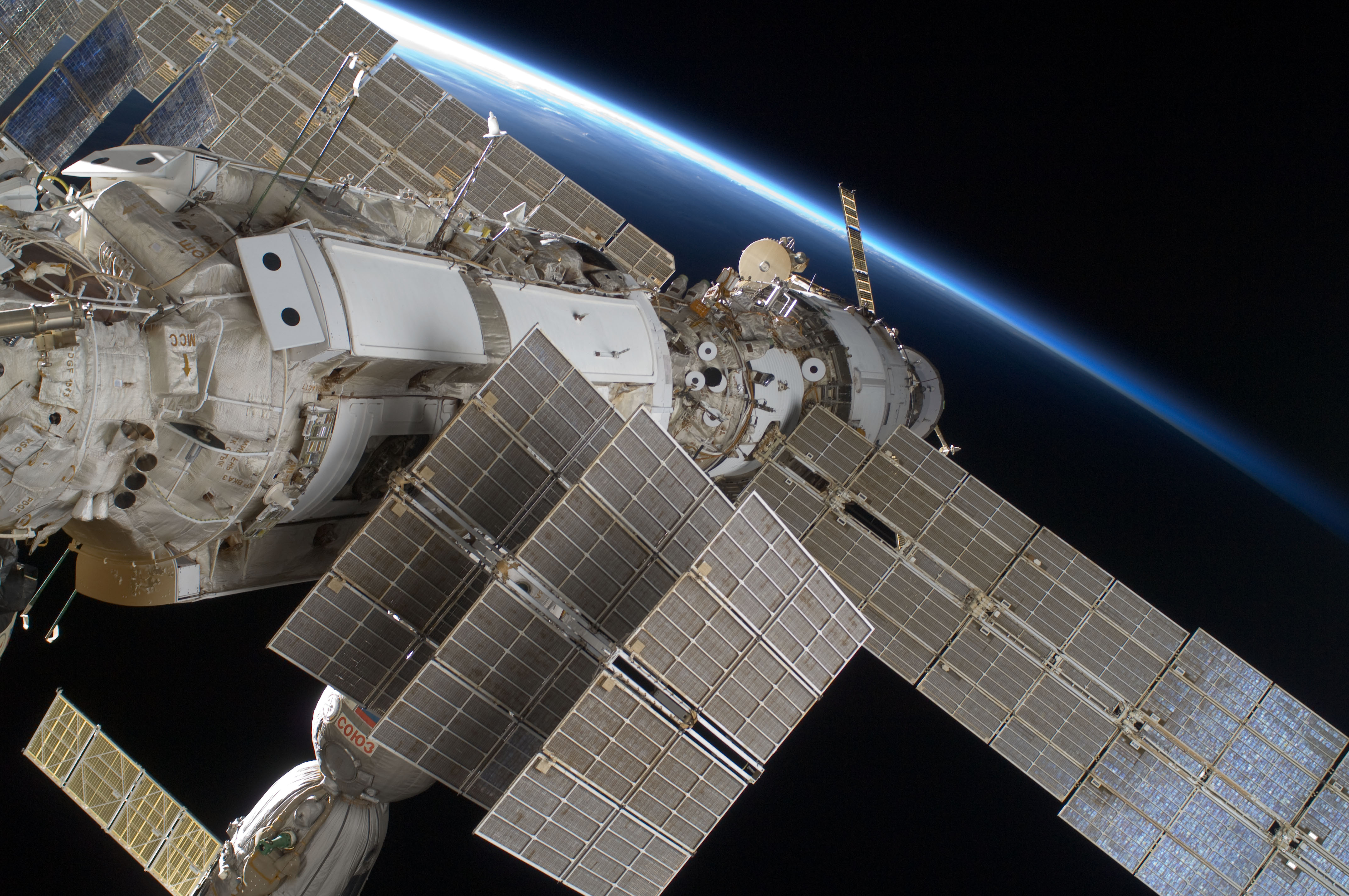
Les modules russes Zarya et Zvezda

Zarya (soleil levant) est le premier module de la station internationale placé en orbite. Il s'agit d'une nouvelle déclinaison du vaisseau TKS utilisé à plusieurs reprises par l'astronautique russe. Il sert actuellement de lieu de stockage et permet grâce à ses moteurs (32 moteurs de 13 kg de poussée) de réorienter la station lorsque les corrections à apporter dépassent la capacité des gyroscopes électriques installés dans la partie américaine de la station. Des réservoirs situés à l'extérieur permettent de stocker 6 tonnes de carburant qui sont utilisés par les moteurs du module Zvezda pour rehausser l'orbite de la station. Zarya est d'une part reliée au module Zvezda d'autre part au nœud Unity. Un troisième port permet de recevoir un vaisseau Soyouz ou Progress mais est, depuis 2010, relié en permanence au compartiment d'amarrage Rassvet. Zarya possède ses propres panneaux solaires et ses batteries. Il pèse 19,3 tonnes et est long de 12,55 mètres pour un diamètre de 4,1 mètres.
Zvezda (« étoile ») également appelé « module de service » a durant les premières années été le centre de la station spatiale. On y trouve des équipements vitaux qui resteront longtemps uniques dans la station spatiale tels que les systèmes de support de vie Elektron et Vozdukh, les systèmes de contrôle de vol et de navigation et une toilette. Il reste aujourd'hui le centre de commandement de la partie russe de la station. Zvezda est une évolution du module central de la station Mir : le module comporte comme celle-ci trois parties : un compartiment de travail, une chambre de transfert qui donne sur un point d'amarrage à l'arrière et un compartiment de « transfert » situé à l'avant avec trois ports d'amarrage. Les occupants du module résident et travaillent dans le compartiment de travail qui comprend notamment deux petites cabines d'équipage, une toilette, un tapis roulant et un cycloergomètre. Le module Zvezda est long de 13,1 mètres pour un diamètre maximum de 4,15 mètres et un poids de 18 tonnes. Il possède deux panneaux solaires d'une envergure de 29,7 mètres. Le port d'amarrage situé à l'arrière peut recevoir un vaisseau Soyouz ou Progress tandis que les trois ports situés à l'avant sont reliés de manière définitive au module Zarya ainsi qu'aux modules d'accostage Pirs et Poisk. Zvezda dispose de moteurs-fusées qui sont utilisés pour rehausser l'altitude de la station.

#### Modules de type nœud

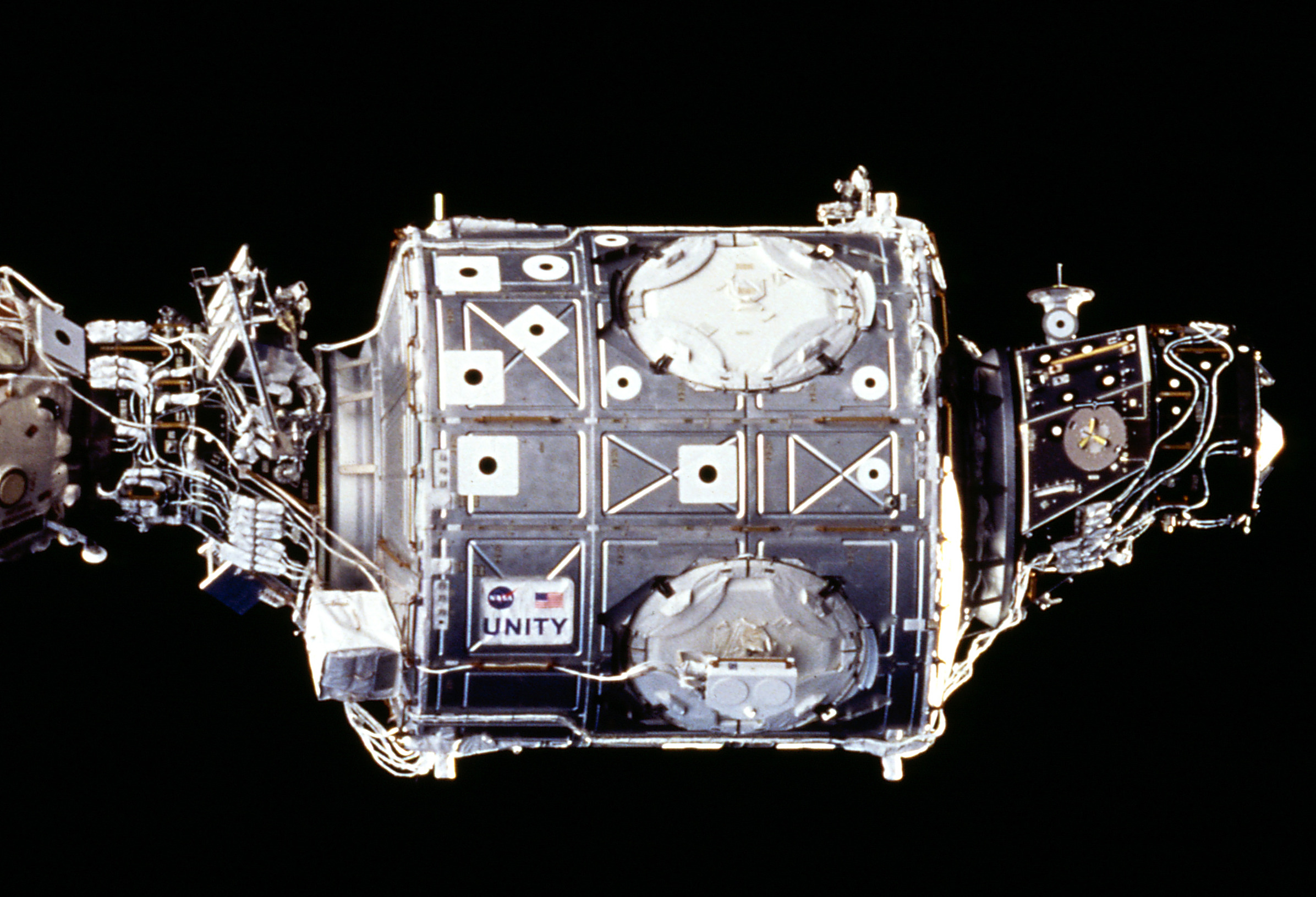
Le premier nœud Unity avec de part et d'autre les adaptateurs PMA-1 et PMA-2.

La partie non russe de la station comporte trois modules de type nœud qui peuvent assurer l'interconnexion entre six modules.
Unity (nœud 1) est chronologiquement le second module à avoir été assemblé à la station spatiale internationale, et le premier construit par les États-Unis. C'est un cylindre d'aluminium de 11,6 tonnes, 5,47 m de long et de 4,57 m de diamètre. Il est plus court que les deux autres modules et ne comporte que quatre emplacements pour des racks au format ISPR contre huit pour les autres modules. Il assure la jonction avec la partie russe de la station via un PMA.
Harmony (nœud 2) pèse 14,3 tonnes pour une longueur de 7,2 mètres et un diamètre de 4,4 mètres. Il assure la connexion entre le laboratoire européen Columbus, le module américain Destiny et le module japonais Kibo. Sur les huit baies disponibles, quatre sont occupées par des racks d'avionique tandis que les autres servent de lieu de rangement.
Tranquility (nœud 3) a les mêmes dimensions que Harmony et contient comme celui-ci huit racks dont deux occupés par l'avionique du module. Les principaux équipements touchent au système de support de vie américain avec deux racks recyclant les eaux usées, un rack pour la génération d'oxygène à partir de l'eau et un rack pour le système de régénération de l'atmosphère qui enlève les contaminants et contrôle ses constituants. Tranquility comporte également un compartiment toilettes pour l'équipage. Tranquility tient lieu également de salle de sport puisqu'on y trouve deux appareils destinés à l'exercice physique dont un tapis roulant. Le module dispose d'une coupole d'observation Cupola installée sur un des ports d'amarrage radiaux. Celle-ci est une baie vitrée de forme convexe et circulaire, composée de sept hublots : un hublot central zénithal de forme circulaire entouré de six autres plus petits et trapézoïdaux. L'ensemble, installé sous le module Unity côté Terre, fournit une vue panoramique à la fois sur la planète et sur une partie du champ d'intervention du bras manipulateur Canadarm 2 utilisé pour la maintenance de la station. Sur les six ouvertures du nœud, quatre d'entre elles sont utilisées.

#### Modules laboratoires

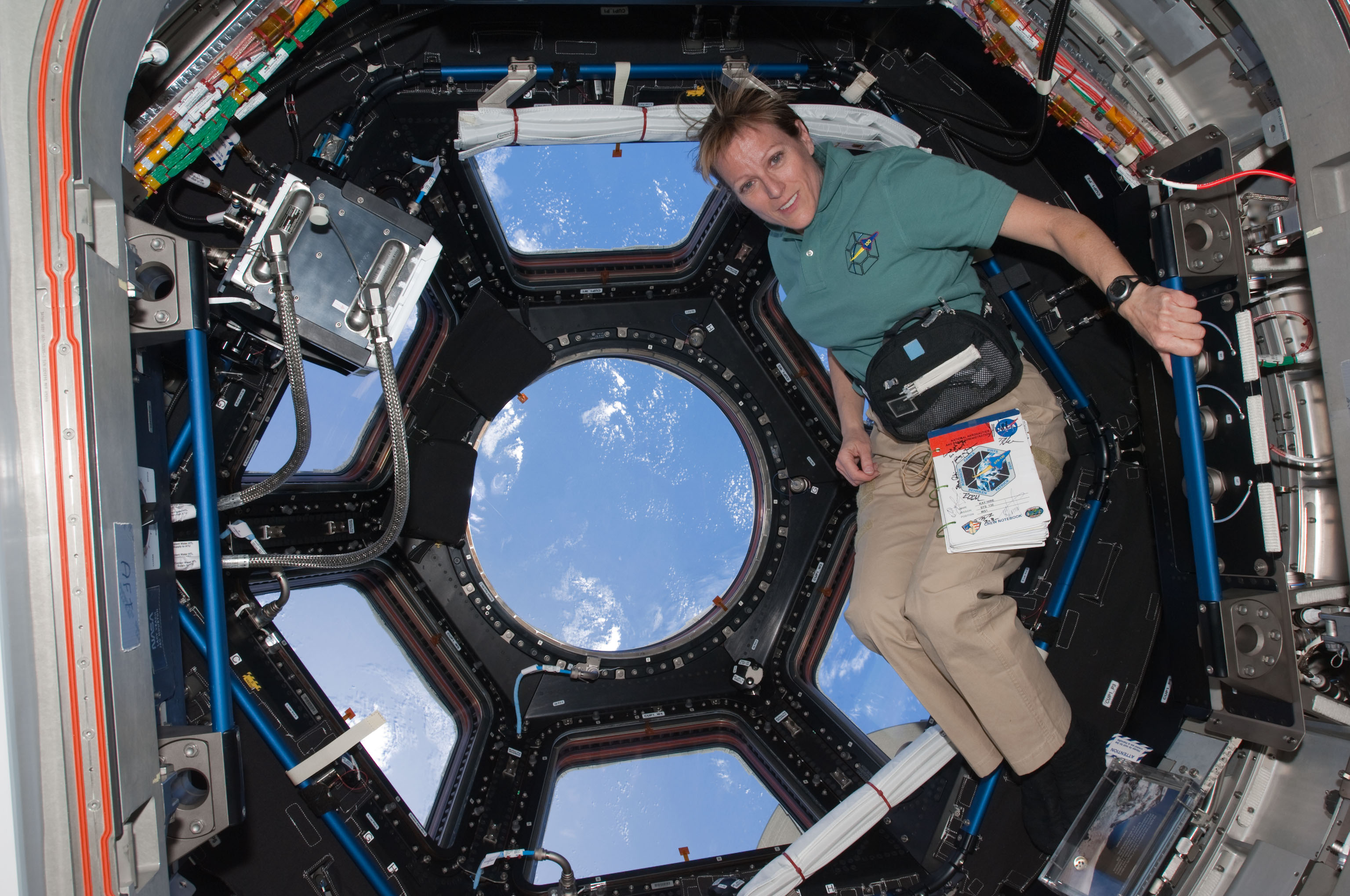
La coupole d'observation installée dans le module Tranquillity.

Les modules laboratoires sont consacrés à la recherche. À cet effet leurs quatre faces internes comportent des emplacements au format standardisé qui peuvent recevoir des expériences et qui disposent d'interfaces informatiques, vidéos, d'une alimentation électrique ainsi que de canalisations pouvant distribuer gaz ou fluides. Certaines de ces baies sont néanmoins occupées par des équipements relevant du support vie servant de stockage en l'absence de module réservé à la logistique et à l'habitat.
Le laboratoire américain Destiny est le deuxième module américain installé et le premier laboratoire. Il est conçu pour accueillir les charges utiles et les expériences devant s'accommoder d'une atmosphère terrestre. Sa capacité est de vingt-quatre baies, dont treize sont spécialement conçues pour recevoir des expériences nécessitant un interfaçage complet avec la station et ses ressources. Cet élément a été mis en orbite le 7 février 2001.
Le laboratoire européen Columbus est le plus petit des laboratoires de recherche avec dix baies disponibles pour la science. C'est le lieu de travail privilégié des astronautes et chercheurs européens. Ce module pressurisé est raccordé en permanence à la station. Ses utilisations sont multiples, et portent entre autres sur la science des matériaux, la physique des fluides, les sciences de la vie, la physique fondamentale et de nombreuses autres technologies. Il renferme aussi la plupart des charges utiles pressurisées européennes.

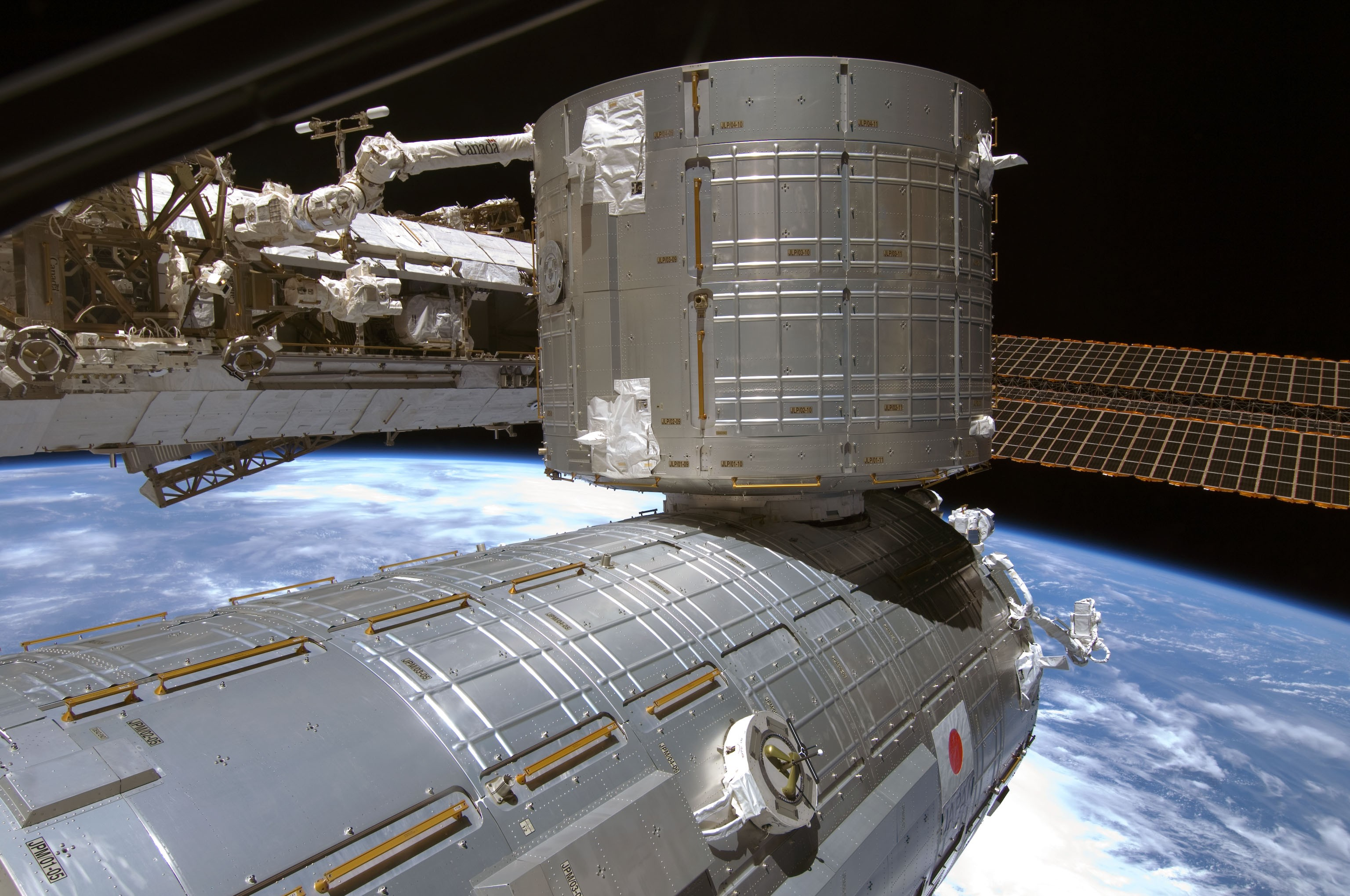
Le laboratoire japonais JEM

Le laboratoire JEM ou Kibō est le module fourni par l'Agence d'exploration aérospatiale japonaise (JAXA) : il comporte dix baies à bord, dont cinq seront occupées par du matériel japonais et cinq autres par du matériel de la NASA. Tous les emplacements sont aux standards internationaux en ce qui concerne les branchements énergétiques et l'approvisionnement en divers gaz ou liquides. Le JEM comporte un prolongement pressurisé, l'ELM PS, qui fournit des emplacements supplémentaires pour certaines expériences réclamant, entre autres, une atmosphère ou une pression atmosphérique différentes. Ce module complémentaire est fixé perpendiculairement au JEM.
Le laboratoire russe Nauka ou MLM (Module laboratoire multi-usages) doit être installé courant 2021. Ce sera le dernier élément qui rejoindra la station spatiale. Il est construit à partir de la doublure de Zarya. À côté d'installations pour les équipements scientifiques, il comporte des ports d'amarrages, des installations de support de vie pour l'équipage et doit également servir de lieu de stockage.

#### Compartiments d'amarrage russes
Le compartiment d'amarrage Pirs est un module assez court (moins de 5 mètres de long) qui sert à la fois de port d'amarrage pour les vaisseaux russes et de sas pour les sorties extravéhiculaires russes. Assemblé à la station en 2001, sa durée de vie théorique est de 5 ans. Arrivé en fin de vie, il est largué et détruit avant l'installation du module Nauka début 2021. Il est remplacé par un module Poisk, aux caractéristiques similaires, installé en novembre 2009 pour remplacer à terme Pirs dont il partage les caractéristiques,. Le compartiment d'amarrage Rassvet dont l'installation a eu lieu en 2010, doit servir de port d'amarrage pour les vaisseaux Soyouz et Progress. Il joue également le rôle de module de stockage. Sa présence a été rendue nécessaire pour permettre l'accostage des vaisseaux qui ne peuvent plus s'amarrer directement à Zarya depuis la mise en place du module Tranquility.

#### Sas américain Quest

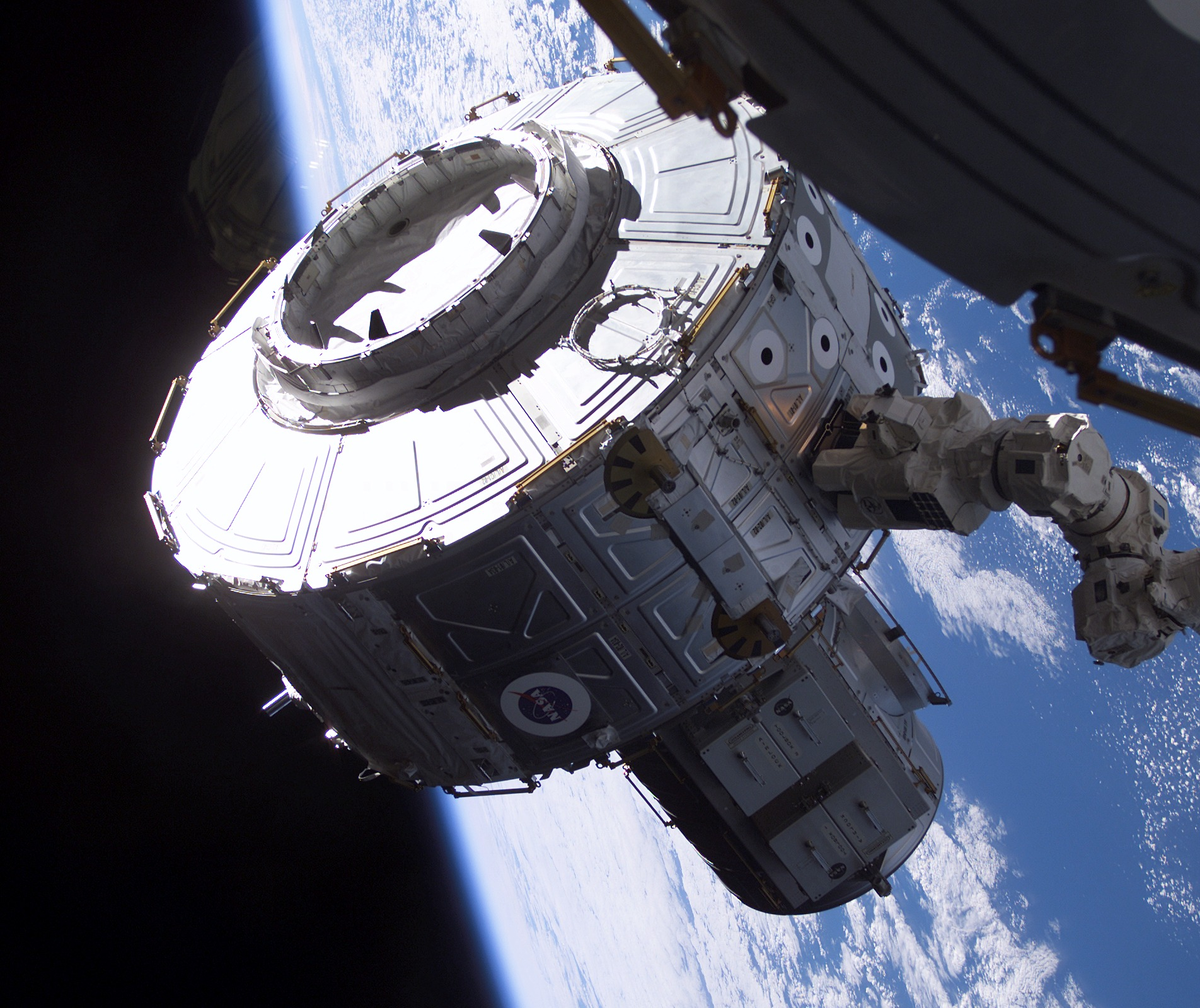
Le sas Quest en cours d'installation.

Le module américain Quest, qui est fixé au nœud Unity, permet aux astronautes d'effectuer les sorties extravéhiculaires. Il joue le même rôle que le Pirs de la partie russe de la station mais, contrairement à celui-ci, il est compatible à la fois avec les combinaisons russes et américaines. Il comporte deux parties : la plus large permet aux astronautes de s'équiper de leurs combinaisons spatiales et d'effectuer la longue préparation pour débarrasser leur organisme de l'azote. La deuxième partie, plus étroite, est le sas proprement dit similaire à celui de la navette spatiale qui permet, après avoir chassé l'atmosphère, d'accéder à l'extérieur. Attachés au module se trouvent deux grands réservoirs d'oxygène et deux réservoirs d'azote dont le contenu est utilisé à la fois par Quest et par la partie américaine de la station. Le module Quest pèse 6,1 tonnes à vide, est long de 5,5 mètres pour un diamètre maximum de 4 mètres.

#### Module Logistique Multi-Usages Leonardo

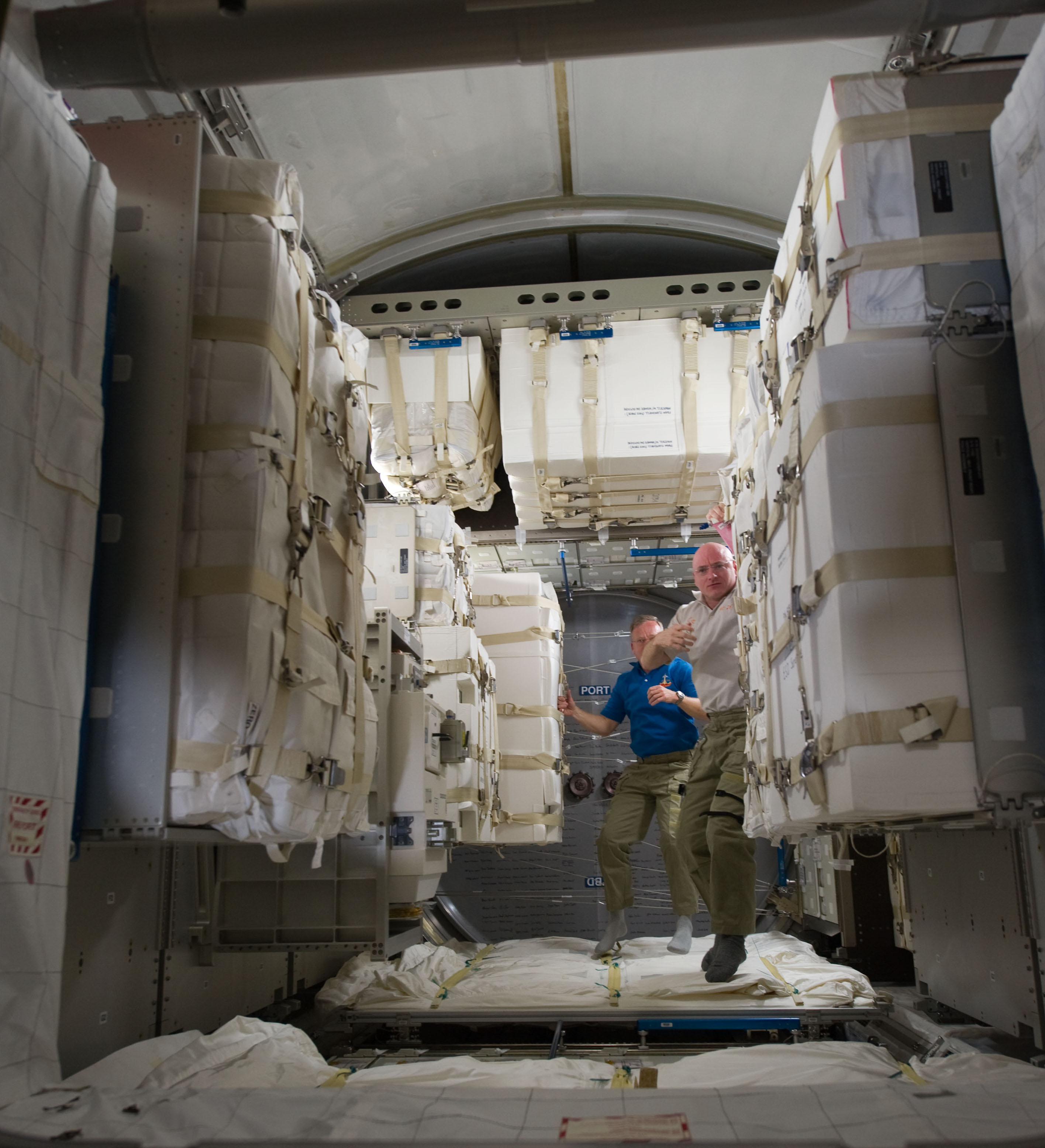
L'intérieur de Leonardo est destiné au stockage.

Le Module Logistique Multi-Usages Leonardo est un des trois modules (Leonardo, Raffaello et Donatello) pressurisés construits par l'Italie utilisés pour transporter dans la soute de la navette spatiale américaine le fret qui ne peut être exposé au vide. Leonardo, l'un des trois modules, après avoir reçu une protection contre les micrométéorites, est amarré en permanence à un sas d'amarrage du module tranquility, depuis le retrait des navettes spatiales mi 2011. Le module sert de zone de stockage,.

### Parties non pressurisées

#### Poutre

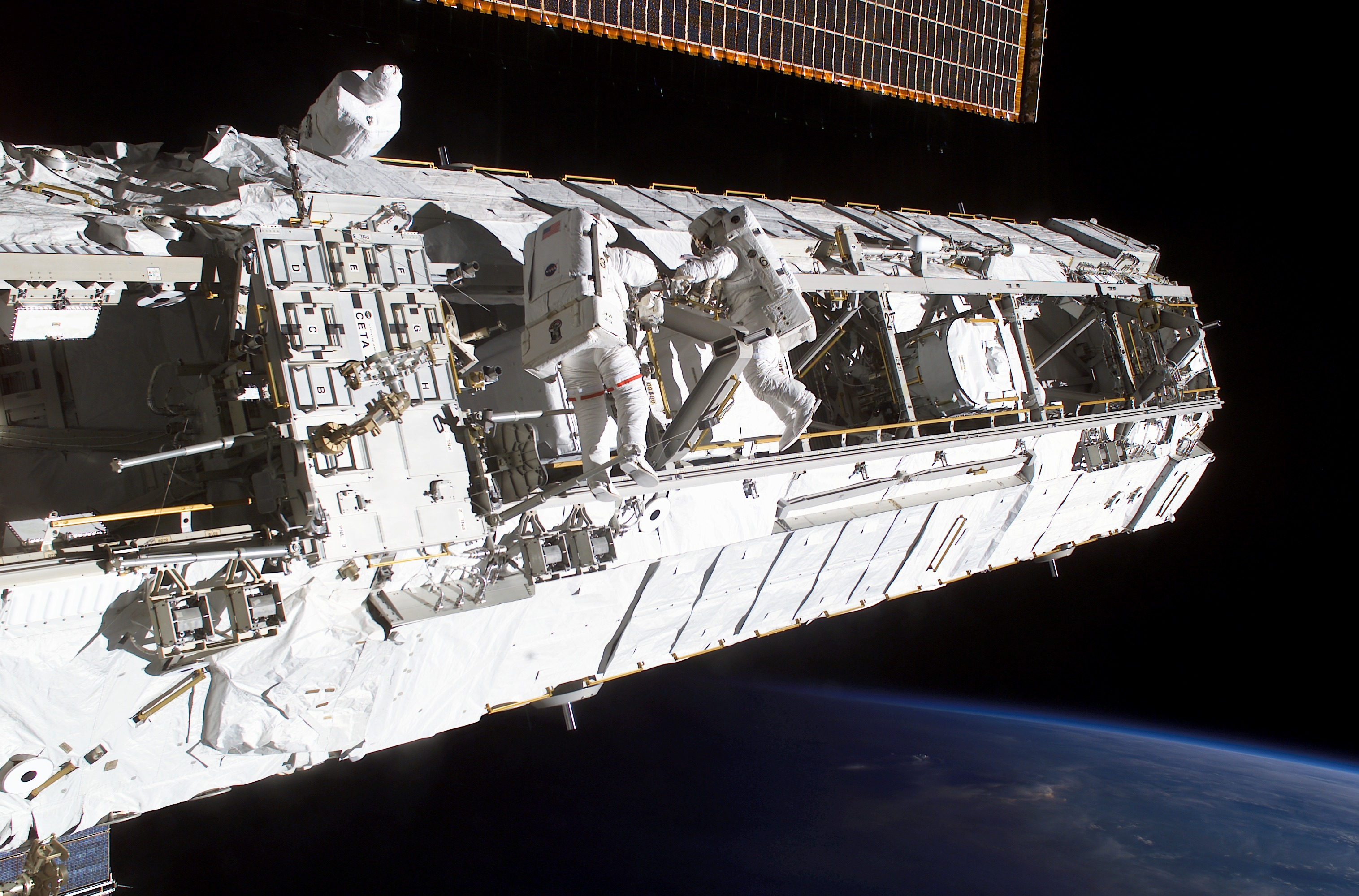
Deux astronautes travaillent sur la poutre

La poutre est la structure la plus imposante de la station avec une longueur de 108,5 mètres. Son rôle principal est de porter les panneaux solaires qui fournissent l'énergie à la station et les radiateurs qui assurent la régulation thermique des modules pressurisés. Sa dimension permet aux panneaux solaires de s'orienter sans être gênés par les modules pressurisés et les panneaux qui y sont rattachés. Elle est constituée de onze segments qui ont été assemblés en orbite,. La poutre est perpendiculaire au tronc central de la partie pressurisée de la station. Elle est constituée d'une partie centrale fixe (segments de poutre S0, P0 et P1) solidement fixée en son milieu au sommet du laboratoire américain Destiny et de deux extrémités (bâbord et tribord) qui portent les panneaux solaires et qui pivotent autour de l'axe de manière à toujours aligner les cellules photovoltaïques face au Soleil. Les panneaux solaires peuvent eux-mêmes pivoter par paire.
La poutre sert également de support à trois plateformes externes qui permettent d'entreposer des pièces de rechange ainsi qu'à quatre plateformes, les EXPRESS Logistics Carrier, sur lesquelles se trouvent des expériences scientifiques qui n'ont pas besoin d'être installées dans un environnement pressurisé ou qui sont volontairement exposées au vide. Une expérience scientifique particulière, le spectromètre magnétique Alpha, dispose d'un emplacement spécifique sur la poutre. Enfin le bras télémanipulateur Canadarm 2 est généralement installé sur un chariot mobile qui peut coulisser à petite vitesse le long des trois segments non rotatifs de la poutre permettant ainsi d'accroitre son rayon d'action d'environ 40 mètres.
Le module non pressurisé Z1, fixé au port d'amarrage zénithal d'Unity, sert de support aux quatre gyroscopes de la station ainsi qu'aux principales antennes de télécommunications.

#### Bras et robots télémanipulateurs

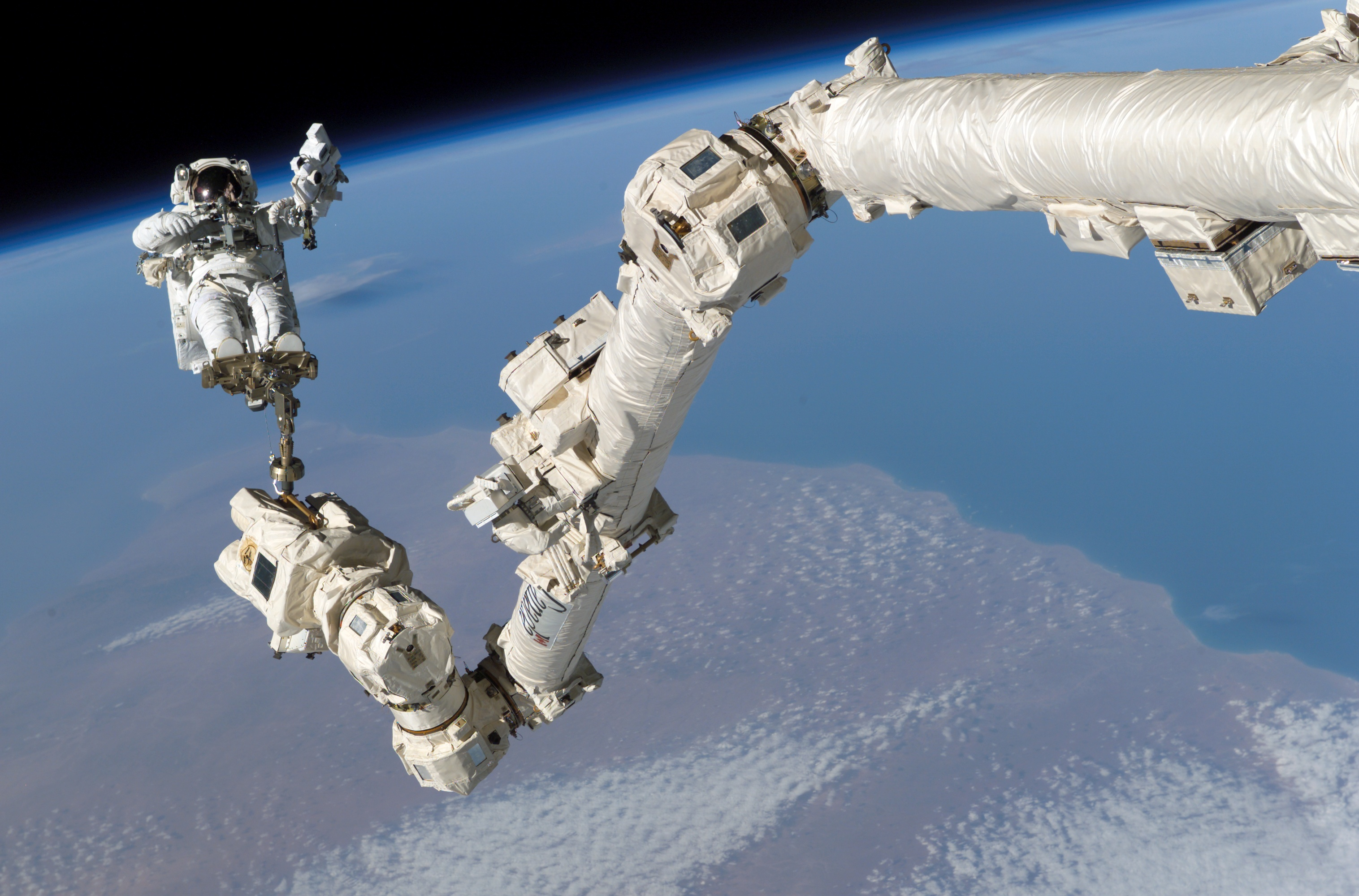
L'astronaute Steve Robinson au bout du bras Canadarm 2.

La station dispose de plusieurs bras contrôlés à distance qui permettent l'assemblage de la station et sa maintenance. Compte tenu de la taille de la station, de l'origine multinationale de ses composants et de la diversité des besoins, plusieurs bras ont été installés.
Le bras Canadarm 2 est le plus important des systèmes de ce type présents dans la station et constitue la principale contribution du Canada. C'est une version plus puissante du bras Canadarm installé sur la navette spatiale américaine. Long de près de 17,6 mètres, il dispose de 7 articulations motorisées et est capable de déplacer des charges de 116 tonnes. Il est généralement fixé sur un chariot - le Mobile Remote Servicer MRS - qui se déplace le long de la poutre mais l'embase présente à ses deux extrémités peut être également attachée à un des points d'accrochage répartis sur la station : les Power Data Grapple PDGF lui fournissent énergie électrique et des liaisons vidéo et informatiques. Il peut changer de point d'accrochage en se déplaçant comme une chenille : cette mobilité combinée à sa grande longueur lui permet d'atteindre une grande partie des installations. Mis en place en 2006, il a depuis été particulièrement sollicité pour la mise en place des principaux éléments de la station. Il a reçu en 2008 une extension, le (Dextre (SPDM)), beaucoup plus précise (15 degrés de liberté), permettant des manipulations exigeant une grande dextérité lorsque la masse ne dépasse pas 600 kg. Dextre peut soit prolonger le bras Canadarm 2 soit fonctionner de manière autonome en s'ancrant sur un des points d'accrochage de la station. Le bras Canadarm2 peut être contrôlé depuis deux postes de travail mobiles situés dans la station. Un de ces postes est situé dans la Cupola, qui fournit une vue directe sur une grande partie de la station à l'opérateur. Ce dernier peut également travailler en utilisant les images restituées par des caméras installées sur le bras ainsi que les données fournies par des capteurs,.

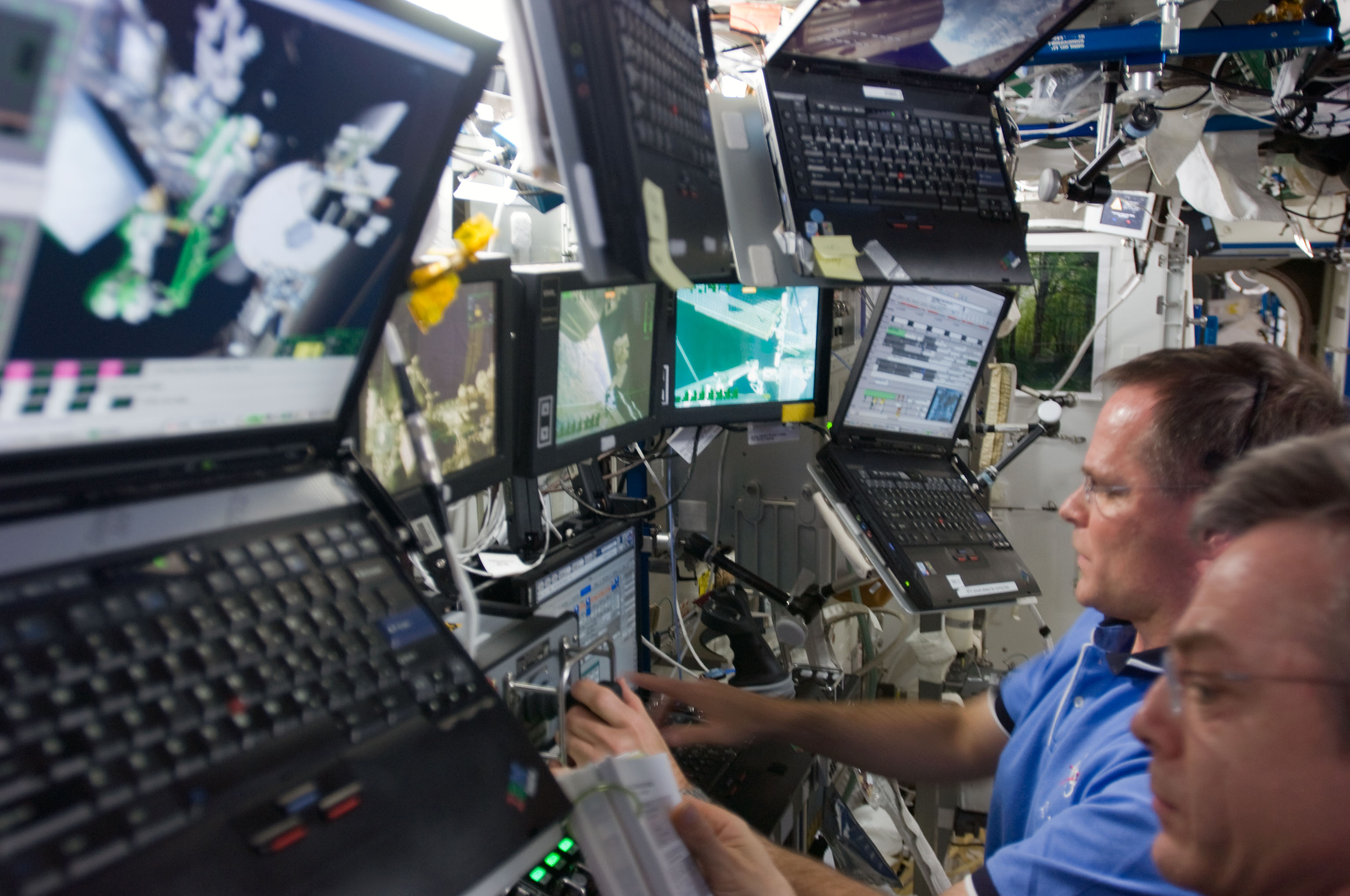
Poste de travail du téléopérateur de Canadarm2

Les deux bras télémanipulateurs russes Strela sont installés sur le module Pirs. L'un d'entre eux permet d'intervenir sur le module Zarya tandis que l'autre permet d'atteindre Zvezda. Le Bras télémanipulateur européen (ERA en anglais) a une longueur de onze mètres pour une masse de 630 kg et est capable de déplacer des charges pesant jusqu'à huit tonnes. Il dispose de 7 degrés de liberté. Il doit être amené prochainement par un lanceur Proton avec le module russe Nauka,. L'ERA prendra alors en charge les interventions sur les modules russes. Les deux extrémités du bras peuvent se fixer sur les points d'attache dispersés à la surface de la station ou sur le chariot mobile comme le bras Canadarm 2. Les deux extrémités ont les mêmes capacités et peuvent donc tour à tour servir de point d'ancrage ce qui permet au bras de se déplacer à la surface de la station sans intervention humaine. Les cosmonautes peuvent le contrôler depuis l'intérieur de la station spatiale mais également depuis l'extérieur. Le bras, qui est équipé de caméras vidéo, permet d'attraper des objets munis du système d'accrochage adéquat ou utiliser un outil multi-tâches. L'opérateur utilise un poste de travail mobile.

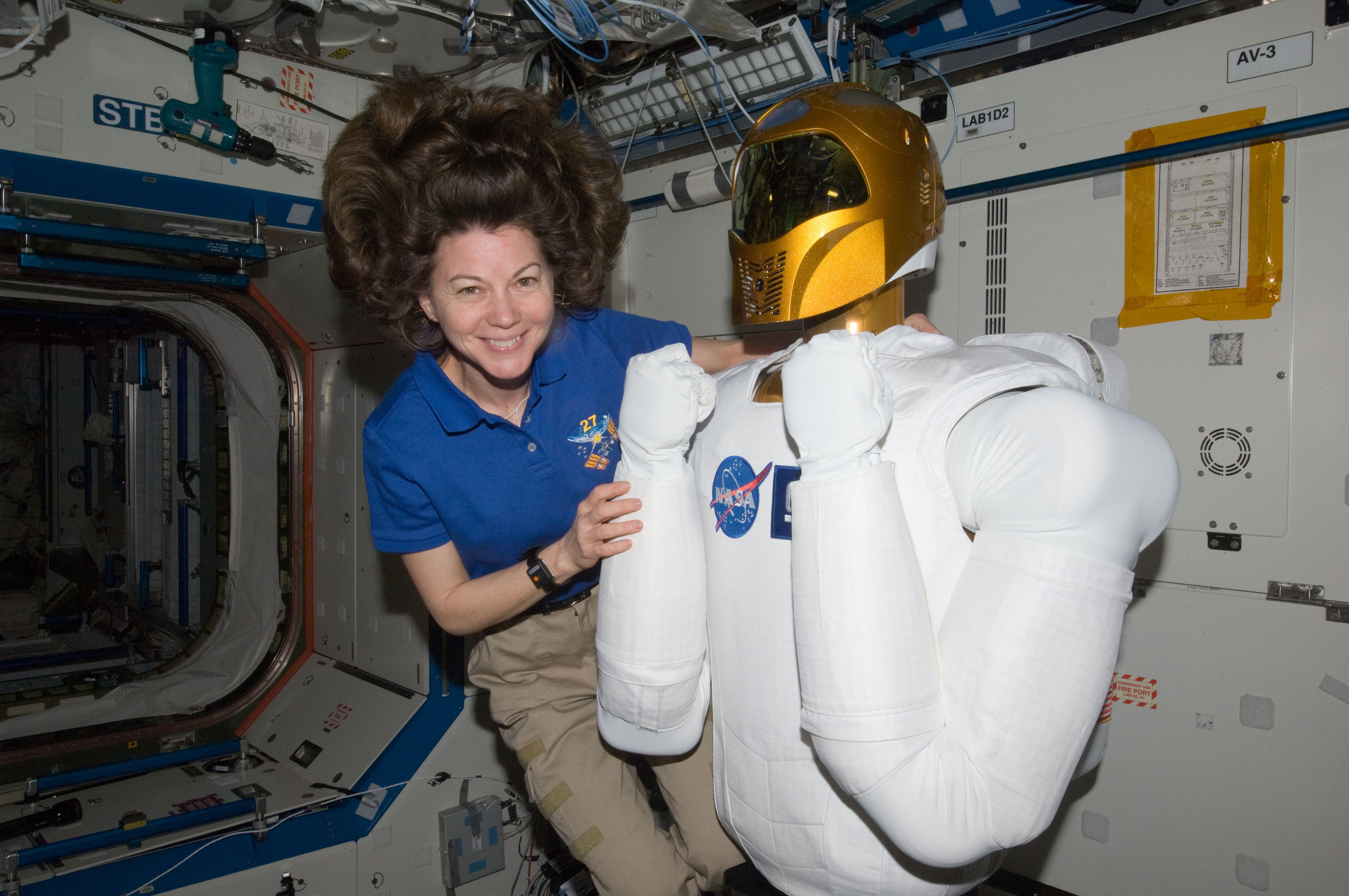
Un Robonaut 2 à bord de la station spatiale internationale le 15 mars 2011.

Il existe également un bras associé à la palette japonaise (JEM-RMS) située à l'extérieur du laboratoire Kibo qui héberge les expériences pouvant être exposées dans le vide. Cet outil est composé d'un premier bras de 10 mètres disposant de 6 degrés de liberté et d'un petit bras. Il est commandé depuis un poste de contrôle installé dans le module Kibo. L'opérateur dispose de deux hublots fournissant une vue directe sur la palette. De 2011 à 2018, un système de manipulation à distance de forme anthropomorphique, Robonaut 2, a été à bord de la station pour des tests opérationnels. Par rapport aux bras existants, il dispose de 43 degrés de liberté et permet au téléopérateur de le manipuler à l'aide de gants et un casque par le biais d'un système de réalité virtuelle. Il pourrait repartir vers le complexe orbital une fois réparé.
En juin 2018, un robot doté d'une intelligence artificielle, CIMON a été lancé sur le cargo Dragon CRS-15 vers l'ISS.

### Équipements de recherche scientifique

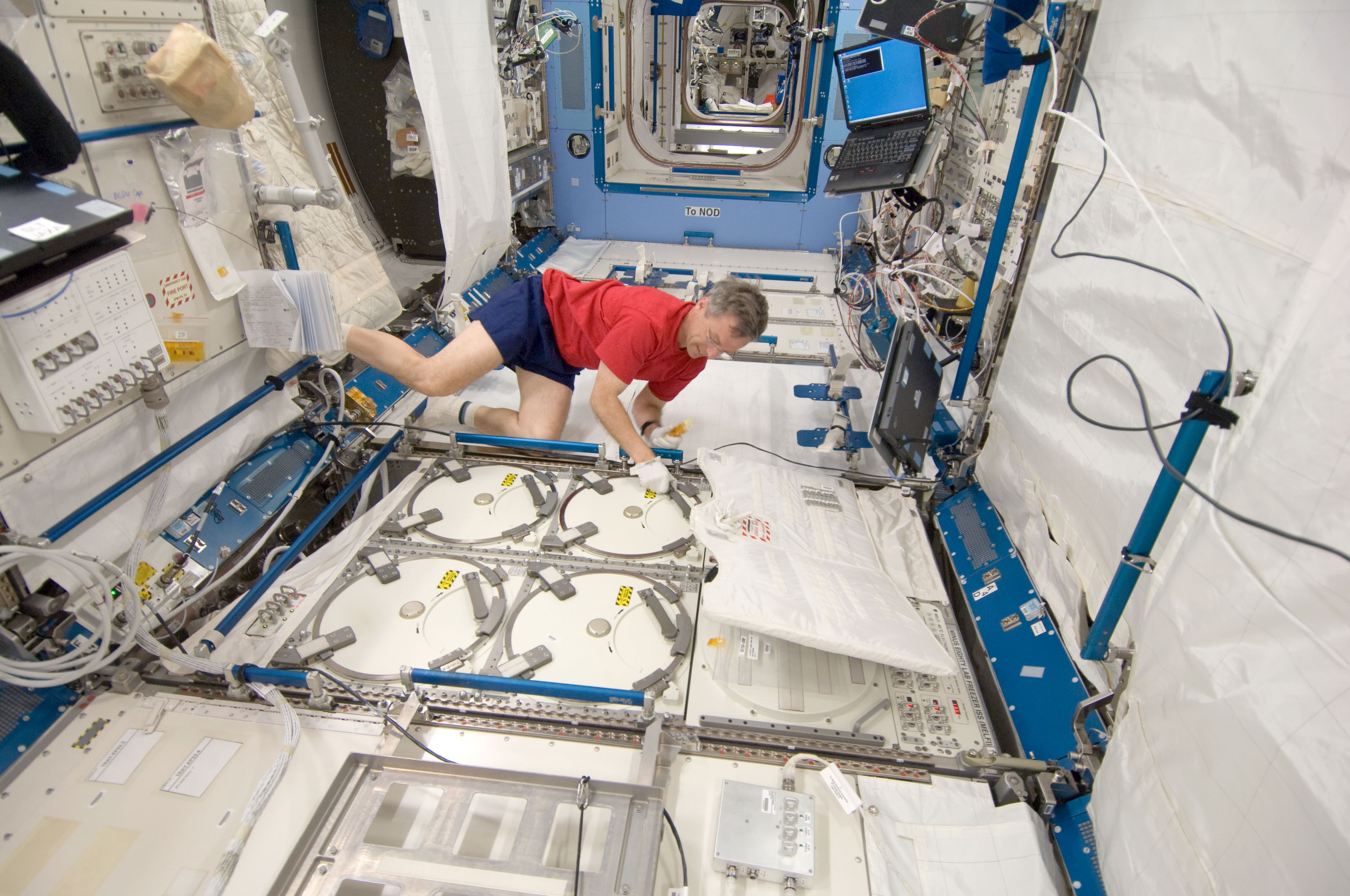
Melfi permet de conserver des échantillons à -80 °C.

Les équipements de recherche scientifique sont installés à la fois dans la partie pressurisée de la station et sur des palettes exposées au vide. En 2012, toutes les structures destinées à héberger des équipements de recherche ont été mises en orbite hormis le module Nauka qui devrait l'être en 2021. Parmi les équipements scientifiques installés on peut distinguer les équipements multi-usages (réfrigérateurs, express racks...), les mini laboratoires consacrés à la biologie, à la physiologie humaine, aux sciences des matériaux et enfin les expériences d'observation de la Terre et d'étude de l'Espace. Fin 2009 environ un tiers des emplacements destinés à recevoir des expériences étaient vides.
Toutes ces expériences sont pilotées à la fois par l'équipage permanent de la station spatiale et depuis les centres de contrôle des pays participants situés sur Terre. Ces derniers peuvent généralement recevoir les données recueillies par des capteurs et déclencher des séquences d'opérations si elles ne nécessitent pas de manipulations.

#### Équipements multi-usages

##### Express racks
Les Express racks sont des équipements permettant d'accueillir dans des tiroirs amovibles plusieurs expériences (jusqu'à huit). Il y a sept Express racks répartis dans les laboratoires de la station. Certaines expériences ont vocation à rester en permanence tandis que d'autres séjournent un temps limité. Chaque Express rack occupe une baie au format standard ISPR.

##### Réfrigérateurs

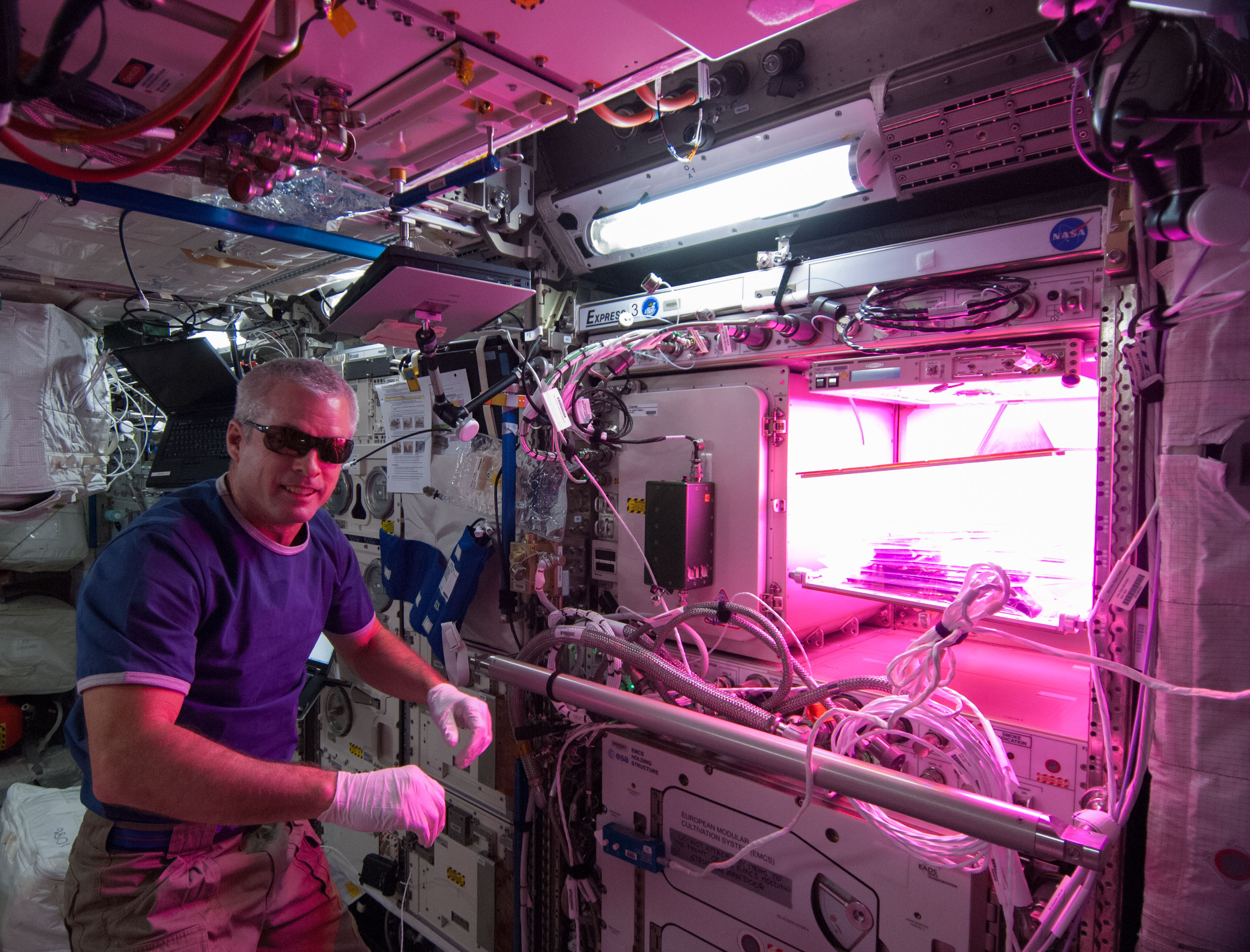
Steven Swanson travaille sur l'expérience Vegetable Production System (Veggie) dans le module Columbus lors de l'expédition 39.

Le Minus Eighty degrees Celsius Laboratory Freezer for the ISS (MELFI) réalisé par l'ESA a une capacité de 175 litres et permet de conserver des échantillons biologiques à −80 °C, −26 °C ou +4 °C. General Laboratory Active Cryogenic ISS Equipment Refrigerator (GLACIER) est un réfrigérateur de 11,35 litres dont la température est maintenue à −165 °C. Microgravity Experiment Research Locker/Incubator (MERLIN) peut être utilisé comme réfrigérateur, congélateur ou incubateur avec une température qui peut être fixée entre −20 °C et +48,5 °C. (capacité 4,17 litres)

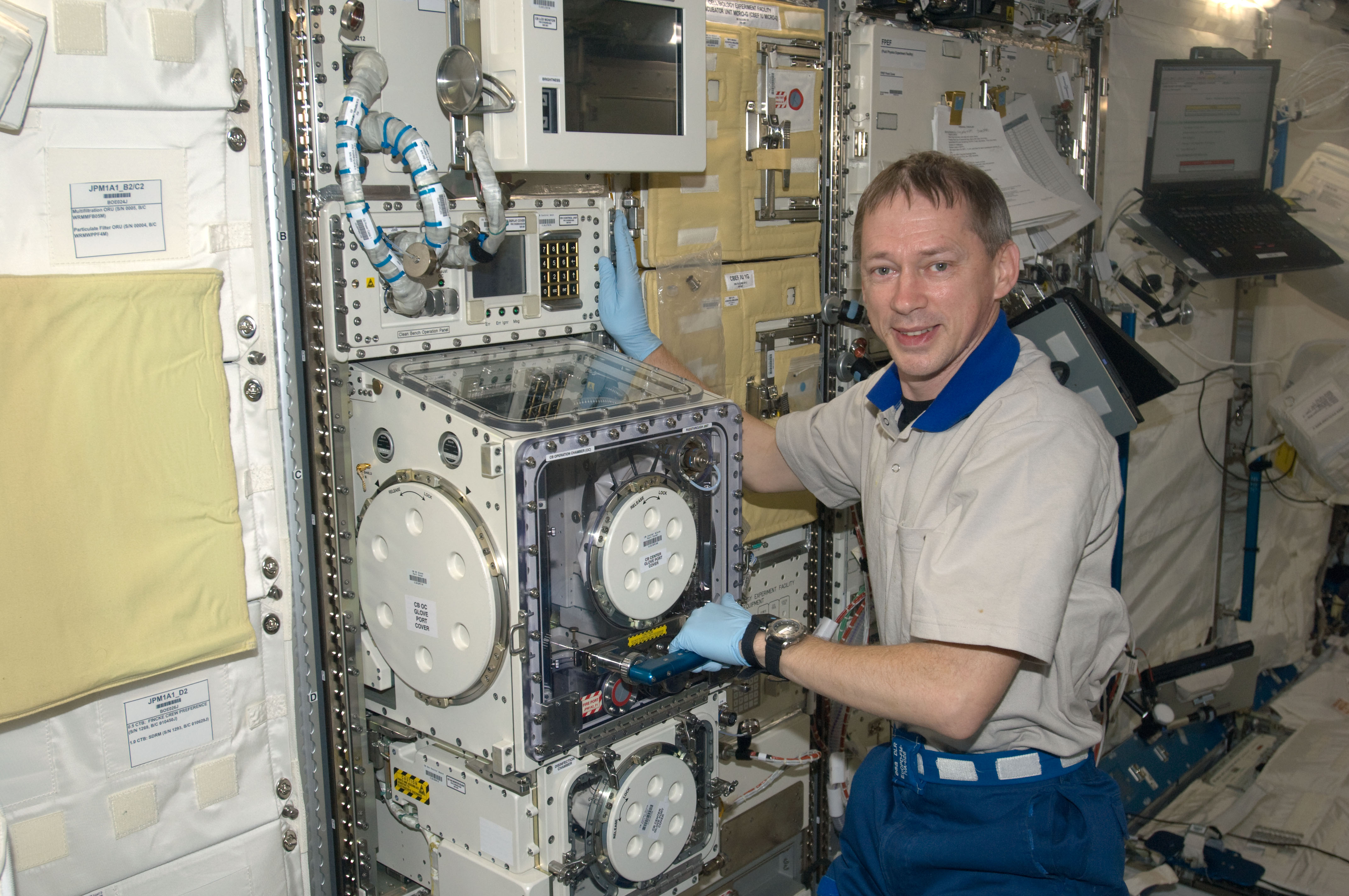
Frank De Winne est ici dans le module Kibō, travaillant sur la Clean Bench Facility lors de l'expédition 20.

##### Boîtes à gants
Deux boîtes à gants sont disponibles, l'une fixe de grande dimension (MSG), l'autre (PGB) plus petite et portable.

#### Équipements de recherche biologique

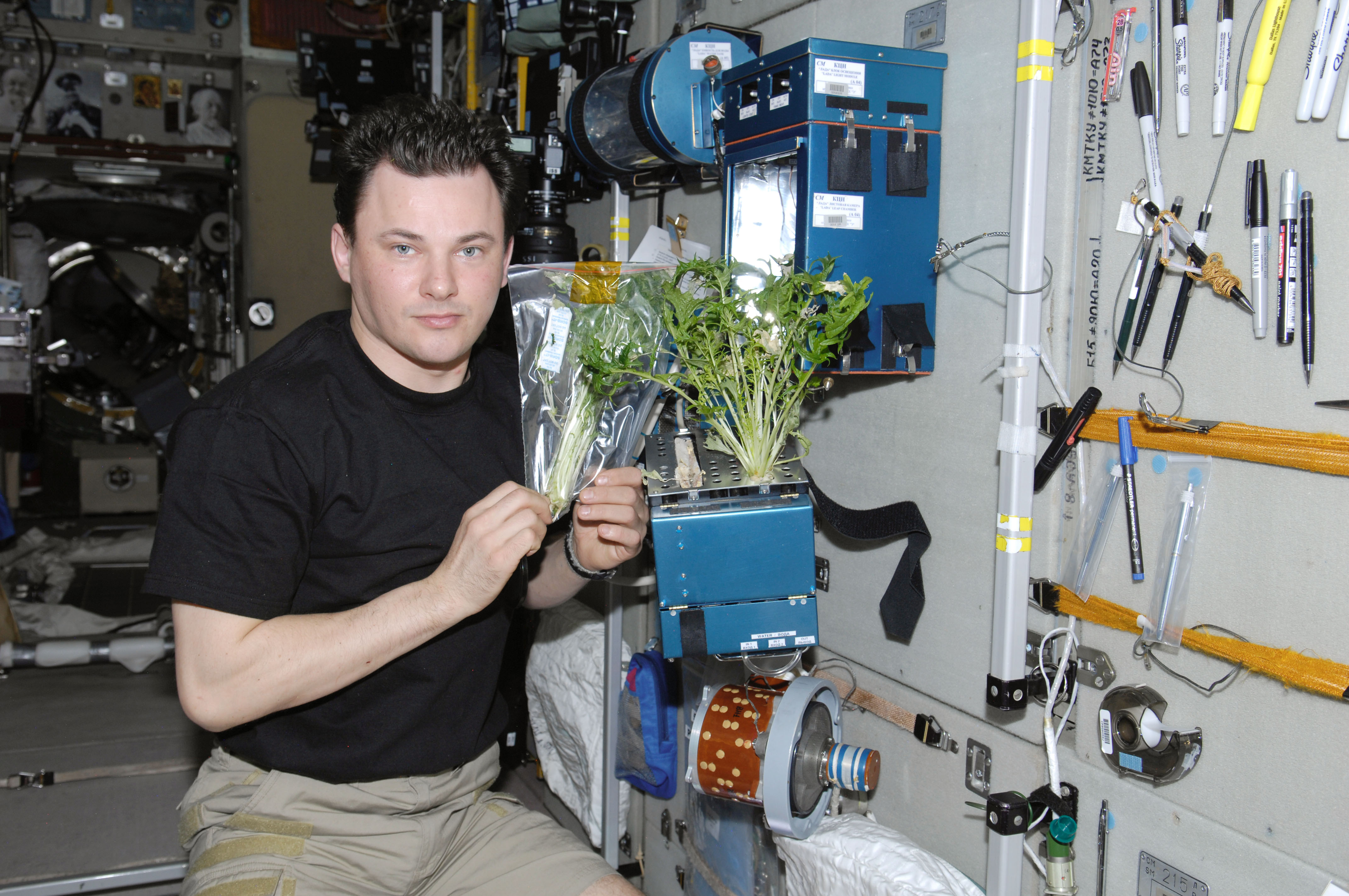
Expérience biologique dans le module Zvezda.

Les équipements de recherche biologique comprennent notamment :
- des serres (comme ABRS puis VEGGIE[79] et Advanced Plant Habitat de la NASA, Biolab de l'ESA, LADA de Roscosmos, ECMS) dont l'environnement (lumière, composition de l'atmosphère, température) peut être contrôlé. Des végétaux y sont cultivés ou des organismes vivants de petite taille y sont élevés (insectes, araignées). L'objectif est d'étudier l'influence de l'apesanteur et des radiations sur la croissance et la reproduction. Certaines expériences comprennent une centrifugeuse pour moduler la gravité,
- un aquarium (Aquatic Habitat de JAXA) permettant l'étude de petits poissons (Oryzias latipes et poisson zèbre).
- des incubateurs (CGBA et BSTC de la NASA, Kriogem-3M de Roscosmos, Saibo de JAXA) permettant d'étudier la croissance des cellules,
- des expériences destinées à étudier la croissance osseuse (EBCS de CSA, MDS),
- EXPOSE (en), une expérience de l'ESA permettant de soumettre des échantillons aux conditions régnant dans l'espace.

#### Équipements de recherche sur la physiologie humaine
Les équipements de recherche biologique comprennent notamment :
- Human Research Facility (HRF-1 and HRF-2) de la NASA et European Physiology Modules (en) (qui comprend Cardiolab du CNES) de l'ESA sont un ensemble d'instruments permettant de mesurer l'effet des séjours de longue durée dans l'espace. MARES et PEMS se concentrent sur l'incidence de la microgravité sur les muscles,
- étude de la fonction pulmonaire (PFS),

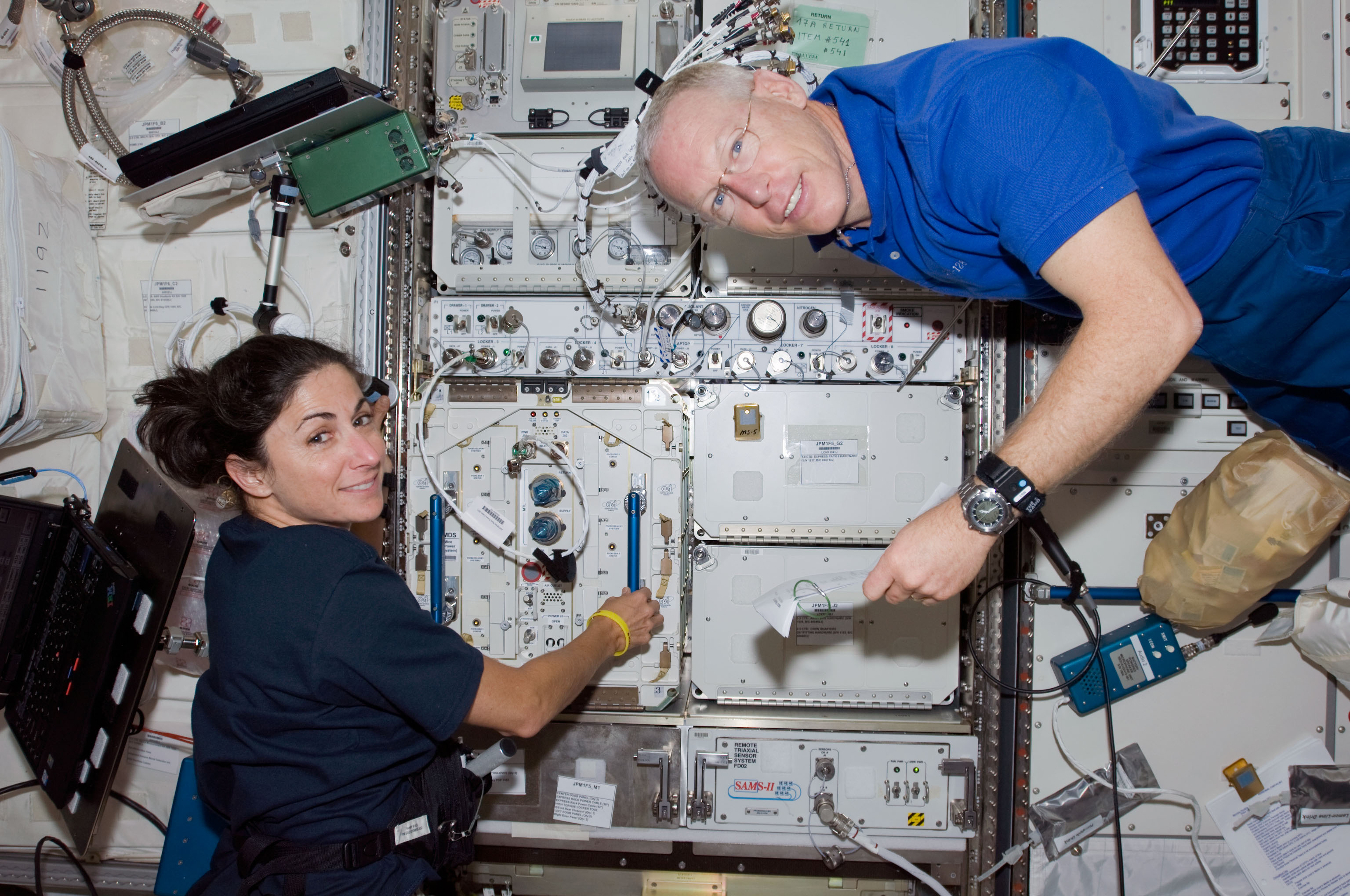
Travail dans le laboratoire Kibo

- mesures de la distribution des radiations (mannequin Matryoshka, EVARM de CSA) et de leur effet (ALTEA de la NASA incidence sur la vue et l'activité cérébrale)
- les équipements d'entretien physique les plus récents (tapis roulant Colbert, cycloergomètre CIVIS, ARED) sont équipés de capteurs qui fournissent un certain nombre de paramètres physiologiques aux équipes au sol,
- l'adaptation de l'homme à l'absence de gravité est également étudiée à travers les expériences HPA (adaptation des mouvements impliquant les mains et les bras) et ELITE-S2 (vision et activité cérébrale associée).

#### Équipements de recherche sur la physique et la science des matériaux

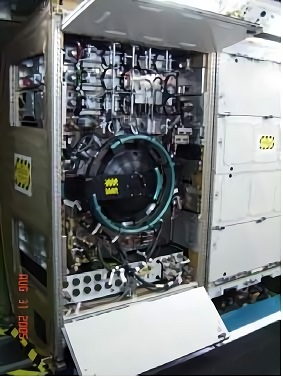
Le Combustion Integrated Rack.

Les équipements de recherche sur la physique et la science des matériaux comprennent notamment :
- Combustion Integrated Rack (CIR) de la NASA permet d'étudier les phénomènes de combustion.
- Fluid Science Laboratory (FSL) de l'ESA, Fluids Integrated Rack (FIR) de la NASA et DECLIC du CNES sont des équipements permettant d'étudier le comportement des fluides.
- GHF de JAXA est un four électrique permettant de générer des cristaux de grande qualité.
- Materials Science Research Rack (MSRR-1) est un mini laboratoire permettant l'étude de matériaux tels que des polymères, cristaux, céramiques, alliages et semi-conducteurs.
- SpaceDrums de la NASA permet d'opérer (combustion) sur des matériaux solides et fluides maintenus en suspension grâce à l'émission d'ultrasons.
- Ryutai de JAXA est un rack rassemblant plusieurs expériences sur les fluides.
- SHS de Roscosmos est un four à très haute température (3 000 K).
- MISSE de la NASA permet de tester la résistance de composants à l'exposition dans l'espace : électronique, optique, capteurs, équipements de communication, composants structurels et revêtements.

#### Observation de la Terre et étude de l'Espace

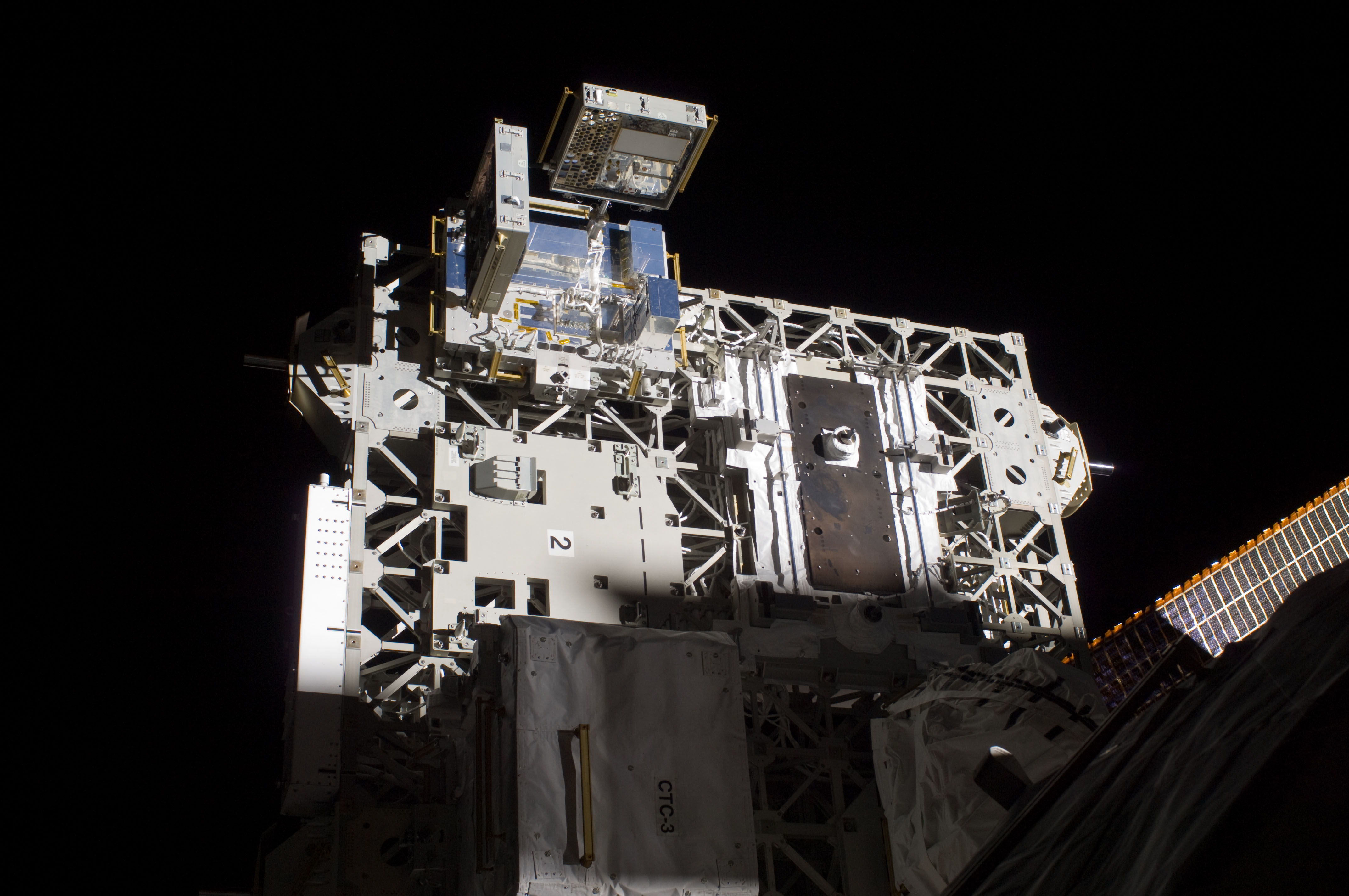
La palette ExPRESS logistics Carrier ELC-2 avec une seule expérience scientifique (MISSE-7)

Certains équipements de recherche sont installés à l'extérieur des modules pressurisés. Plusieurs points d'attache, disposant d'une alimentation électrique et de liaisons informatiques, sont disponibles à différents endroits de la station :
- quatre palettes, les ExPRESS Logistics Carriers, peuvent soit recevoir des expériences scientifiques exposées dans le vide spatial soit servir de lieu de stockage pour des pièces détachées. Elles sont installées au-dessus et au-dessous de la poutre pour permettre l'exposition des expériences au choix face à la Terre ou face à l'espace. Les équipements scientifiques sont alimentés en énergie et reliés par des liaisons à haut et à bas débit aux données scientifiques.
- l’Experiment logistic module – Exposed section (ELM ES) est une palette prolongeant à l'extérieur le laboratoire japonais et destinée à recevoir les expériences scientifiques japonaises. Un sas permet de faire passer des expériences depuis l'intérieur du laboratoire Kibo et un bras manipulateur télécommandé permet de mettre en place ou retirer des équipements sans avoir à effectuer de sorties extravéhiculaires ;
- quatre points d'ancrages extérieurs pouvant recevoir des expériences scientifiques sont disponibles à l'extérieur du laboratoire de recherche européen Columbus (Columbus External Payload Facility ou CEPF) ;
- quelques expériences disposent de support et de liaisons électriques et informatiques à l'extérieur du module russe Zvezda ;
- sur la poutre un emplacement spécifique est réservé au spectromètre magnétique Alpha.
- la plateforme Bartolomeo de l'industriel européen Airbus sera lancé en 2019 sur un cargo Dragon de SpaceX pour être fixé sur le laboratoire Columbus[83].

Les équipements d'observation de la Terre et d'étude de l'Espace comprennent en 2009 :
- le Window Observational Research Facility (WORF), un hublot de grande taille situé dans le laboratoire Destiny et équipé d'un verre de qualité optique. Il peut recevoir différents instruments pour l'observation de la surface terrestre et est utilisé notamment pour l'étude des continents ou des phénomènes atmosphériques ;
- Solar de l'ESA, mesurant avec un triple spectromètre l'irradiance du Soleil ;
- EuTEF de l'ESA, mesurant à l'aide de 9 instruments et échantillons l'incidence de l'environnement spatial et des radiations ;
- MAXI, de l'agence spatiale japonaise JAXA, étudiant les sources de rayons X ;
- SMILES de JAXA, étudiant les traces de gaz dans la stratosphère ;
- SEDA-AP de JAXA, mesurant les caractéristiques de l'environnement autour de la station spatiale ;

- le spectromètre magnétique Alpha, installé en mai 2011, un spectromètre magnétique mesurant avec grande précision les flux de rayons cosmiques de haute énergie chargés électriquement qui ne peuvent être observés qu'indirectement depuis la surface de la Terre[85]. Cet équipement lourd (plus de 6 tonnes) installé directement sur la poutre doit fournir des informations sur la matière noire et l'antimatière présentes dans l'univers.

Exemples d'instruments scientifiques installés à l'extérieur de la station spatiale
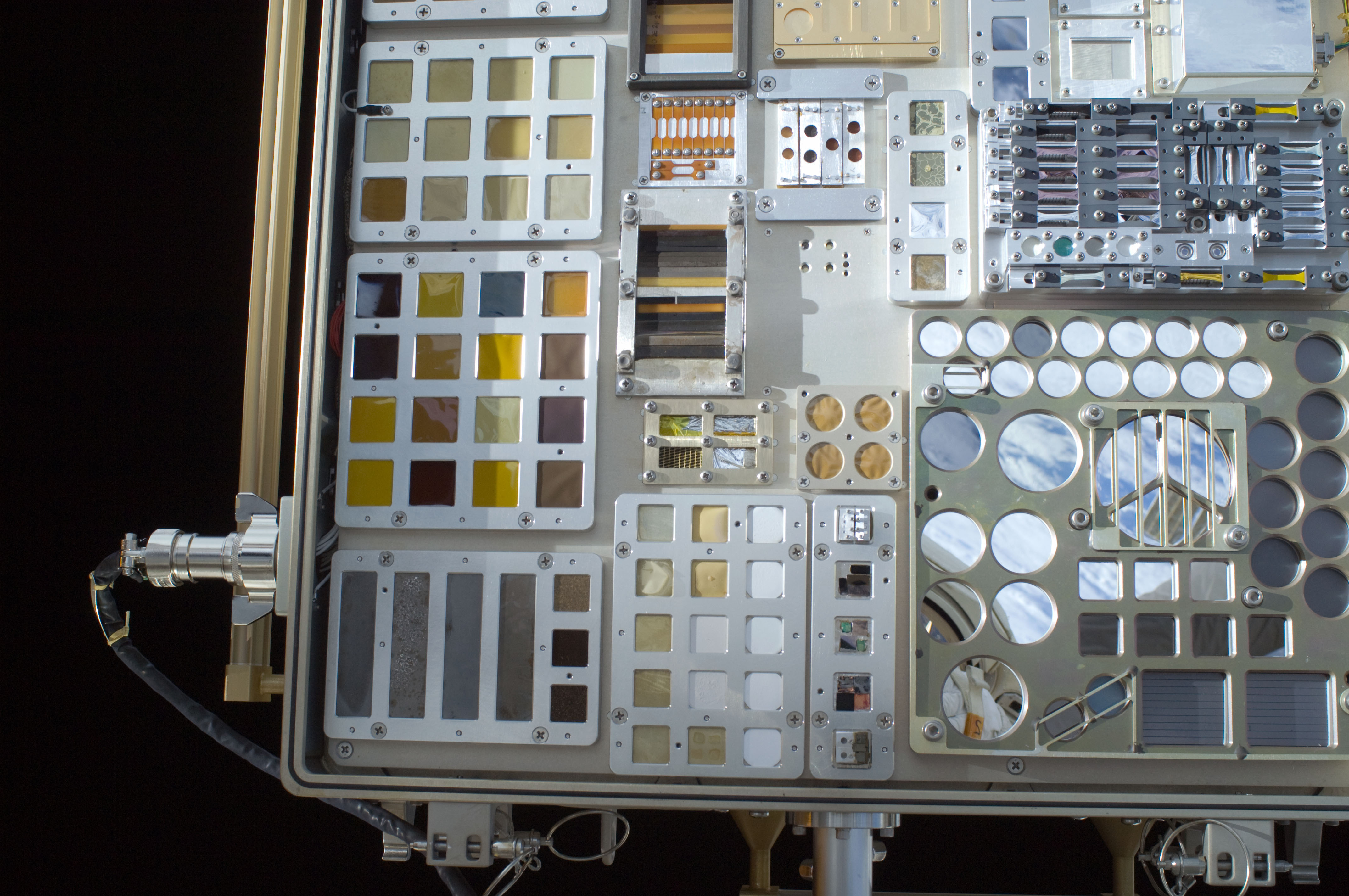
Gros plan sur MISSE-6.
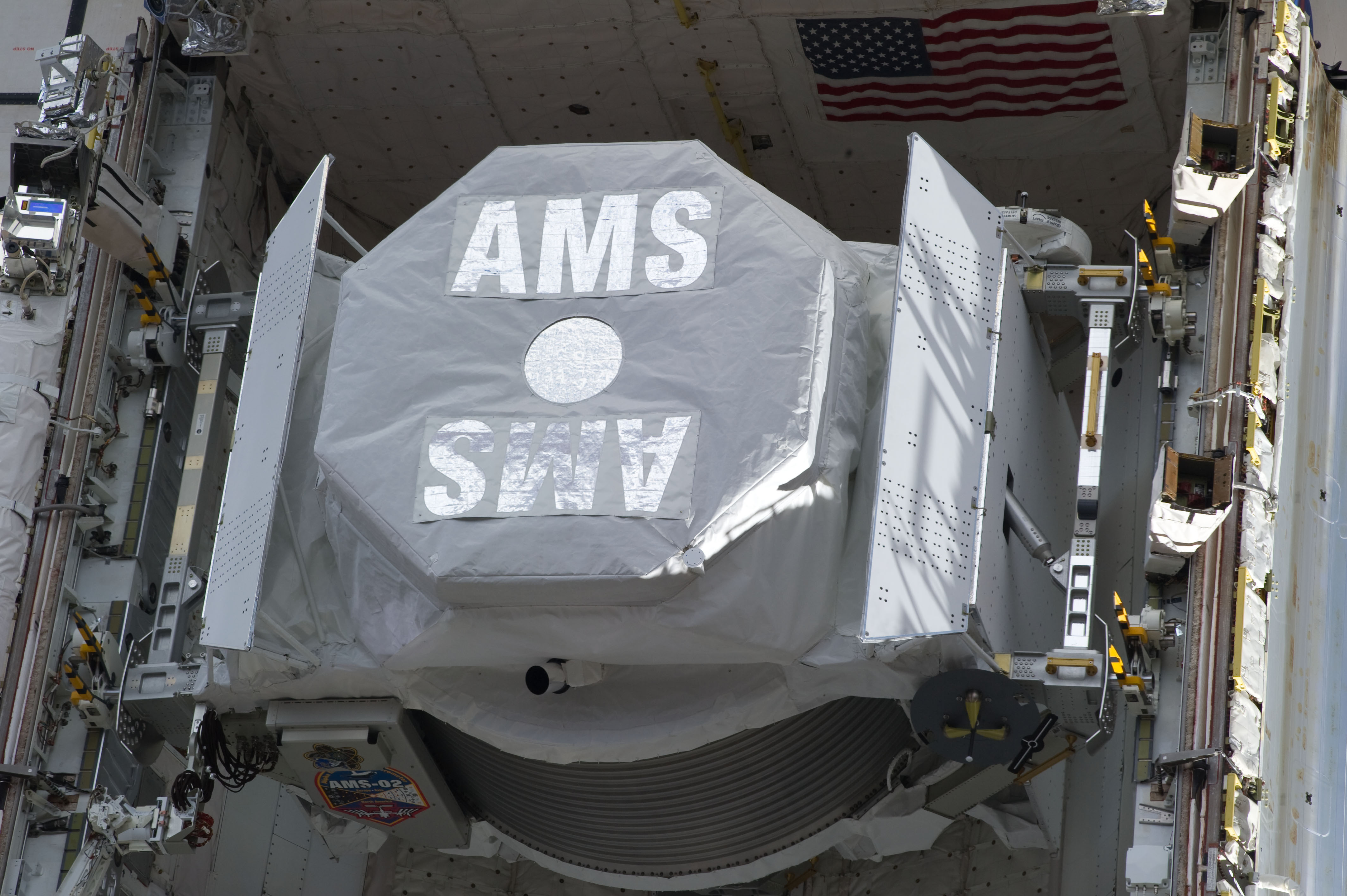
Le spectromètre magnétique Alpha dans la soute de la navette spatiale avant son installation sur la poutre de la station spatiale internationale
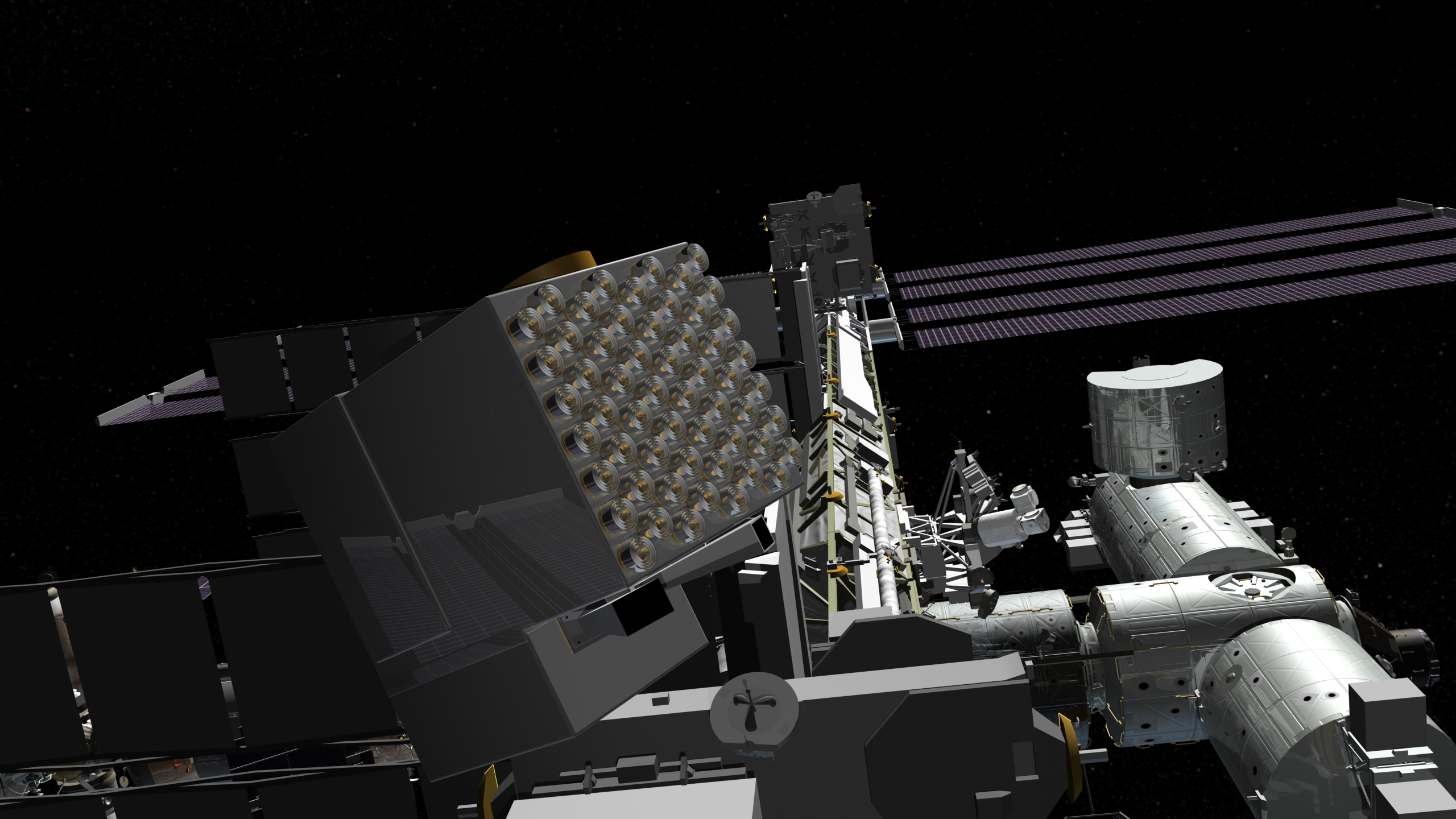
NICER télescope à rayons X destiné à étudier la structure interne des étoiles à neutrons (vue d'artiste).

### Énergie
L'énergie est vitale pour le fonctionnement de la station spatiale et la survie de ses occupants : par ailleurs elle conditionne souvent la réalisation des expériences scientifiques. Pour la partie non russe de la station, l'énergie provient des panneaux solaires installés sur la poutre de la station. Sur celle-ci, huit panneaux solaires doubles (Solar Array Wing ou « SAW ») sont installés de part et d'autre des éléments de poutre P3/P4, S3/S4, P5/P6 et S5/S6. Un « SAW » comporte deux panneaux composés chacun de 16 400 cellules photovoltaïques maintenus en position par un mât formant un ensemble long de 34 mètres, large de 12 mètres et pouvant produire chacun jusqu'à 32,8 kW de courant continu. Le courant est régulé à 160 volts, puis converti à une tension de 120 volts (pour faire face aux baisses d'alimentation), avant d'être convoyé jusqu'aux différents équipements utilisateurs. Les équipements de régulation du courant sont refroidis à l'aide d'un circuit dans lequel circule un fluide caloporteur (de l'ammoniac), qui évacue la chaleur grâce à un ensemble de radiateurs attachés à chaque élément de poutre porteur de panneaux solaires. Chacun de ces quatre radiateurs photovoltaïques (PVR), comportant sept éléments d'une surface totale de 13 mètres sur 3,4 mètres et pesant 0,8 tonnes, permet d'évacuer jusqu'à 9 kW d'énergie.
Généralement, les panneaux solaires sont orientés de manière à maximiser l'énergie solaire. Deux types de joints tournants motorisés (alpha et bêta) permettent d'orienter les panneaux avec deux degrés de liberté. Si les impératifs de fourniture d'énergie ne sont pas prioritaires, les panneaux peuvent être orientés de manière à réduire la traînée. C'est la disposition généralement adoptée lorsque la station se trouve à l'ombre de la Terre (configuration « Night Glider mode »). Il peut toutefois arriver que la station déploie volontairement ce « frein aérodynamique » pour abaisser son orbite et permettre à un vaisseau lourdement chargé de l'atteindre plus facilement. Durant les éclipses, lorsque la Terre intercepte le flux lumineux, qui se produisent en moyenne durant un tiers d'une révolution de la station autour de la Terre, les panneaux solaires ne sont plus éclairés et la station utilise l'énergie stockée dans un ensemble de batteries nickel-hydrogène qui sont rechargées durant les périodes de « jour ».
Les panneaux solaires qui ont été conçus pour être utilisés durant 15 ans montrent des signes de vieillissement à la fin des années 2010 (la première paire a été installée début 2000 et les suivantes entre 2006 et 2009). La NASA a fait développer un nouveau type de panneau solaire souple déployable de 20 kW de puissance. Les cellules solaires ont un meilleur rendement, ils sont plus minces et donc plus souples et sont deux fois moins longs que les panneaux existants (6 m x 13.7 m). Un de ces panneaux est testé en orbite avec succès en 2017. Six de ces panneaux baptisés IROSA (ISS Roll-Out Solar Array) doivent être installés à compter de 2021 devant six des panneaux solaires existants qu'ils masqueront sur la moitié de leur longueur. Ces nouveaux équipements devraient ajouter une puissance de 120 kilowatts aux 95 kW fournis par les panneaux solaires en place,,.

Panneaux solaires et radiateurs
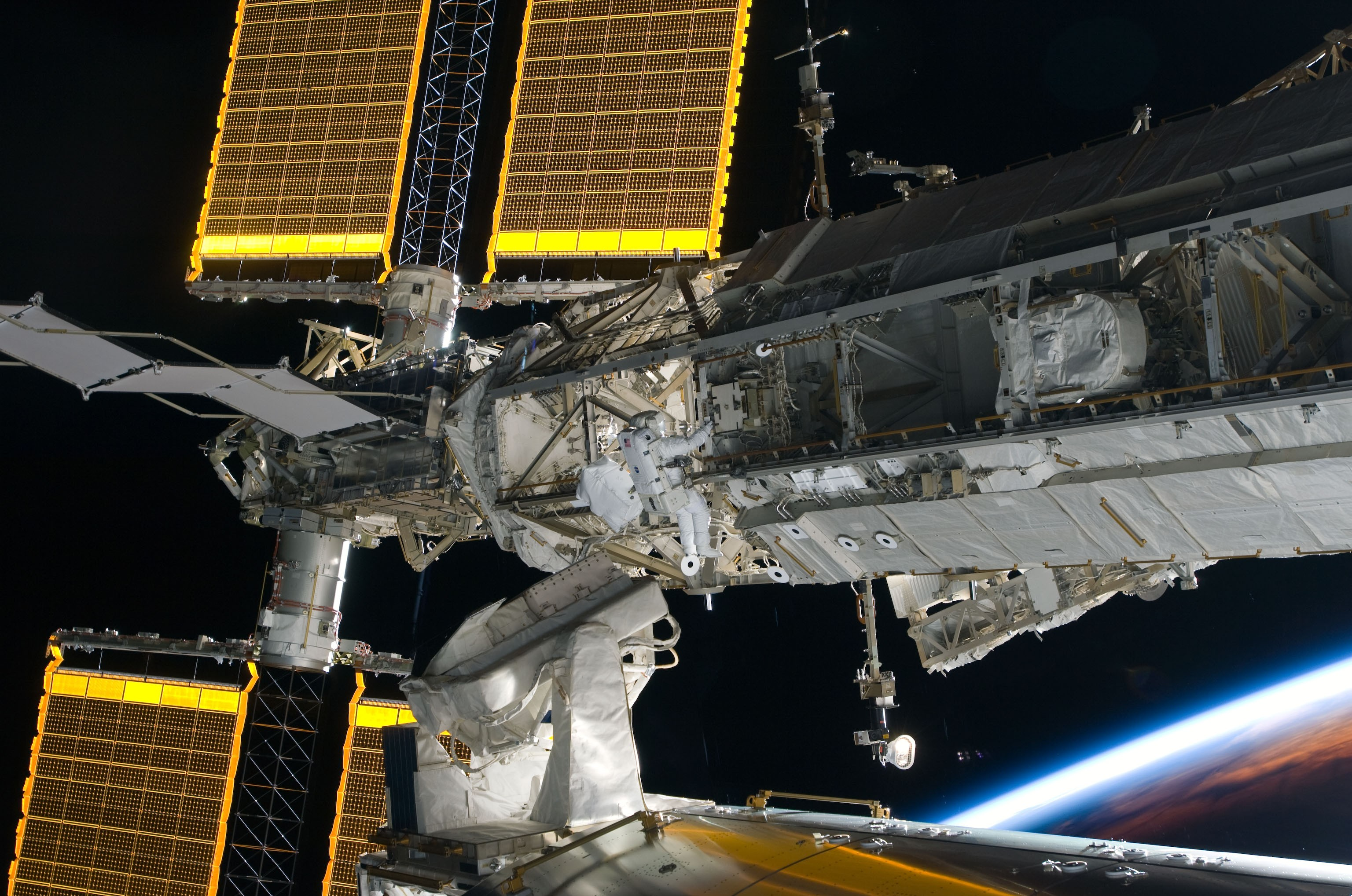
Aperçu de deux des panneaux solaires doubles. L'astronaute Steve Bowen, de la mission STS-126, qui travaille sur la poutre, donne l'échelle.
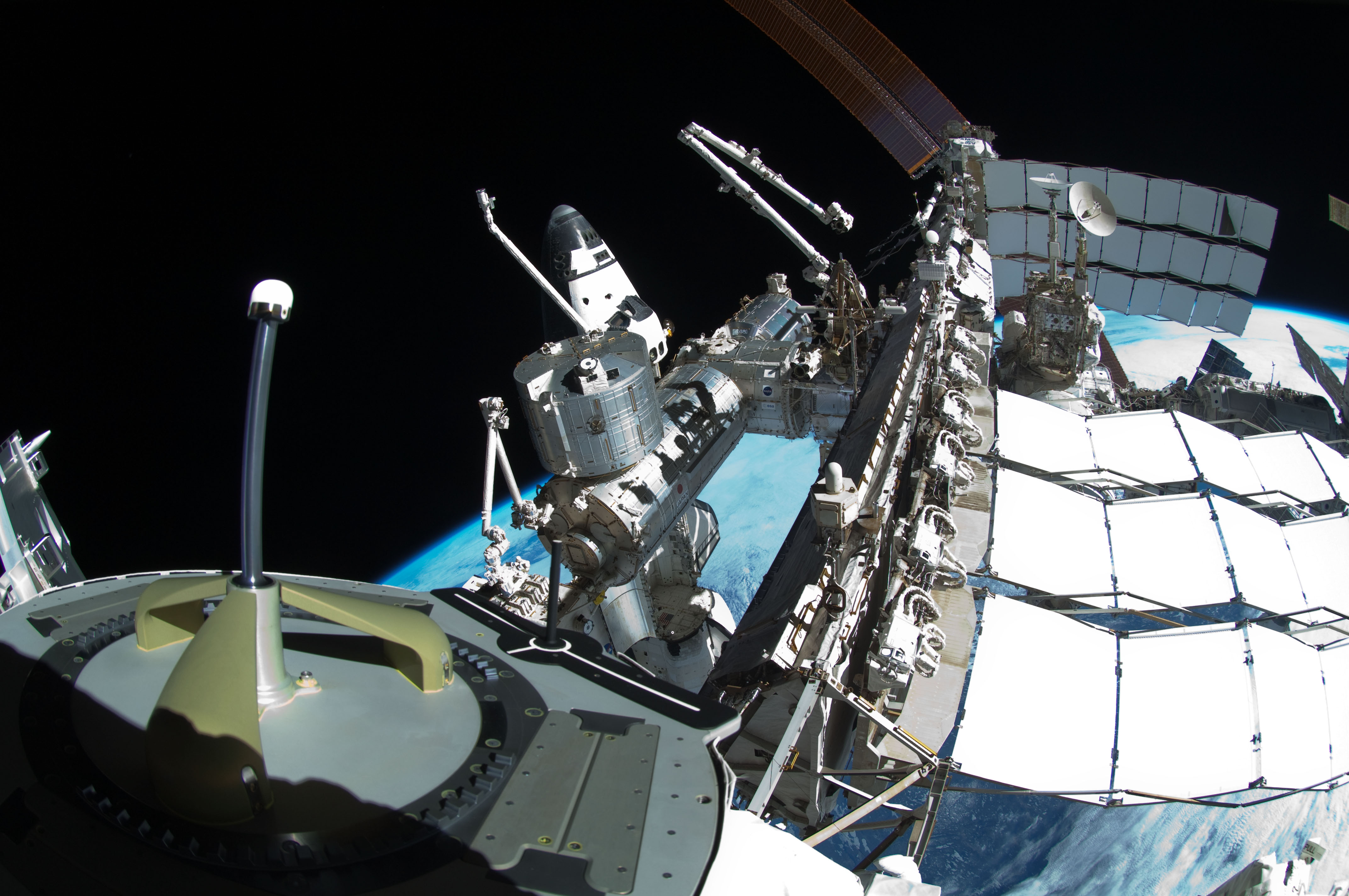
Les panneaux du système de régulation thermique
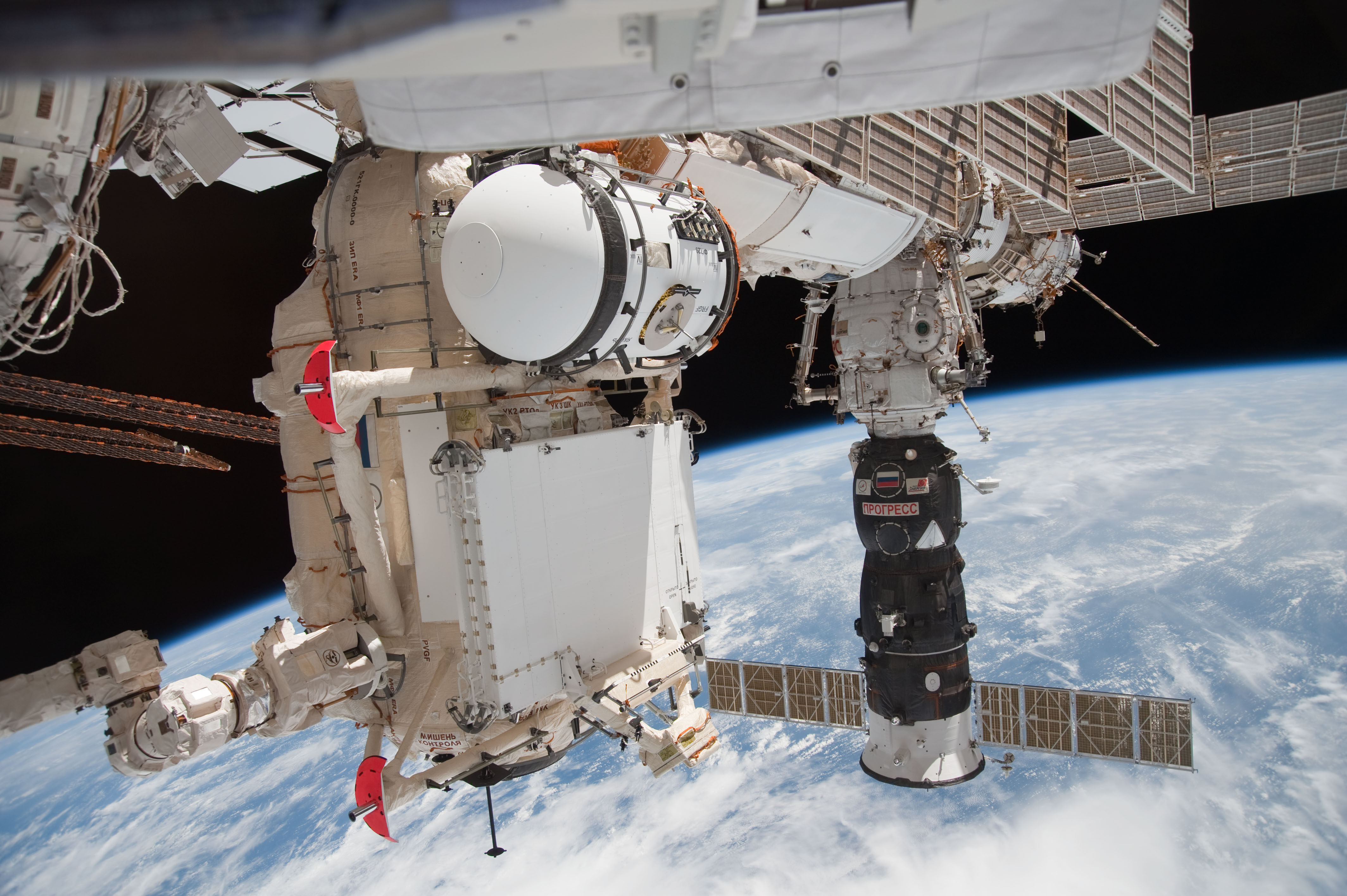
Les modules russes Rassvet et Pirs et un vaisseau Progress

La partie russe de la station est alimentée par 4 panneaux solaires installés sur les modules Zarya et Zvezda. Il était prévu que la Russie installe le Science Power Platform (SPP), un ensemble de panneaux solaires de taille conséquente permettant à la partie russe de la station d'être autonome sur le plan énergétique, mais le module qui devait les porter a été abandonné ainsi que le laboratoire spatial associé, pour des raisons budgétaires. Il est finalement prévu que les modules russes utilisent l'énergie électrique produite par les panneaux solaires installés sur la poutre avec une tension ramenée à 28 volts.

### Contrôle thermique

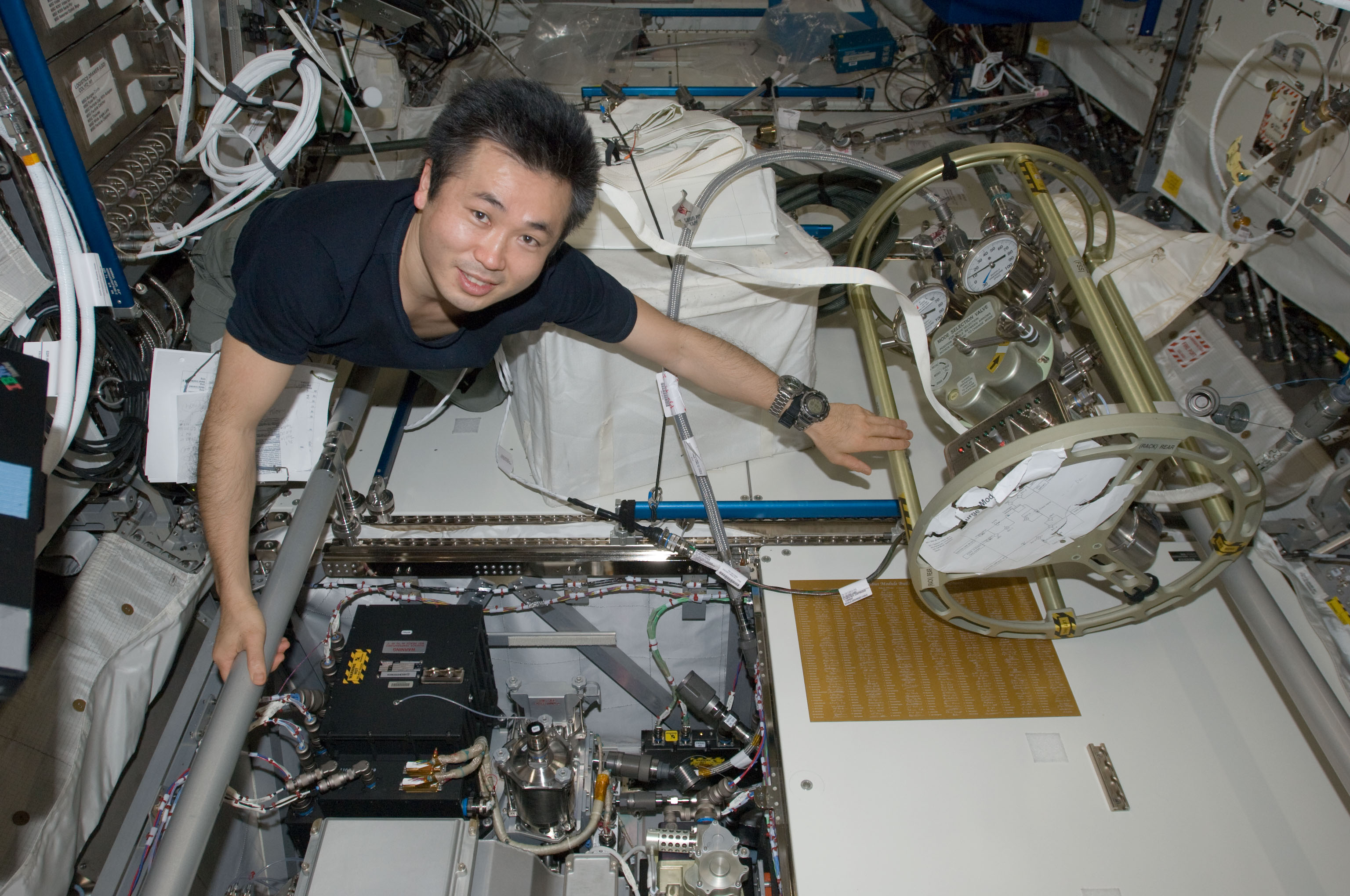
Intervention sur le circuit de régulation thermique interne.

L'activité humaine et les expériences scientifiques génèrent à l'intérieur des modules pressurisés un excédent de chaleur qui doit être évacué. À l'extérieur, les équipements et les modules doivent être protégés des contrastes thermiques générés par l'exposition directe ou l'absence d'exposition au Soleil, qui engendrent des écarts de température compris entre −126 °C et 149 °C. Le système de contrôle thermique a pour rôle de maintenir dans une fourchette de température acceptable les différents composants de la station. Cet objectif est accompli par plusieurs types de moyens, soit passifs, soit actifs.
Le moyen passif le plus courant est l'utilisation de revêtements isolants multicouches constitués de feuilles d'aluminium et de kapton séparées par des plots en polyester, qui réduisent sinon annulent le transfert thermique. Par ailleurs, des peintures ou des dépôts de couches superficielles choisies permettent de modifier l'émissivité ou au contraire la réceptivité thermique. Lorsque les solutions précédentes ne suffisent pas à faire face aux grands gradients de température, des résistances thermiques sont ajoutées. Enfin on peut avoir recours à un liquide caloporteur pour transporter sur de courtes distances la chaleur qui est évacuée par changement d'état du liquide (passage en phase gazeuse) et l'utilisation de radiateurs.
À l'intérieur des modules pressurisés, les méthodes passives sont remplacées par un système actif. Dans la partie non russe de la station, la chaleur est évacuée par un circuit dans lequel circule de l'eau qui est mise au contact des équipements générateurs de chaleur. Un échangeur transfère les calories collectées à un deuxième circuit situé à l'extérieur dans lequel circule de l'ammoniaque plus efficace que l'eau dans ce rôle mais trop dangereux pour être utilisé à l'intérieur des modules : ce circuit amène la chaleur jusqu'à deux ensembles de radiateurs (Heat rejection system HRS) installés respectivement sur les segments S1 et P1 de la poutre. Chaque radiateur peut évacuer 35 kW et est composé de 24 panneaux formant un ensemble de 22 mètres sur 10 mètres, et pesant 3,7 tonnes. La partie russe de la station utilise pratiquement le même système et dispose de ses propres radiateurs. Les systèmes russes et américains ne sont pas interconnectés.

### Télécommunications

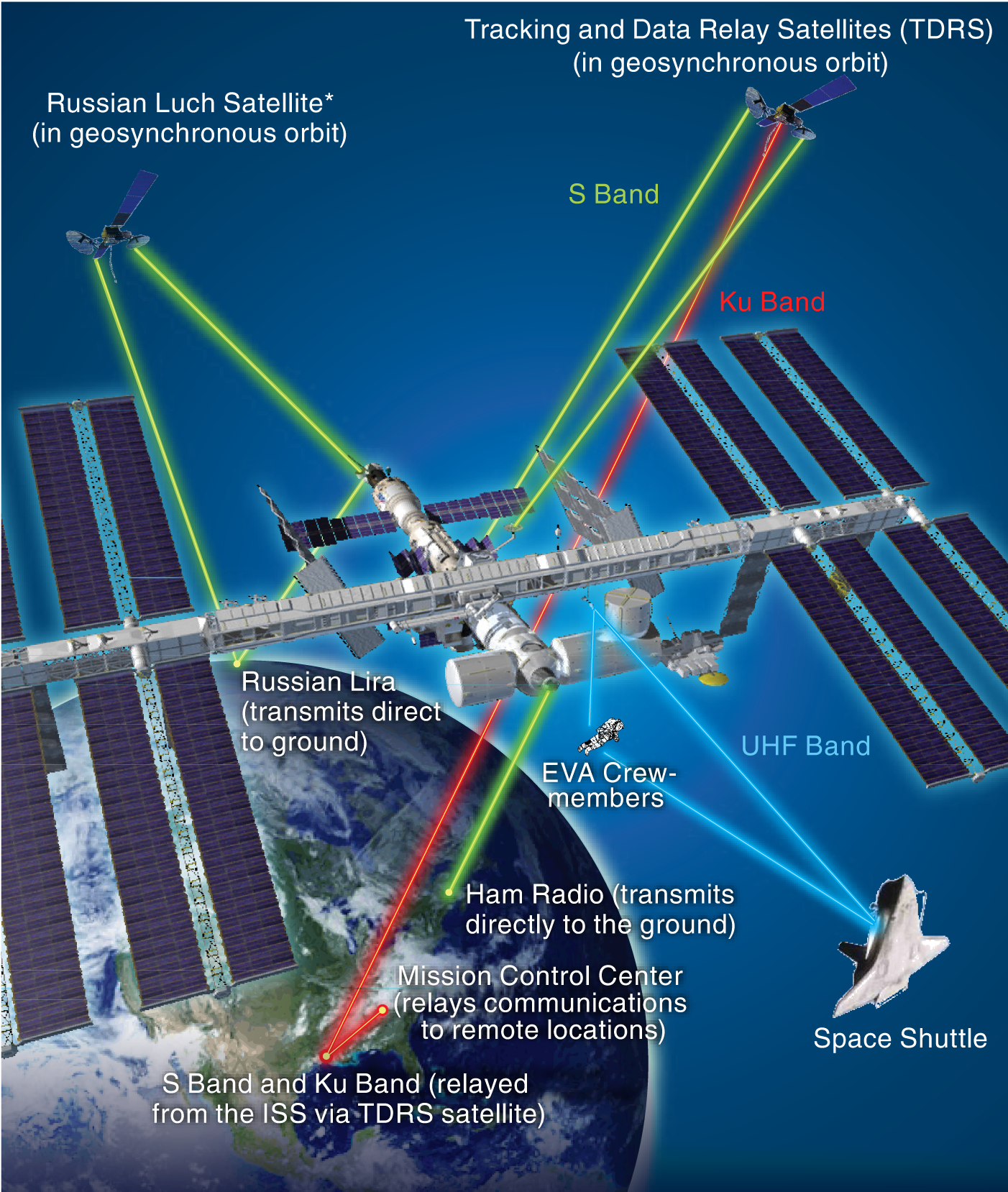
Les différents systèmes de télécommunications utilisés à bord de la station spatiale internationale.

Les communications radio sont essentielles pour les opérations de la station spatiale : elles permettent les échanges des données télémétriques et scientifiques entre la station et les centres de contrôle de mission répartis autour du globe. Elles sont également utilisées durant les manœuvres de rendez-vous et d'accostage ainsi que pour les échanges entre les membres de l'équipage, les contrôleurs de vol et avec les membres de la famille. Pour assurer ces liaisons, la station spatiale dispose de plusieurs systèmes de télécommunications.
Le premier système installé chronologiquement est l'équipement russe VHF Regul qui permet, entre autres, les transmissions de données télémétriques entre la partie russe de la station et le centre de contrôle de mission installé à Moscou (TsUP) via un réseau de stations de réception terrestres et les constellations de satellites de télécommunications Loutch et Molnia. Les transmissions passent par l'antenne Lira installée sur le module Zvezda. À l'intérieur de la partie russe de la station, les échanges radios sont assurés par un système analogique utilisant une liaison en cuivre,,.
La partie non russe de la station spatiale a recours à deux systèmes de communication radio distincts dont les antennes sont montées sur le segment central Z1 de la poutre : une liaison en bande S utilisée pour les communications en audio et une liaison en bande Ku utilisée à la fois pour l'audio, la vidéo et les données. Ces communications sont relayées par le réseau de satellites de télécommunications géostationnaires TDRS permettant une liaison quasiment continue avec le centre de contrôle de mission de la NASA (MCC-H) à Houston. Ce système de télécommunication peut être également utilisé pour transmettre des données au centre de contrôle de Moscou par le biais d'une liaison téléphonique permanente entre le centre de contrôle de Houston et celui de Moscou. Les données échangées avec le bras téléopéré Canadarm 2, les laboratoires Colombus et Kibō sont routées également via les réseaux en bande S et Ku ; s'ils sont mis en place, le futur système European Data Relay Satellite et son équivalent japonais pourront être également utilisés,. À l'intérieur de la station les communications sont assurées par un réseau sans fil numérique interne.
Un système radio en UHF est utilisé durant les sorties extravéhiculaires : les Russes peuvent ainsi communiquer soit avec la partie russe de la station soit avec le centre de contrôle au sol sur Terre à condition qu'une station terrestre soit à portée (mais dans ce dernier cas avec parfois des interférences créées par la radio du contrôle du trafic aérien au sol) tandis que les autres astronautes sont en liaison avec la partie non russe de la station,.
Les liaisons UHF sont également utilisées durant les manœuvres d'accostage et de séparation avec la station par les vaisseaux Soyouz, Progress, HTV, ATV et la navette spatiale (celle-ci utilise toutefois également les bandes S et Ku via le réseau TDRSS) pour recevoir des instructions des centres de contrôle de mission sur Terre et de l'équipage de la station spatiale. Les vaisseaux qui fonctionnent en mode automatique comme l'HTV et l'ATV disposent par ailleurs de leur propre système de communications : l'ATV utilise un laser installé sur le vaisseau et un jeu de miroirs installés sur le module Zvezda, désigné sous l'appellation Proximity Communications Equipment pour accoster la station tandis que l'HTV utilise pour son approche un système basé sur le réseau GPS,,.

### Informatique embarquée
L'automatisation des différentes tâches, la gestion des systèmes critiques et la surveillance technique de la station sont assurés par un ensemble d'ordinateurs embarqués, centralisé dans le module Zvezda pour la partie russe et décentralisé dans plusieurs modules dans la partie américaine. Le système chargé de la section russe est composé de trois ordinateurs de vol effectuant l'ensemble des calculs en parallèle, s'accordant via un système de vote. Ces ordinateurs opèrent sous VxWorks. La section américaine est monitorée par une cinquantaine d'ordinateurs en réseau bas niveau, dont le logiciel est implémenté en Ada.
Pour la gestion de la station par l'équipage et les opérations scientifiques, des ordinateurs portables Lenovo et HP sont utilisés, la plupart de ceux-ci utilisant une variante de Debian pour fonctionner. Certaines expériences scientifiques sont également menées sur les ordinateurs équipés de Windows.

### Système de support de vie

Les échanges entre les différents composants du système de support de vie de la station spatiale.

Le système de support de vie de la station spatiale est chargé du maintien d'un environnement viable pour l'équipage à l'intérieur des modules pressurisés. Dans l'espace entièrement clos et isolé de la station, cela implique principalement de remplacer périodiquement le dioxygène consommé par les astronautes, d'éliminer le dioxyde de carbone expiré, de filtrer les micro-organismes, particules et gaz organiques, de mettre à disposition l'eau nécessaire aux différents usages, de contrôler et maintenir la température, la pression et la composition de l'atmosphère dans une fourchette fixe et enfin de surveiller l'apparition d'incendie et éventuellement de le combattre.

Pour limiter la masse des consommables (eau et oxygène) transportés par les vaisseaux cargo, la station est équipée de systèmes permettant de recycler l'eau et de régénérer l'atmosphère de la station. Ceci permet de réduire la masse des consommables à placer en orbite annuellement de 6,7 tonnes pour un équipage permanent de 6 personnes. Au total, 75 à 80% des eaux usées sont reconverties.

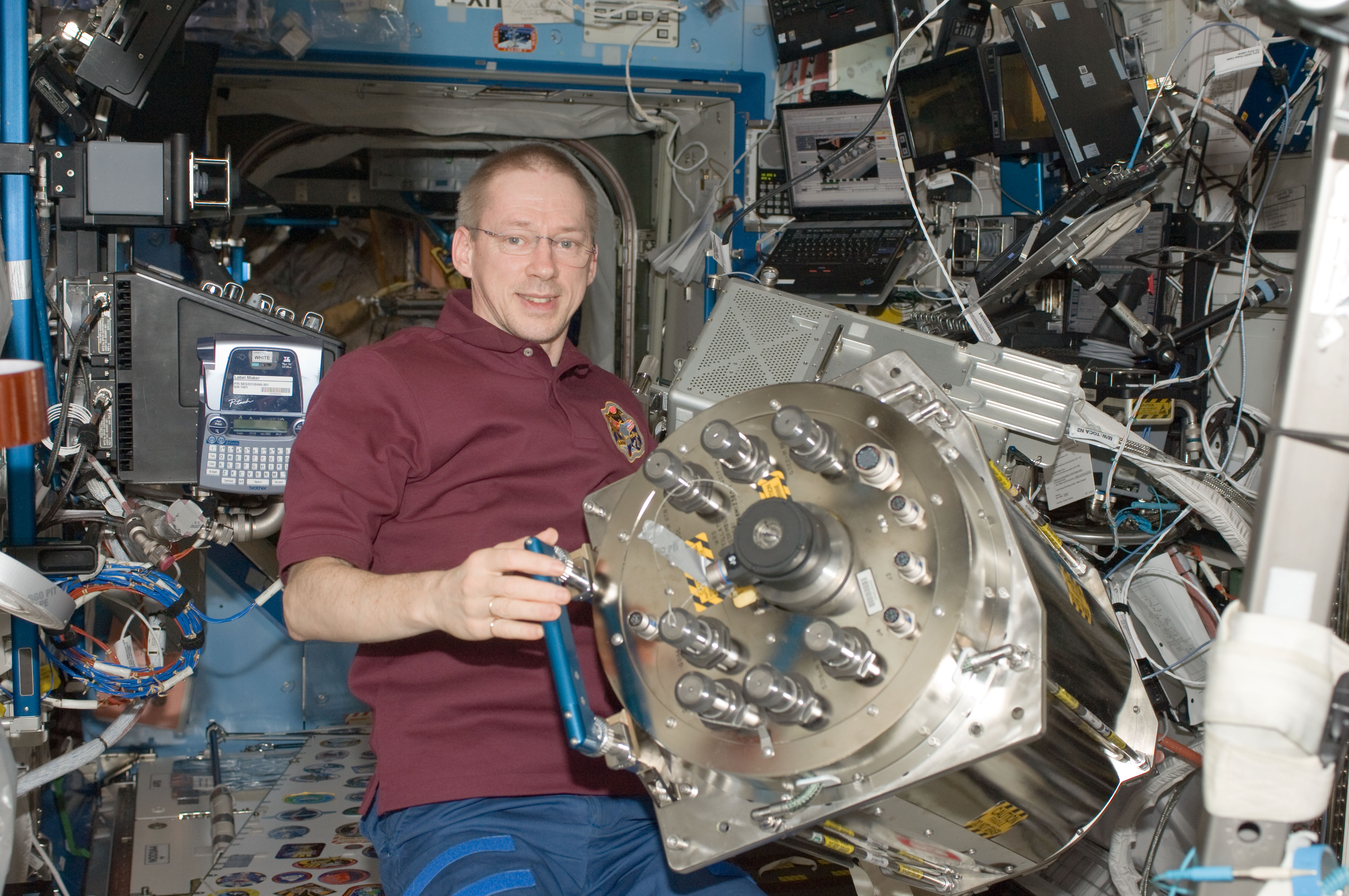
Frank de Winne démonte le distillateur d'urine (UPA) en panne qui fait partie du système de recyclage des eaux usées.

 Jusqu'en 2008, cette fonction était uniquement prise en charge par le système Elektron installé dans le module russe Zvezda, tandis que le dioxyde de carbone était éliminé grâce au système Vozdukh à bord du même module. Cet équipement a été par la suite renforcé par le système américain ECLSS installé dans trois racks du module Tranquility et composé du système OGS pour la régénération de l'atmosphère et WRS (Water Recovery System), qui collecte toutes les eaux usées, eaux de toilette, urine, vapeur d'eau contenue dans l'atmosphère de la cabine. L'urine est distillée dans un premier sous-ensemble (UPA) puis le Water Processor Assembly (WPA) traite les autres eaux usées et le produit de l'UPA. Après avoir séparé les gaz et les particules solides, WPA élimine les déchets organiques et les micro-organismes grâce à un ensemble de filtres et à un réacteur catalytique à haute température, puis génère de l'eau potable,.
Cette installation a permis de faire passer l'équipage permanent à six personnes. La consommation en eau par personne est estimée à 3,5 litres par jour : sur ce volume, WRS permet d'économiser 1,3 litre en recyclant l'urine et autres eaux usées, tandis qu'Elektron en récupère 1,5 en condensant l'humidité de la cabine.
Les deux systèmes produisent de l'oxygène par électrolyse de l'eau ; le système américain est capable de combiner l'hydrogène produit par l'électrolyse avec le CO2 expiré par l'équipage, en générant de l'eau et du méthane, ce dernier étant expulsé à l'extérieur. Il existe un système de secours reposant sur des réserves d'oxygène stockées en bouteilles et des générateurs d'oxygène à partir de produits solides.
D'autres sous-produits du métabolisme humain, comme le méthane produit par le système intestinal, et l'ammoniaque contenu dans la sueur, sont éliminés par des filtres à cartouche de charbon activé. L'atmosphère à bord de la station est maintenue à une pression similaire à celle de l'atmosphère terrestre au niveau de la mer soit 101,3 kPa. L'utilisation d'une composition analogue à celle de l'atmosphère terrestre est plus confortable pour l'équipage et bien plus sûre qu'une atmosphère d'oxygène pure.
En juin 2021, une nouvelle cuvette de toilettes est installée, capable de recycler 98% des eaux usées.

## Vie à bord de la station

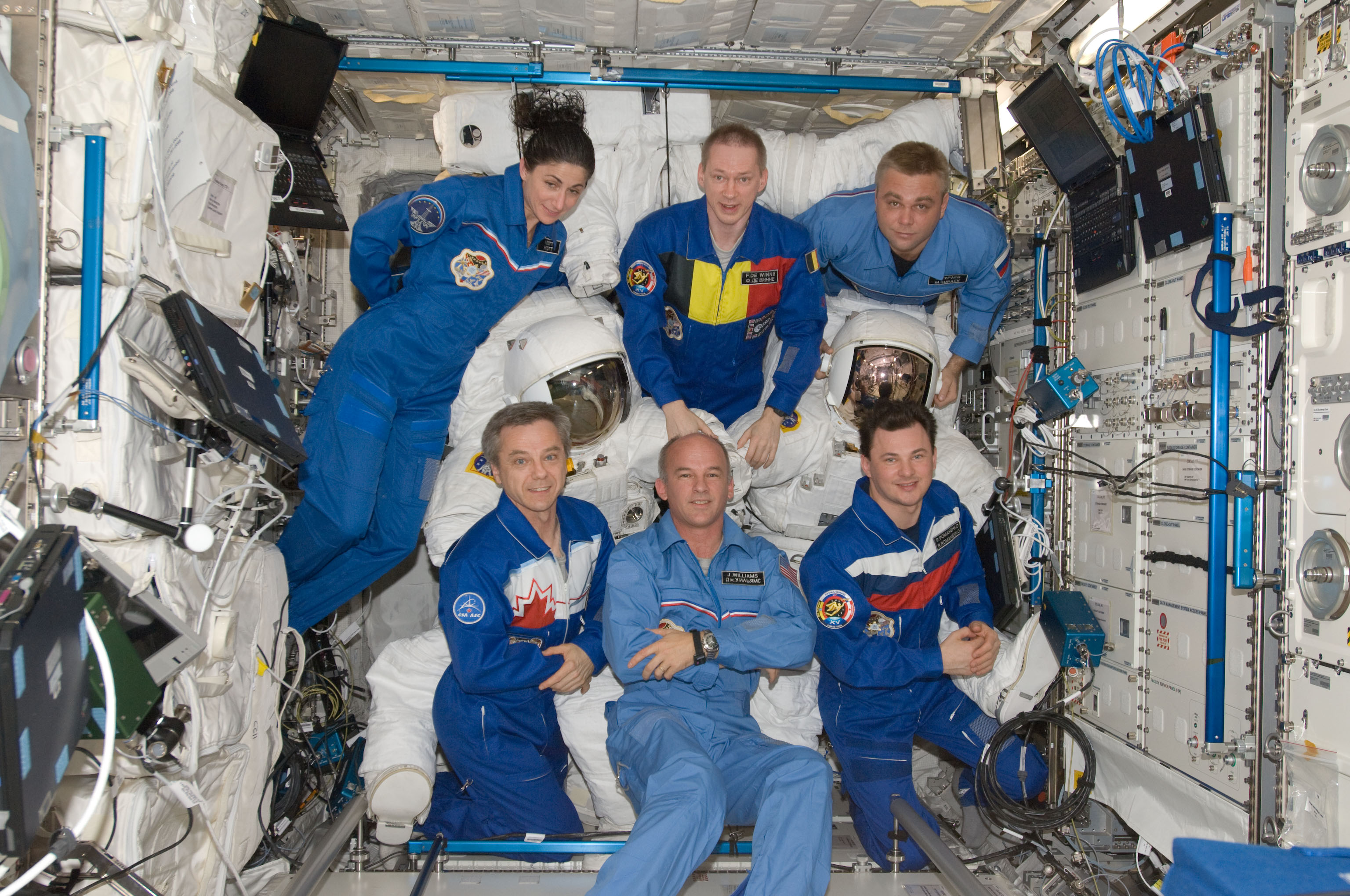
Photo de groupe de l'équipage permanent de l'expédition 21

### Équipages: composition et relève
L'équipage est composé d'un commandant, assurant un rôle de coordinateur, et d'ingénieurs de bord. À chaque changement majeur de sa composition, l'équipage se voit affecter un nouveau numéro d'expédition. Depuis que l'équipage permanent est passé à 6 personnes en mai 2009, chaque astronaute séjourne en moyenne 6 mois et l'équipage est renouvelé par moitié tous les 3 mois entraînant un changement de numéro d'expédition. Depuis 2009, un astronaute participe normalement à deux expéditions par mission. L'expédition 1, qui est la première à occuper la station à compter du 2 novembre 2000, était composée de deux cosmonautes russes dirigés par l'astronaute de la NASA William M. Shepherd. L'expédition 21 a été confiée pour la première fois à un représentant d'un autre pays : Frank De Winne de l'agence spatiale européenne.
En 2018, en incluant l'expédition 56, 58 personnes avaient fait partie de l'équipage permanent de la station, dont 24 ont participé à 2 expéditions, 5 à 3 expéditions et 2 à 4 expéditions (les russes Guennadi Padalka et Fiodor Iourtchikhine). En décembre 2021, 251 individus de 19 pays avaient visité la station spatiale, dont 155 de la NASA, 52 de Roscosmos, 19 de l'ESA.
Les professions d'origine sont scientifiques : en 2009, on comptait 23 ingénieurs, 4 médecins, 6 chercheurs, 19 pilotes militaires, 6 pilotes d'essais et 6 autres militaires. Tous ont fait des études supérieures poussées : les militaires ont souvent également des diplômes et des expériences relevant du métier d'ingénieur. L'âge moyen lors du séjour de 45 ans et demi découle des critères de recrutement (personnes fortement diplômées et ayant fait leurs preuves dans le cadre professionnel) mais également de la durée de l'entraînement qui s'étale sur plusieurs années et des aléas du programme. La durée moyenne d'un séjour à bord de la station est d'environ cinq mois et demi. Le plus long séjour est celui de la One Year Mission (en) de Scott Kelly et Mikhaïl Kornyenko (340 jours), suivi de la mission en 2016/2017 de Peggy Whitson (289 jours).
En juin 2018, on comptait parmi les participants 49 Américains, 38 Russes, 10 Européens, 6 Japonais et 2 Canadiens. Douze femmes, dont 10 américaines, une russe et une italienne ont fait partie d'un équipage, dont Peggy Whitson, qui y a séjourné à trois reprises, la deuxième et la troisième fois en tant que commandante de la station spatiale et Sunita Williams qui a effectué deux missions. Par ailleurs huit touristes payants (de 2001 à 2009), non décomptés dans le nombre de participants, ont séjourné jusqu'à 16 jours dans l'ISS en utilisant le quota des places réservées à l'agence spatiale russe.
La proportion de cosmonautes russes dans les équipages est passée, à compter de 2010, à 50 % conformément aux quotas fixés. En 2017, la Russie a décidé de réduire ses équipages pour des raisons budgétaires de 3 à 2 cosmonautes par expédition,,. Une partie des places libérées sur Soyouz a été récupérée par la NASA, permettant les missions de Joseph Acaba et Richard Arnold. Une autre partie n'a pas été remplacée, sur les Soyouz MS-04 et MS-10.

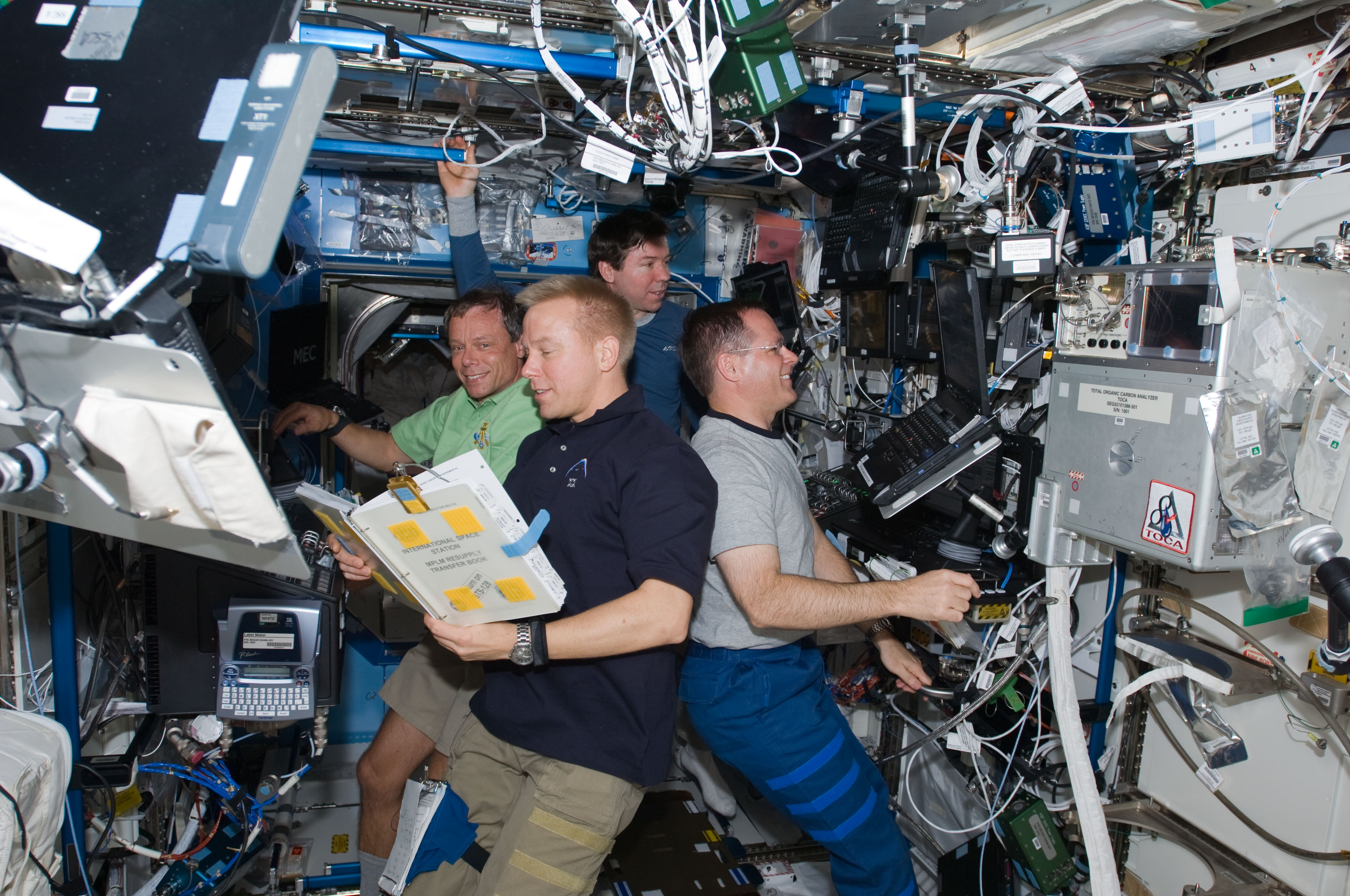
Dans le laboratoire Destiny.

### Emploi du temps de l'équipage
L'heure légale à bord de la station est, de manière arbitraire, l'heure UTC (Paris est à UTC+1 en hiver). Lorsque la station reçoit la visite de la navette spatiale, l'équipage de la station se cale généralement sur la référence horaire de la navette (Mission Elapsed Time ou MET), qui est fixée en fonction de l'heure de lancement de celle-ci,.
Une journée typique à bord de la station démarre à 6 h. Une inspection de la station est effectuée puis l'équipage prend son petit déjeuner. Une conférence a lieu avec le centre de contrôle pour organiser la journée avant d'entamer le travail à 8 h 10. Une séance d'exercice physique est planifiée au cours de la matinée de travail. Cette dernière s'achève à 13 h 5. Après une pause déjeuner d'une heure, le travail reprend avec un nouvel exercice physique intercalé au cours de l'après-midi. La journée de travail s'achève à 19 h 30. Le dîner et une réunion de l'équipage suit. Enfin la période allouée au repos démarre à 21 h 30. En général, l'équipage travaille dix heures par jour en semaine et cinq heures le samedi, le reste du temps étant consacré aux activités de détente.

### Phases de repos
La station comporte des compartiments destinés au repos : deux dans la partie russe, quatre dans le module Harmony. Les compartiments américains sont amovibles et s'installent dans un emplacement de rack tandis que les Russes disposent de mini-cabines avec des cloisons en dur. Dans les deux cas, l'occupant y dort dans un sac de couchage accroché à la paroi ; il peut y écouter de la musique, utiliser un ordinateur et y stocker quelques effets personnels,,. Les visiteurs, qui n'ont pas d'emplacement réservé pour dormir, accrochent leur sac de couchage sur une cloison libre (on peut dormir en flottant dans la cabine mais généralement les astronautes évitent de le faire car, durant leur sommeil, ils peuvent heurter et endommager un équipement fragile). Toutes les 24 heures se succèdent 16 périodes d'obscurité et de jour, aussi, durant la période définie comme étant la nuit, des rideaux obturent les hublots. Par ailleurs, dans les compartiments affectés au repos, il est nécessaire que l'air soit bien ventilé, car en impesanteur l'air chaud ne monte pas et l'astronaute peut se réveiller à cause d'une sensation d'asphyxie car sa tête se retrouve entourée d'une bulle de dioxyde de carbone exhalée durant son sommeil.

### Hygiène
Depuis que le projet de module d'habitation américain a été abandonné, il n'est plus prévu que la station spatiale dispose de douche. Les membres de l'équipage se lavent en utilisant un robinet, des lingettes humides avec du savon présenté dans un conditionnement similaire à celui des tubes dentifrice. L'équipage dispose de shampooing ne nécessitant pas de rinçage et de pâte dentifrice qui peut être avalée. Il y a trois toilettes dans la station, situées respectivement dans les modules Zvezda (1) et Tranquility (2),,. Les toilettes utilisent un système de succion généré par un ventilateur semblable à celui mis en œuvre dans la navette spatiale américaine. Les astronautes doivent s'attacher à la cuvette des toilettes, qui est équipée avec un système assurant l'étanchéité durant l'opération. La succion générée par le ventilateur permet d'évacuer les déchets qui sont conditionnés dans des sacs stockés dans un container en aluminium. Lorsqu'un container est plein, il est transféré dans le vaisseau cargo Progress qui l'évacue,. Les urines sont collectées à l'aide d'un tuyau, au bout duquel se trouve connecté un embout personnalisé adapté à l'anatomie de l'utilisateur, ce qui permet aux hommes comme aux femmes d'utiliser le même système.

Lorsque l'équipage fait une pause
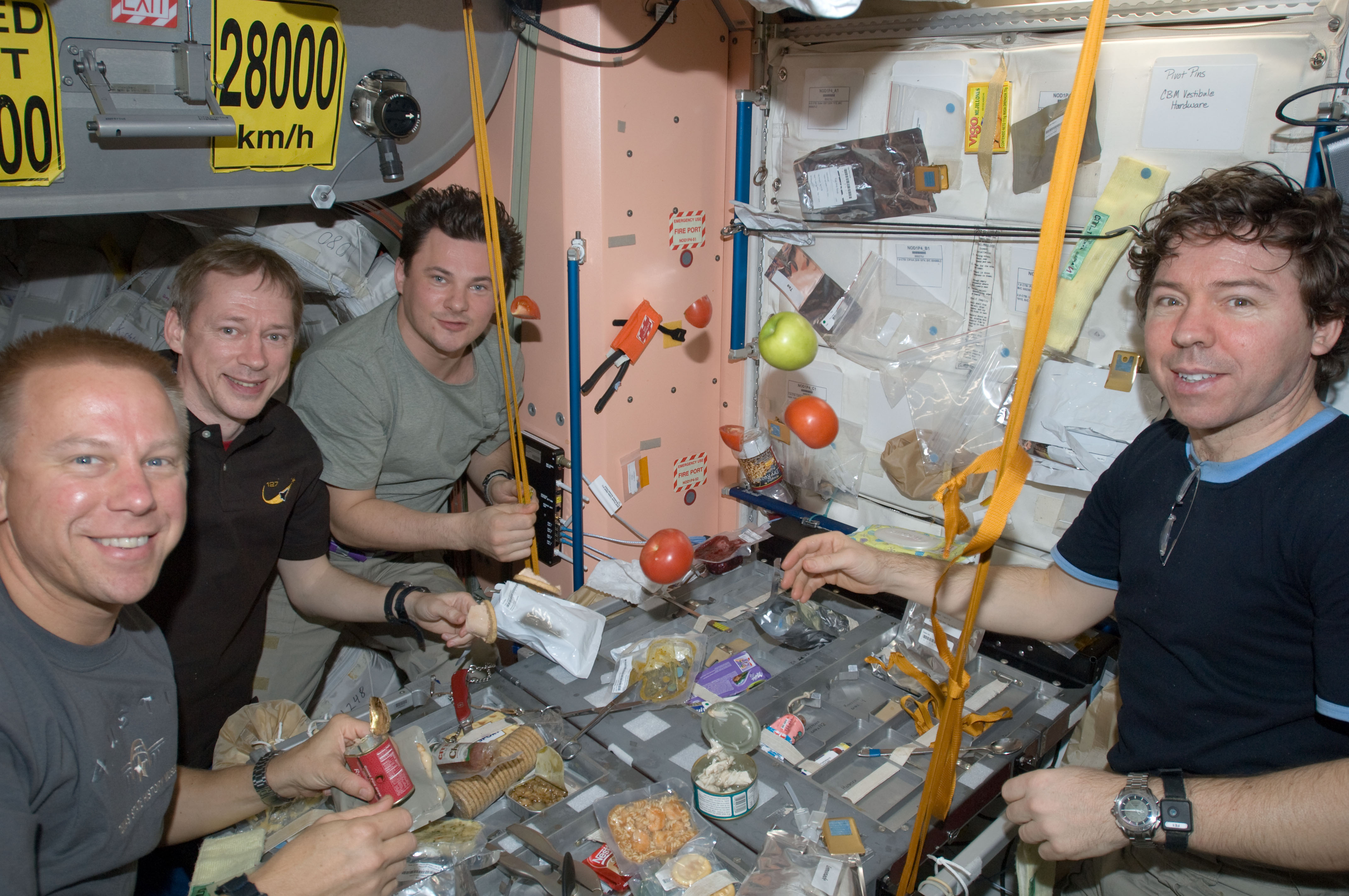
Repas dans le module Unity de l'expédition 20
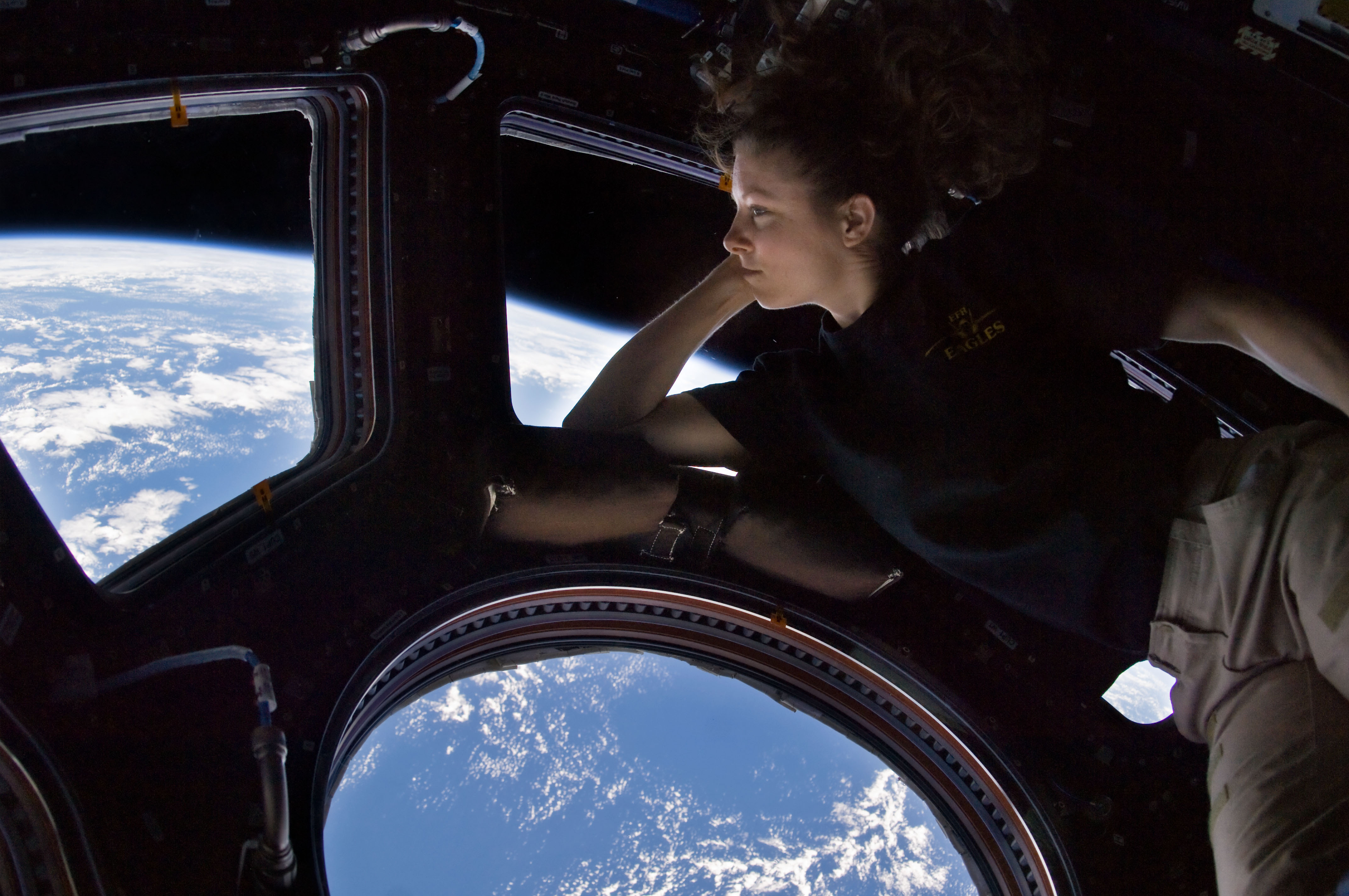
Regarder la Terre défiler est un des loisirs préférés des astronautes, comme ici Tracy Caldwell Dyson dans la coupole.
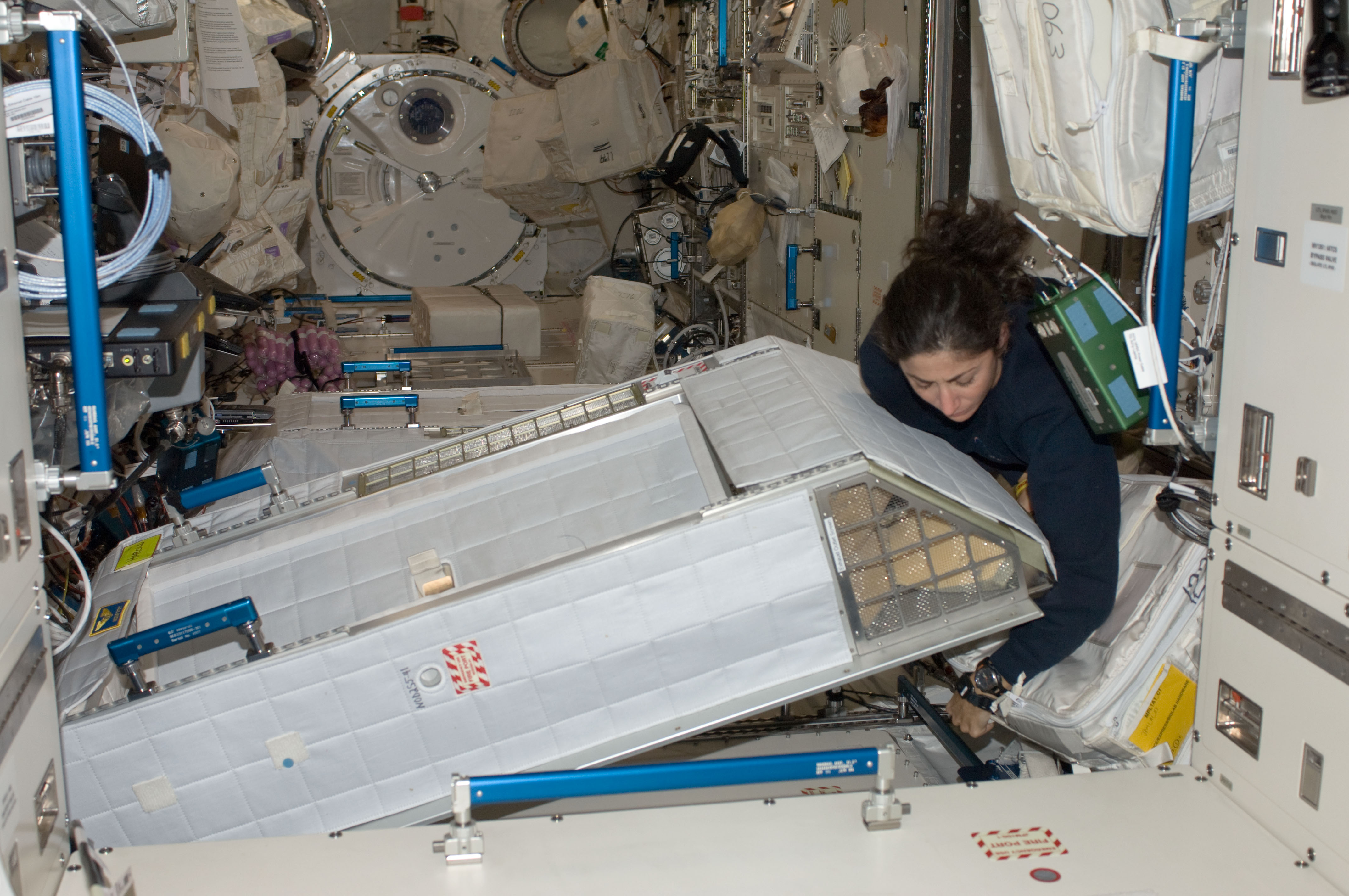
Nicole Stott installe son compartiment de repos dans le laboratoire Kibo... côté plancher.
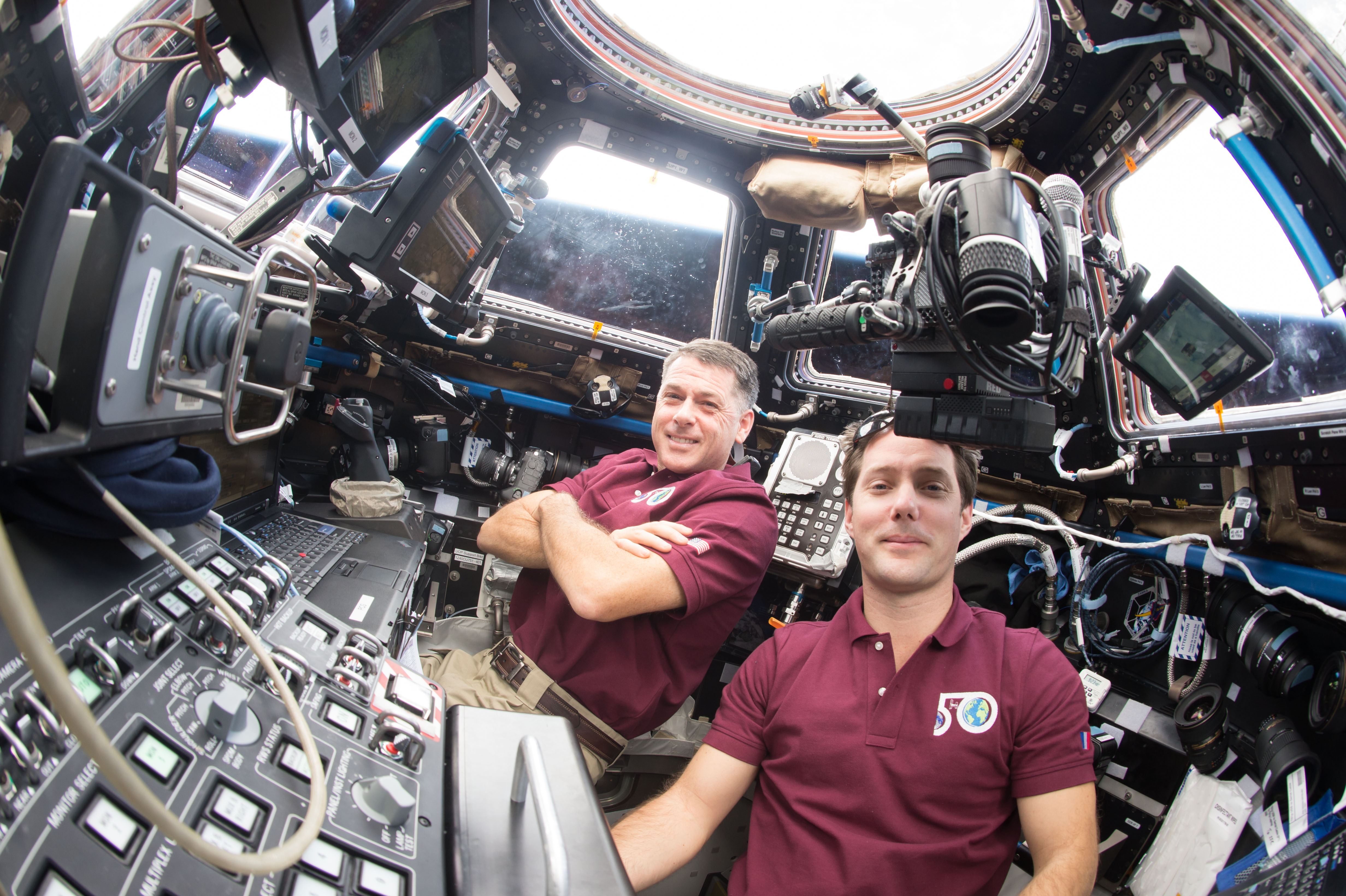
Shane Kimbrough et Thomas Pesquet travaillent à capturer le cargo HTV-6 lors de l'Expédition 50.

### Repas
Il s'écoule de un à deux mois entre deux ravitaillements et il n'existe pas à bord de réfrigérateurs destinés à la conservation des aliments. La nourriture est donc essentiellement constituée de plats lyophilisés et de conserves auxquels s'ajoutent quelques légumes et fruits frais dans les jours qui suivent l'arrivée d'un vaisseau ravitailleur. Les boissons (sodas…) sont fournies sous forme de poudre déshydratée. Les liquides et les soupes sont conditionnés dans des sachets hermétiques et consommés au moyen d'une paille, tandis que la nourriture solide est consommée en utilisant, comme à terre, une fourchette et un couteau,,.
Les menus, qui reviennent selon un cycle de 15 jours, sont choisis par chaque astronaute plusieurs mois avant son départ pour la station avec l'aide de diététiciens qui veillent à l'équilibre des repas. Des ajustements sont effectués pour tenir compte des conditions qui règnent dans la station : diminution de la proportion de fer qui est moins bien assimilé car le volume de globules rouges diminue, réduction de la quantité de sodium et augmentation de la dose de vitamine D pour favoriser la croissance osseuse. La nourriture épicée a généralement la préférence des astronautes car, en l'absence de gravité, les senteurs ne montent plus jusqu'aux muqueuses du nez et le sens du goût disparaît en grande partie,.

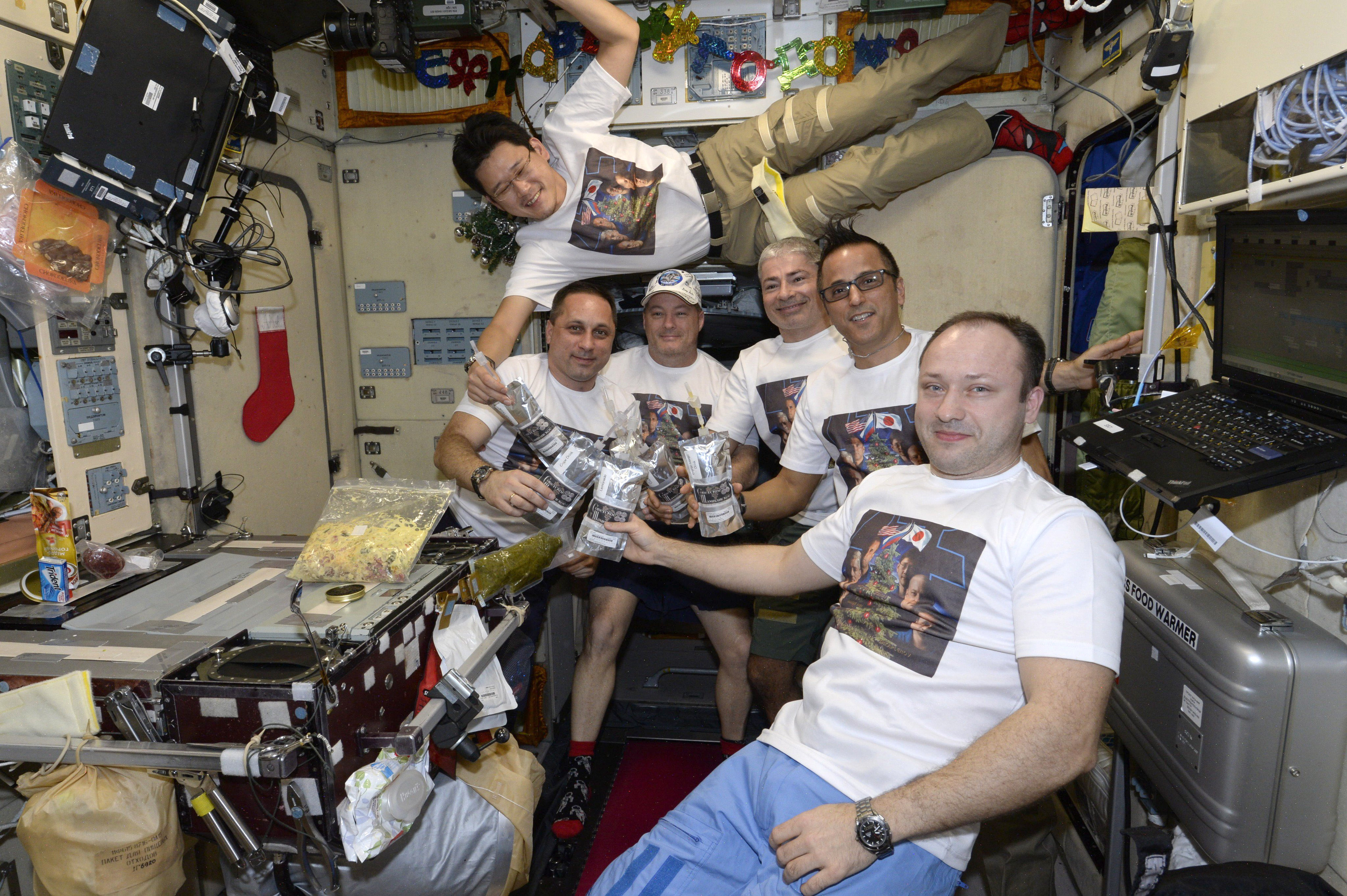
L'Expédition 54 fête le nouvel an 2018 dans le module Zvezda.

Le ravitaillement est fourni à parts égales par les Russes et les Américains, avec quelques apports des autres partenaires, et transporté par les vaisseaux ravitailleurs disponibles. Les sachets de nourriture destinés à chaque astronaute sont identifiés par une étiquette d'une couleur donnée. L'équipage dispose dans deux des modules (Destiny et Zvezda) de fours permettant de réchauffer les plats et d'un distributeur d'eau qui délivre au choix de l'eau chaude ou froide. La majorité des repas rassemble l'ensemble de l'équipage autour d'une des deux tables installées dans les modules Zvezda et Unity. La moindre miette qui s'échappe dans la cabine doit être collectée pour éviter qu'elle ne vienne s'accumuler et obturer les filtres à air ou d'autres équipements délicats,,.

### Santé

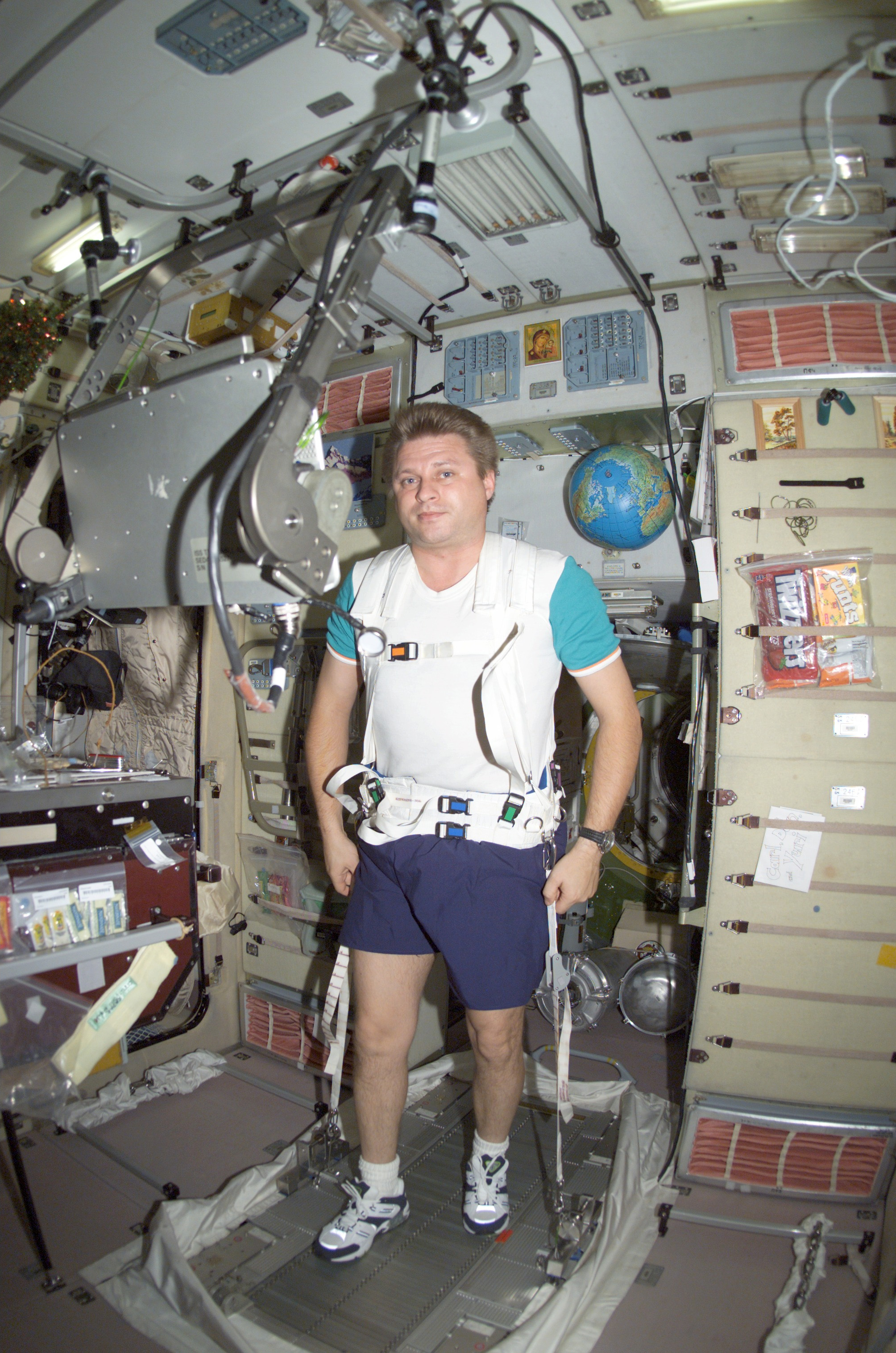
Iouri Onoufrienko s'exerce sur le tapis roulant installé dans le module Zvezda.

Le mal de l'espace, qui est assimilable au mal des transports au niveau des causes (perte d'orientation) comme des symptômes (nausée), affecte certains astronautes mais disparaît généralement au bout de quelques jours. Le séjour prolongé de 6 à 7 mois en impesanteur a des conséquences physiologiques bien plus importantes. Les plus graves sont l'atrophie musculaire et la décalcification du squelette due à l'absence de stimulation par le poids corporel des mécanismes de renouvellement de la masse osseuse. On constate également une redistribution des fluides corporels entraînant entre autres une congestion faciale (le sang monte à la tête), un ralentissement du rythme cardiaque, une diminution de la production des globules rouges, un affaiblissement du système immunitaire, une perte de poids, une perturbation du sommeil et des flatulences. Cette deuxième catégorie d'effets disparaît toutefois rapidement une fois l'astronaute revenu sur Terre.
Pour réduire les conséquences néfastes de l'impesanteur, la station est équipée de deux tapis roulants (TVIS et T2/COLBERT), deux cycloergomètres (CEVIS et VELO) et une machine de musculation (aRED) sur lesquels chaque astronaute doit pratiquer des exercices durant au minimum deux heures par jour,. Les astronautes utilisent des tendeurs pour se maintenir en place. Ces exercices intensifs ne permettent pas de combattre totalement la perte de densité osseuse et l'atrophie musculaire chiffrées respectivement à 7 % et 10 % pour les parties les plus touchées, selon une étude récente sur un échantillon de 15 astronautes ayant séjourné environ 6 mois dans la station.
La station spatiale n'est pas protégée par le champ magnétique et l'atmosphère terrestre qui au sol filtrent les rayonnements nocifs et l'équipage est exposé à un niveau de radiations plus élevé généré par les rayons cosmiques. Les astronautes reçoivent en moyenne chacun 1 millisievert de radiation par jour, soit la quantité reçue par une personne sur Terre au cours d'une année du fait du rayonnement naturel. Il en résulte une probabilité plus forte que l'astronaute développe un cancer dans le futur (le taux de mortalité par cancer est de 2,48 fois plus élevé chez les astronautes mais l'échantillon est trop faible pour savoir si ce chiffre est représentatif). Un niveau de radiation élevé crée des dommages dans les chromosomes des lymphocytes. Or ces cellules jouent un rôle central dans le système immunitaire et donc tout dommage occasionné à celles-ci réduit l'immunité des astronautes. Au bout d'un certain temps, la faiblesse des défenses immunitaires peut conduire à la propagation d'infections au sein de l'équipage, dont la diffusion est par ailleurs favorisée par le milieu confiné dans lequel ceux-ci vivent. Les radiations favorisent également l'apparition de cataractes. Des boucliers antiradiations et des médicaments pourraient réduire ces risques à un niveau acceptable, mais les données disponibles sont peu nombreuses. Aujourd'hui tout séjour de longue durée dans la station entraîne un risque croissant. Malgré des protections antiradiations renforcées par rapport aux stations précédentes comme Mir, le niveau de radiation à l'intérieur de la station spatiale n'a pu être réduit de manière significative, et on pense que de nouvelles avancées technologiques seront nécessaires avant que l'homme puisse effectuer des vols de longue durée dans le système solaire.

## Opérations

### Ravitaillement et mise en orbite des composants de la station spatiale

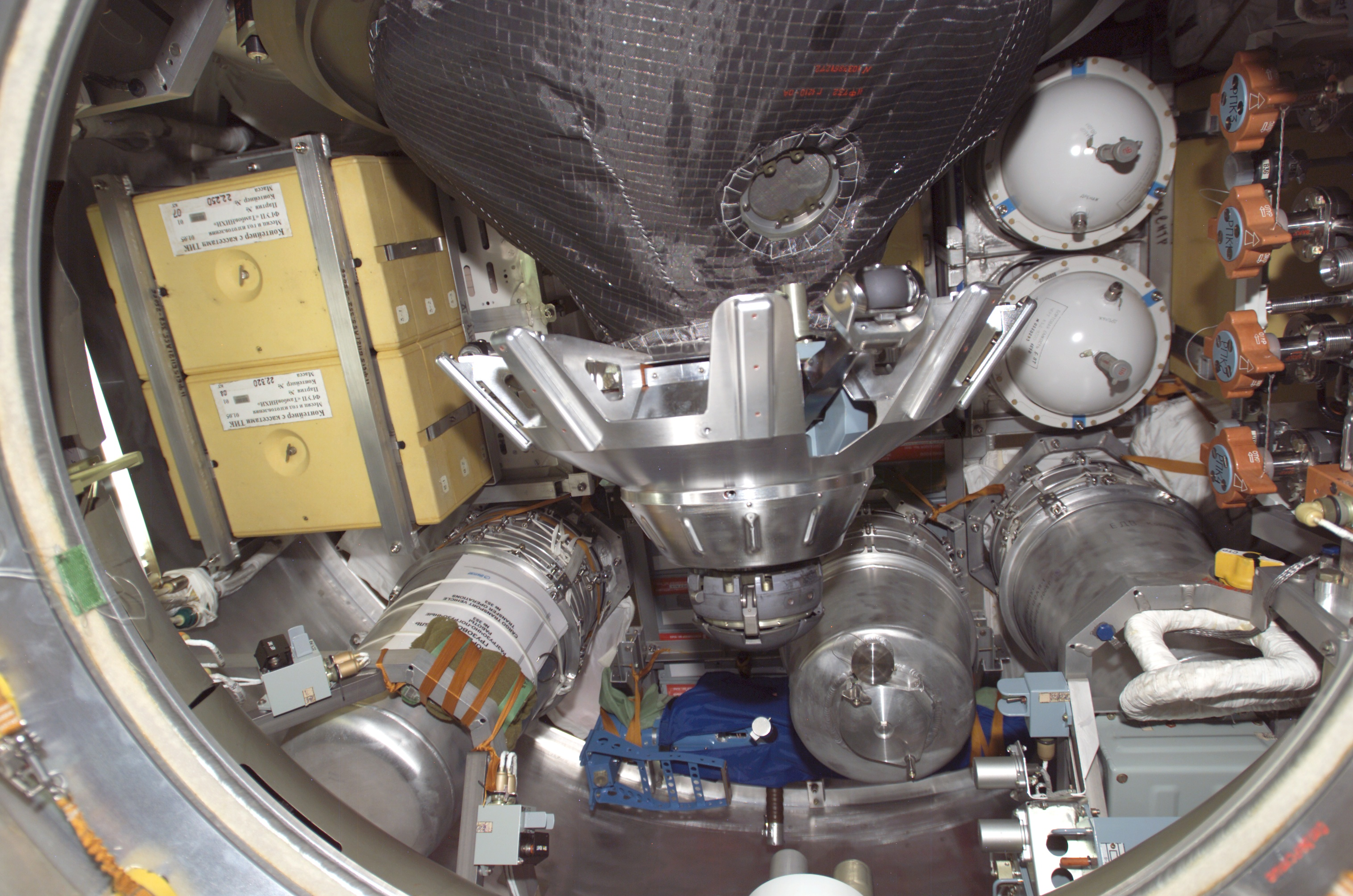
Un cargo russe Progress vient d'arriver chargé de fret.

La construction de la station a mobilisé de 1998 à 2011 de nombreux vaisseaux chargés de placer en orbite les 400 tonnes de la station. La station doit être également régulièrement ravitaillée en consommables (eau, nourriture, gaz, carburant), rechanges (par exemple les batteries dont la durée de vie théorique est de 6,5 ans) et en pièces détachées pour les réparations : ce fret représente un tonnage annuel d'environ 16 tonnes pour un équipage permanent de 6 personnes selon les calculs de la NASA. Par ailleurs certains équipements, représentant un fret plus réduit, doivent être ramenés sur Terre pour que la station spatiale puisse fonctionner : résultats des expériences scientifiques, scaphandres à réviser, etc. Enfin, les vaisseaux servent également à évacuer les déchets produits par la station.

#### Vaisseaux utilisés
La navette spatiale, en service jusque début 2011, fut au cœur du dispositif d'assemblage et de ravitaillement de la station spatiale. Les principaux partenaires participent également à ces opérations avec leurs propres vaisseaux. Ceux-ci présentent des capacités très variables en masse, volume et type de cargaison. Les principaux paramètres sont :
- la charge utile totale en tonnes ;
- le volume et le tonnage, en soute pressurisée, pour le fret à destination de l'intérieur de la station spatiale ;
- le volume et le tonnage, en soute non pressurisée, pour les pièces destinées à l'assemblage à l'extérieur de la station. Le transfert d'objets de l'intérieur de la station vers l'extérieur, via les sas aux faibles dimensions, est limité aux toutes petites pièces : il est donc nécessaire que les pièces détachées à installer à l'extérieur de la station arrivent dans une soute accessible depuis l'extérieur ;
- la taille de l'écoutille de la soute pressurisée, qui conditionne le transport de pièces encombrantes : circulaire de type russe ou APAS d'une superficie de 0,5 m2 utilisée sur les cargos ATV et Progress, ou de format carré (CBM) propre aux ports de la station de 1,61 m2 (partie non russe) mis en œuvre par le cargo japonais et la navette spatiale. Seul le port CBM permet de faire passer les équipements internes de la partie non russe de la station ;
- la capacité de transport de liquides (eau), carburant (pour les moteurs-fusées) et de gaz (oxygène, azote, air, etc) ;
- la capacité de remorquage, utilisée pour rehausser l'orbite de la station, qui dépend de la puissance des moteurs et de la quantité de carburant destinée à la propulsion.

##### Navette spatiale américaine

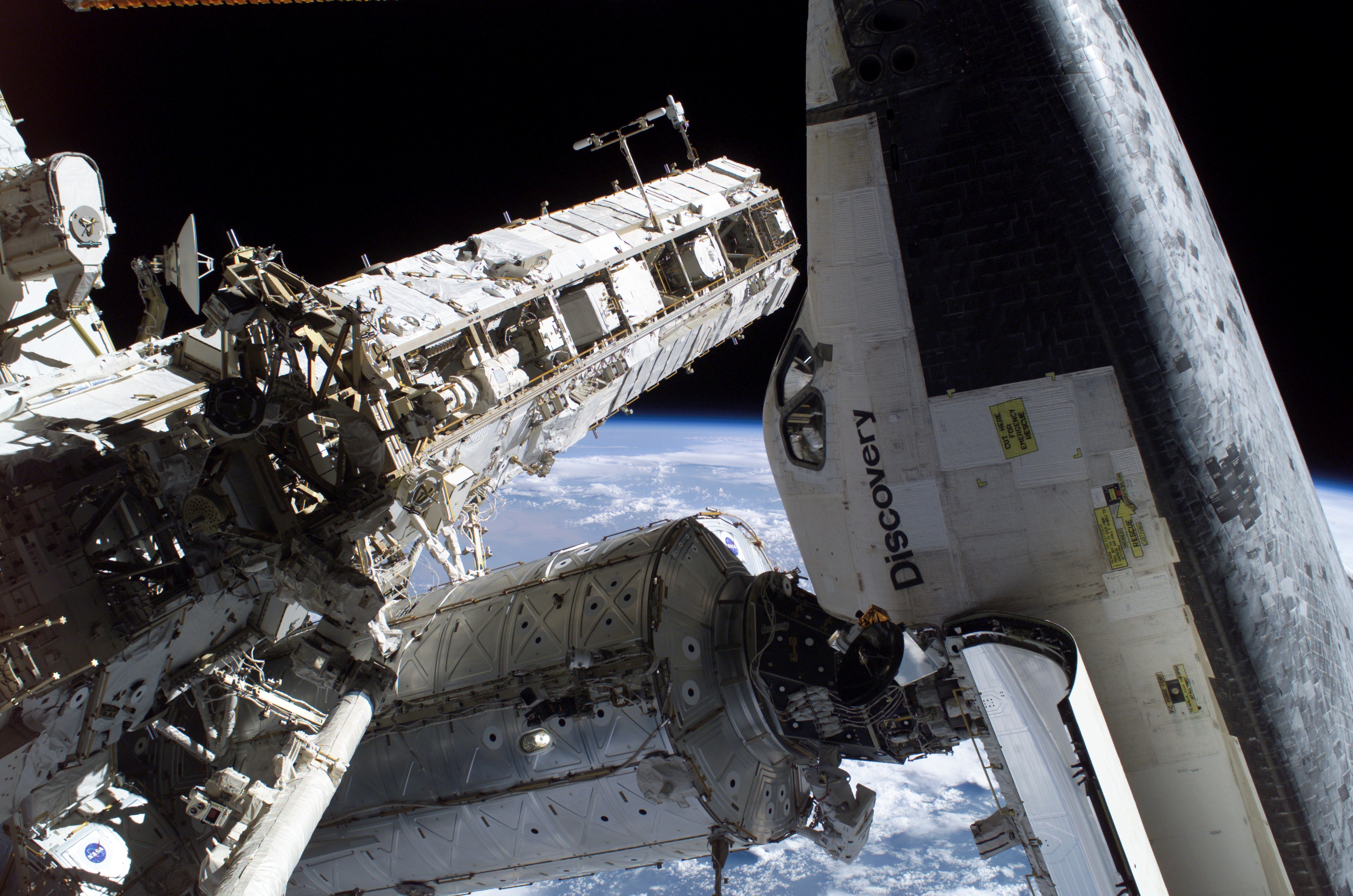
La navette spatiale Discovery amarrée au module Destiny

La navette spatiale était le plus polyvalent des vaisseaux participant au programme car elle pouvait transporter tout à la fois du fret pressurisé, du fret non pressurisé dans une soute particulièrement volumineuse, ramener du fret sur Terre ou contribuer à la relève des équipages. Elle était de plus équipée d'un bras piloté depuis la cabine de la navette qui lui permettait d'extraire les charges utiles qu'elle transporte. Sa capacité de transport, bien que pratiquement divisée par deux par le choix d'une orbite favorable aux lanceurs russes, était particulièrement importante (16,4 tonnes). Enfin sa baie de grande taille (4,6 × 18,3 m, pour un volume de 300 m3) lui permettait de placer en orbite les composants de la station les plus encombrants. La navette s’arrimait à la station spatiale via l'un des deux adaptateurs pressurisés (PMA) qui assurent la compatibilité entre le diamètre de l'écoutille de son sas et les ports de la station.
La navette spatiale transportait le fret à destination de l'intérieur de la station grâce à un container pressurisé placé dans sa baie cargo : le Module Logistique Multi-Usages (MPLM) italien, construit sur le modèle du Colombus européen, comporte seize emplacements de racks et dispose d'une écoutille de grande taille au format des ports de la station. Lorsque la navette est parvenue à la station, le container pressurisé est amarré à un port CBM de la station à l'aide du bras Canadarm de la navette.
La navette spatiale peut également transporter le Spacehab, un module pressurisé qui reste dans la soute, et qui peut, entre autres, servir au ravitaillement de l’ISS. Mais il n'est plus utilisé depuis août 2007 et la mission STS-118.

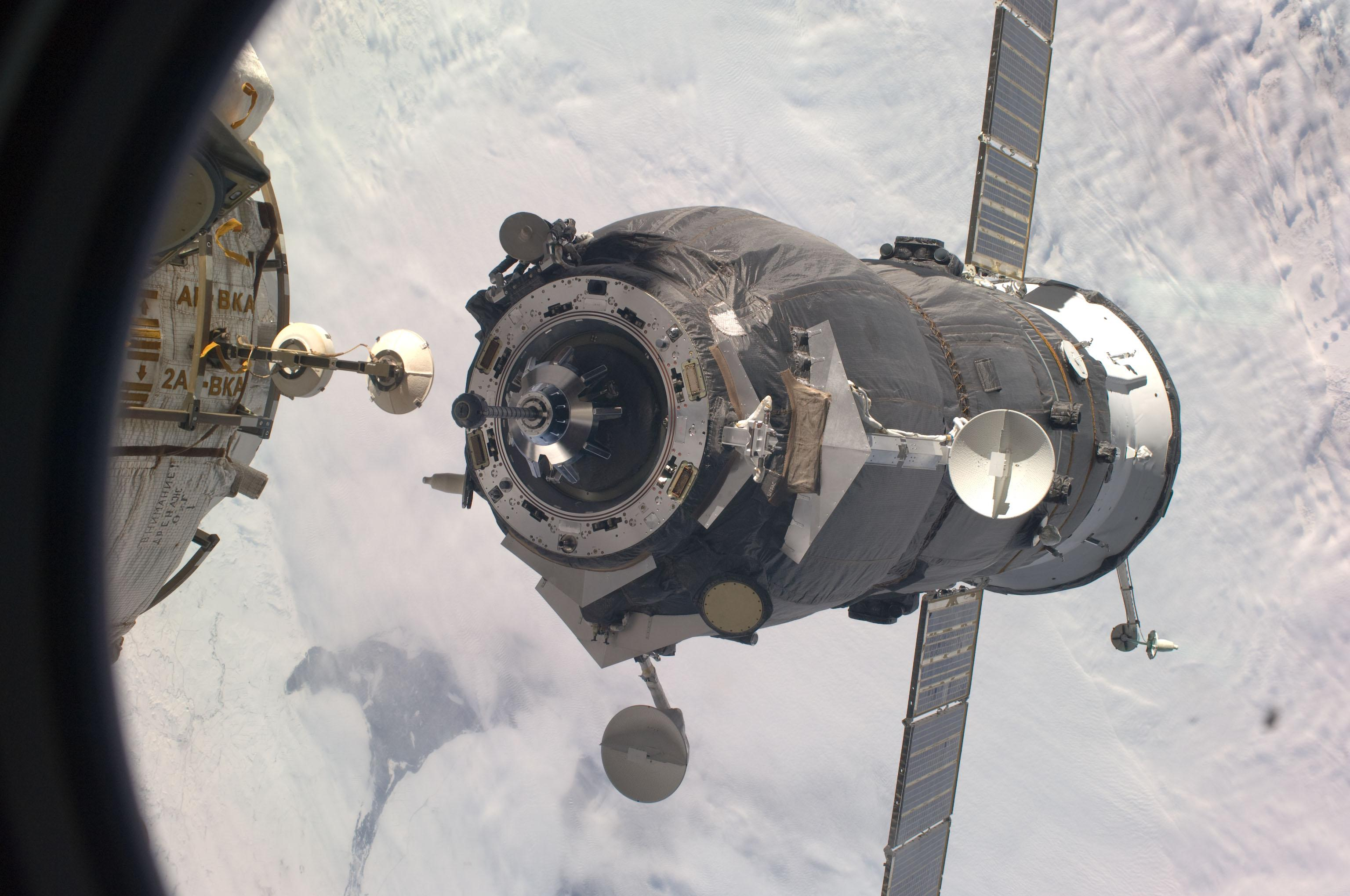
Un cargo Progress sur le point de s'amarrer à la station

##### Cargo russe Progress
Le cargo russe Progress peut transporter 3,2 tonnes de ravitaillement dont 1,8 tonne de carburant pour la station. Il dispose d'une capacité de remorquage de la station significative. Le cargo s'amarre automatiquement à la station grâce au système Kurs qui utilise des impulsions radar pour calculer les corrections de sa trajectoire et s'amarrer.

##### Vaisseau russe Soyouz
Le vaisseau russe Soyouz, qui permet de transporter trois personnes, sert uniquement à relever l'équipage. Après le retrait de la navette spatiale, c'est le seul vaisseau jouant ce rôle jusqu'à ce que le vaisseau spatial américain chargé de remplacer la navette spatiale américaine soit au point (véhicule commercial ou Orion selon le sort du programme Constellation). Deux vaisseaux Soyouz sont amarrés en permanence à la station pour permettre l'évacuation de celle-ci en cas d'urgence. Le Soyouz a une capacité très limitée (quelques dizaines de kg) d'emport de fret aller et retour.

##### Véhicule automatique de transfert européen
L'ATV est un vaisseau cargo automatique développé par l'Agence spatiale européenne pour ravitailler la station spatiale. Il fut lancé par une Ariane 5 ES ATV et se présentait sous la forme d'un cylindre de 4,85 mètres de diamètre sur 10 mètres de longueur. Il pouvait transporter jusqu'à 7,7 tonnes de fret dont 4 700 kg de carburant pour le remorquage, 860 kg de carburant pompés dans les réservoirs de la station spatiale, 4 500 kg de fret dans une soute pressurisée, 100 kg d'air ou oxygène et 800 kg d'eau. L'ATV disposait de quatre gros moteurs de propulsion qui lui permettait de rehausser à la demande l'altitude de la station durant son temps d'amarrage (6 mois). Il était conçu pour s'amarrer automatiquement au module Zvezda. Son écoutille de modèle russe étroite ne lui permettait pas de transporter le fret encombrant. Il n'avait pas de capacité de transport de fret non pressurisé. Cinq ATV ont été lancés entre 2008 et 2015.

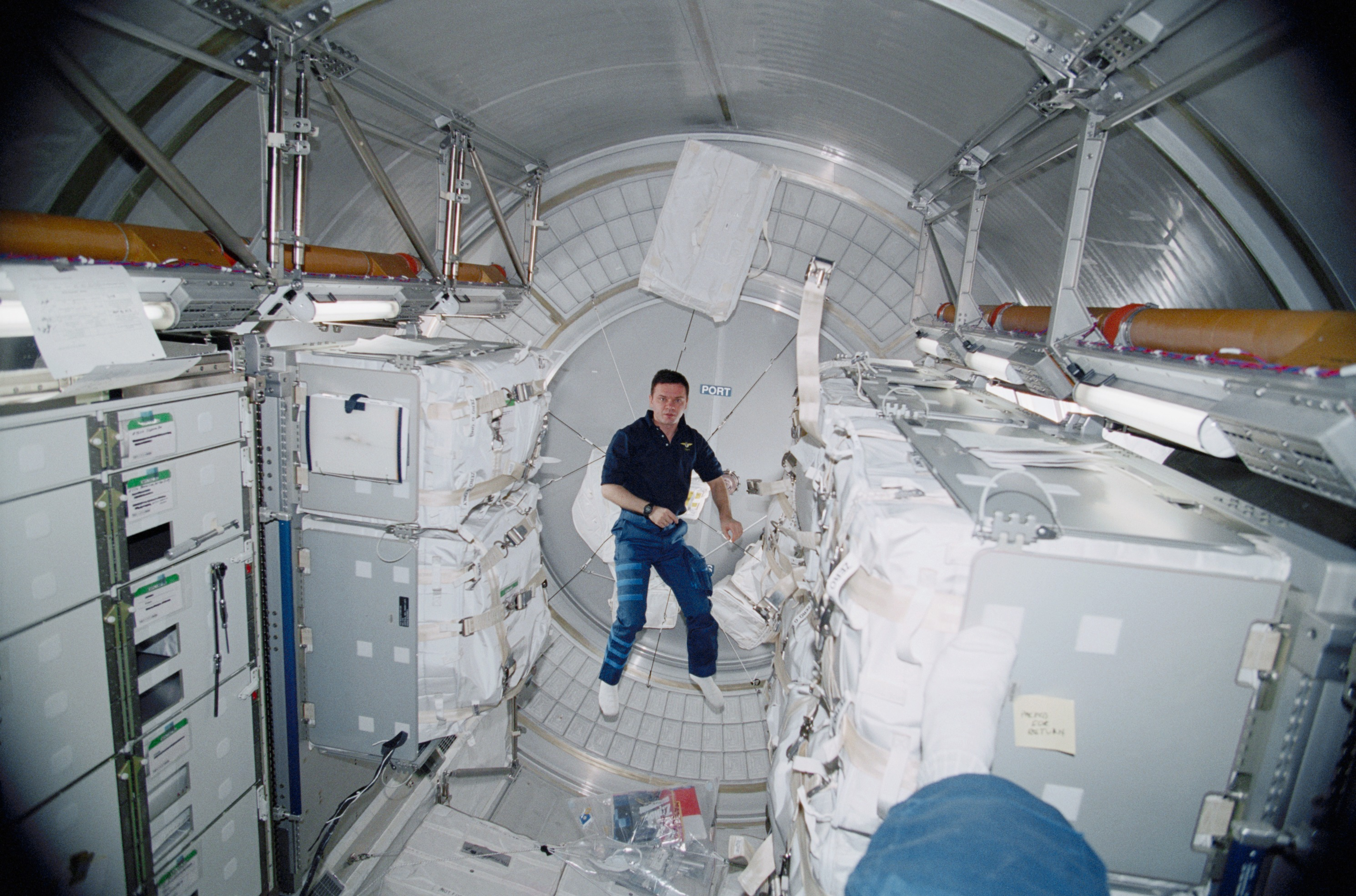
Youri Gidzenko décharge de son fret le module MLP Leonardo amené par la navette

##### H-II Transfer Vehicle japonais
Le vaisseau cargo japonais HTV, développé par le Japon dans le cadre de sa participation à la station spatiale, peut transporter 4,5 tonnes de fret dans sa soute pressurisée et 1,5 tonne dans un espace non pressurisé. Disposant d'une écoutille de grand diamètre qui permet une connexion directe aux ports de la partie non russe de la station spatiale, il peut, contrairement à l'ATV, transporter les pièces les plus volumineuses qui équipent l'intérieur de la station spatiale internationale (format rack). Pour opérer sa jonction avec la station spatiale le vaisseau cargo HTV, qui a été lancé par le lanceur japonais H-IIB, approche en mode automatique de la station spatiale en utilisant un GPS différentiel puis parvenu à 500 mètres un laser dont le rayon lumineux se réfléchit sur une mire installée sur la station. Arrivé à 10 mètres de la station le bras téléopéré Canadarm agrippe le vaisseau et réalise la jonction. L'HTV a été lancé pour la première fois en septembre 2009. Neuf missions sont prévues en tout.

##### Vaisseaux COTS Cygnus et SpaceX Dragon
Pour ravitailler la station spatiale après le retrait de la navette spatiale et s'affranchir au maximum des vaisseaux russes, la NASA a lancé le programme COTS qui confie à des acteurs privés le développement et le lancement de vaisseaux-cargos. Deux vaisseaux, de capacité d'environ 2 tonnes, ont été retenus en 2006 et 2008 et entrent en service en 2012 et 2014 :
- le Cygnus de la société Orbital Sciences placé en orbite par une fusée Antares : 8 véhicules chargés de transporter 20 tonnes de fret pressurisé ont été initialement commandés pour un montant de 1,9 milliard de dollars[147]. Trois autres véhicules ont été par la suite commandés.
- le Dragon de la société SpaceX lancé par la fusée Falcon 9 : 12 missions commandées chargées de transporter 20 tonnes pour un montant de 1,6 milliard de dollars. Huit mission supplémentaires ont été commandées. Contrairement à Cygnus, ce vaisseau peut transporter du fret externe[148]. Le vaisseau Dragon est le seul vaisseau cargo qui dispose d'une capacité à ramener du fret sur Terre depuis le retrait de la navette.

Les deux vaisseaux ont une écoutille aux normes de la partie non russe de la station spatiale. Comme le vaisseau cargo japonais, ils ne disposent pas de dispositif d'amarrage automatique : une fois parvenus à proximité de la station spatiale ils sont amarrés à l'aide du bras Canadarm commandé par l'équipage de la station spatiale. Un deuxième contrat a été commandé, CRS-2 et CRS-3 pour des missions après 2020.

Opérations de ravitaillement
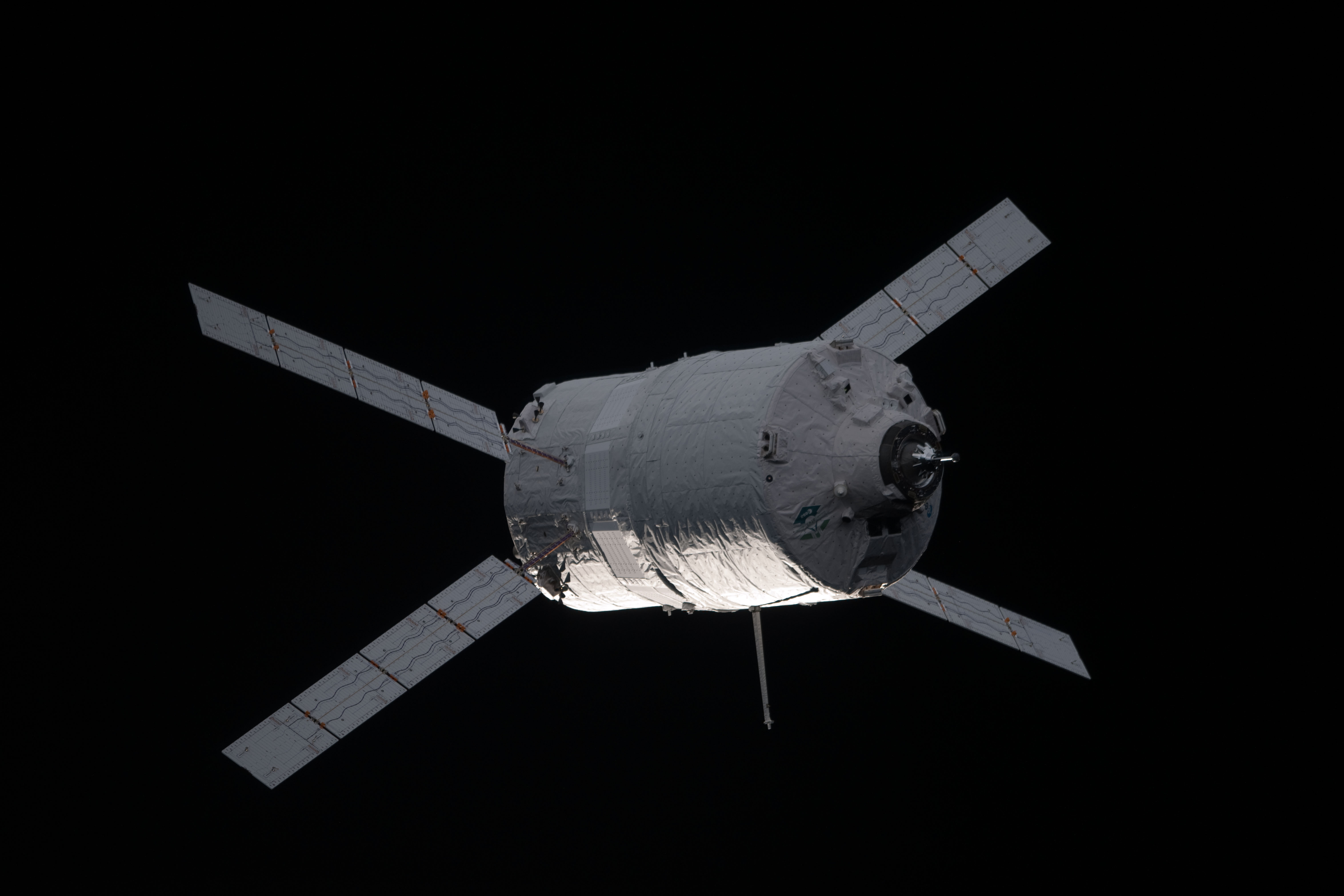
ATV (Europe)
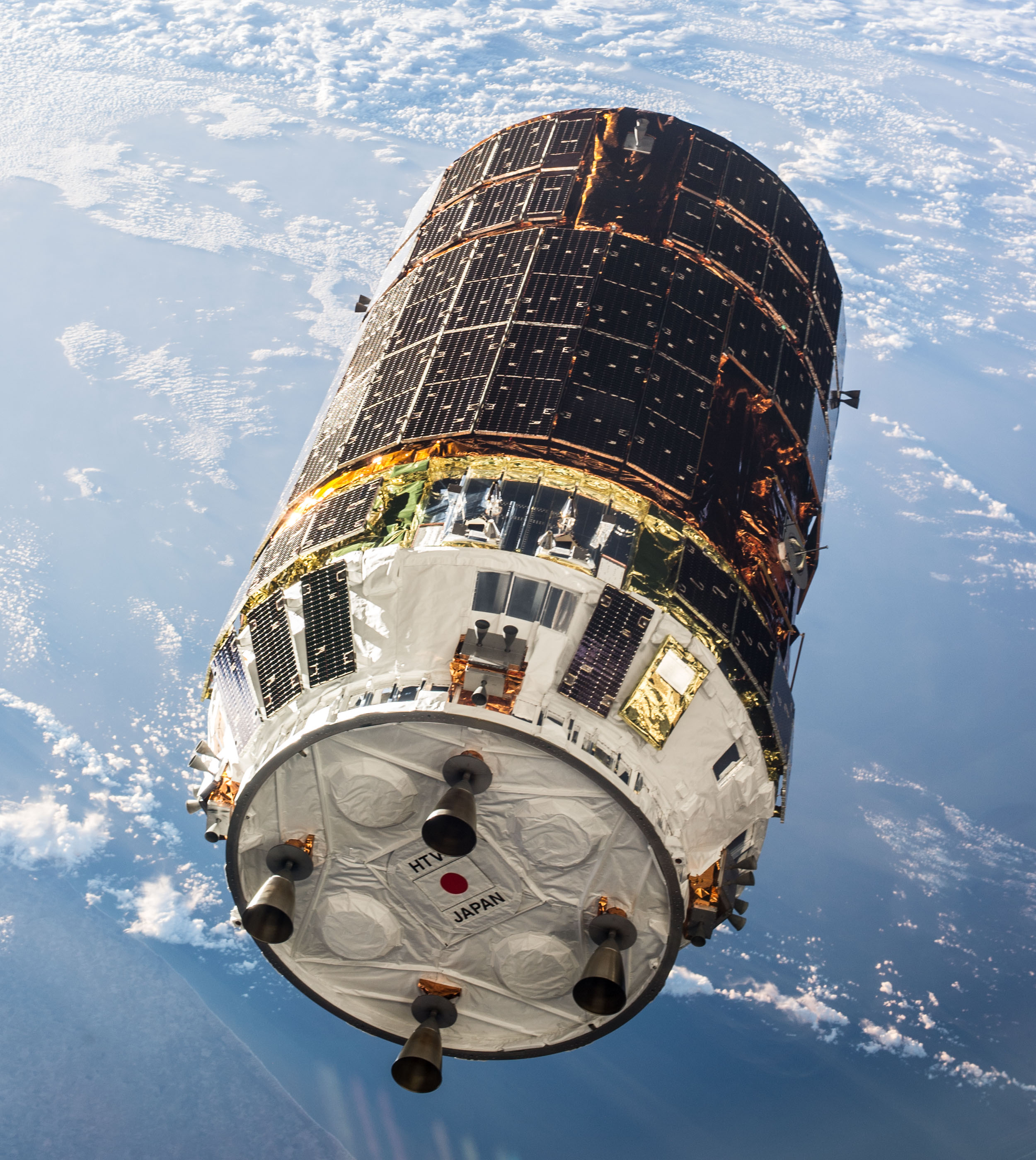
H-II Transfer Vehicle (Japon)
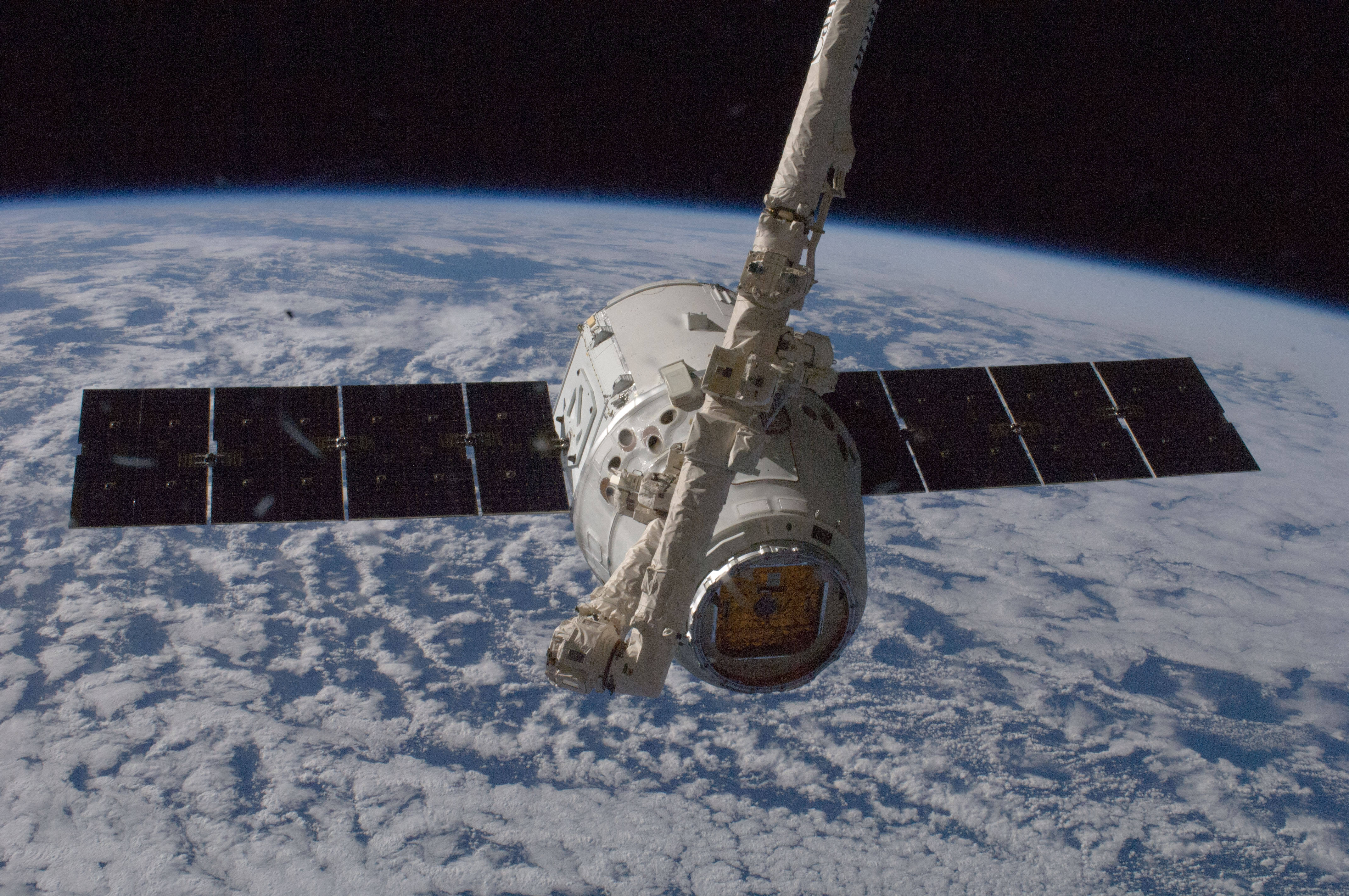
SpaceX Dragon (USA)
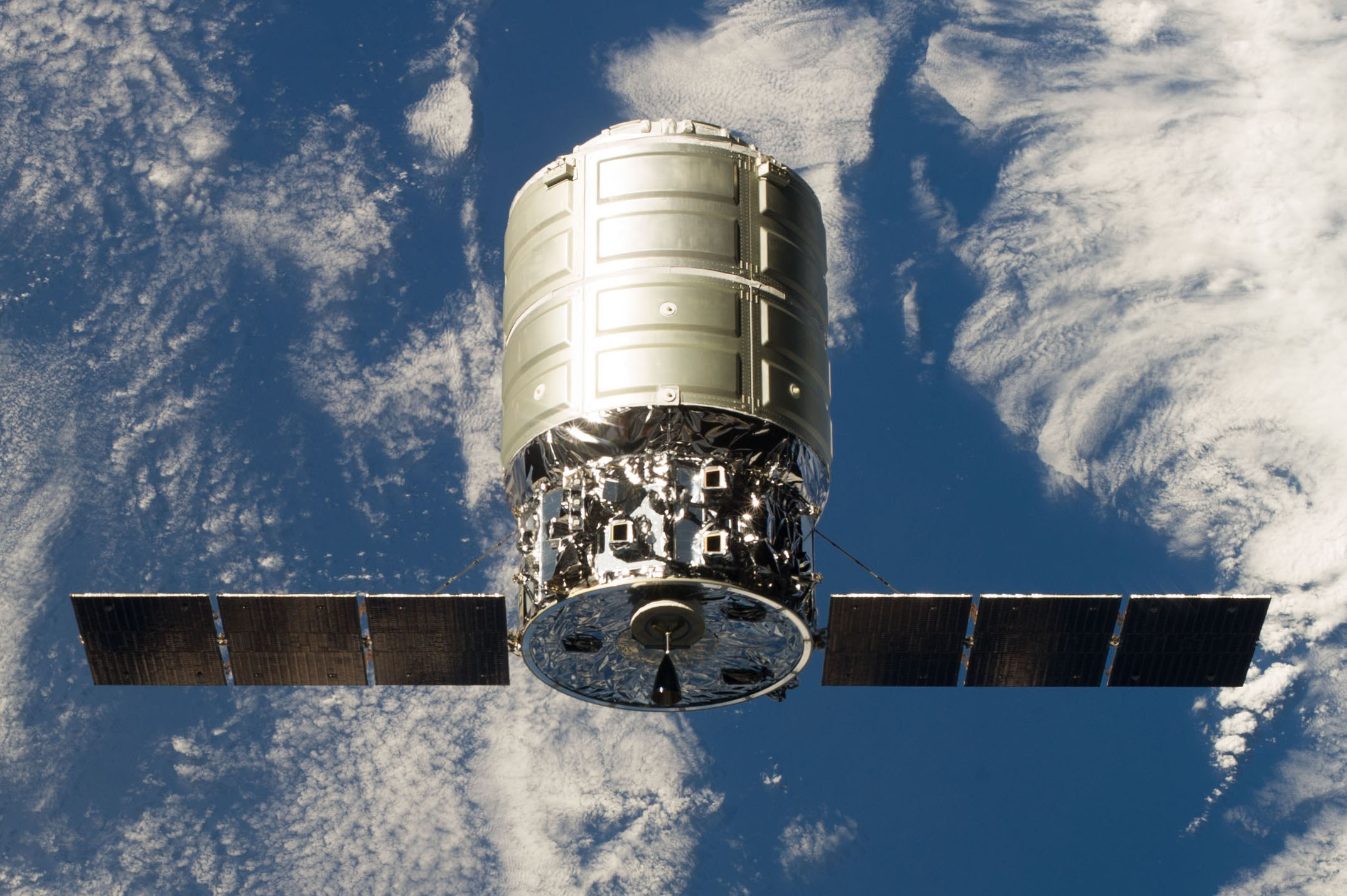
Cygnus (USA)

#### Vaisseaux américains Dragon v2 et CST-100-Starliner

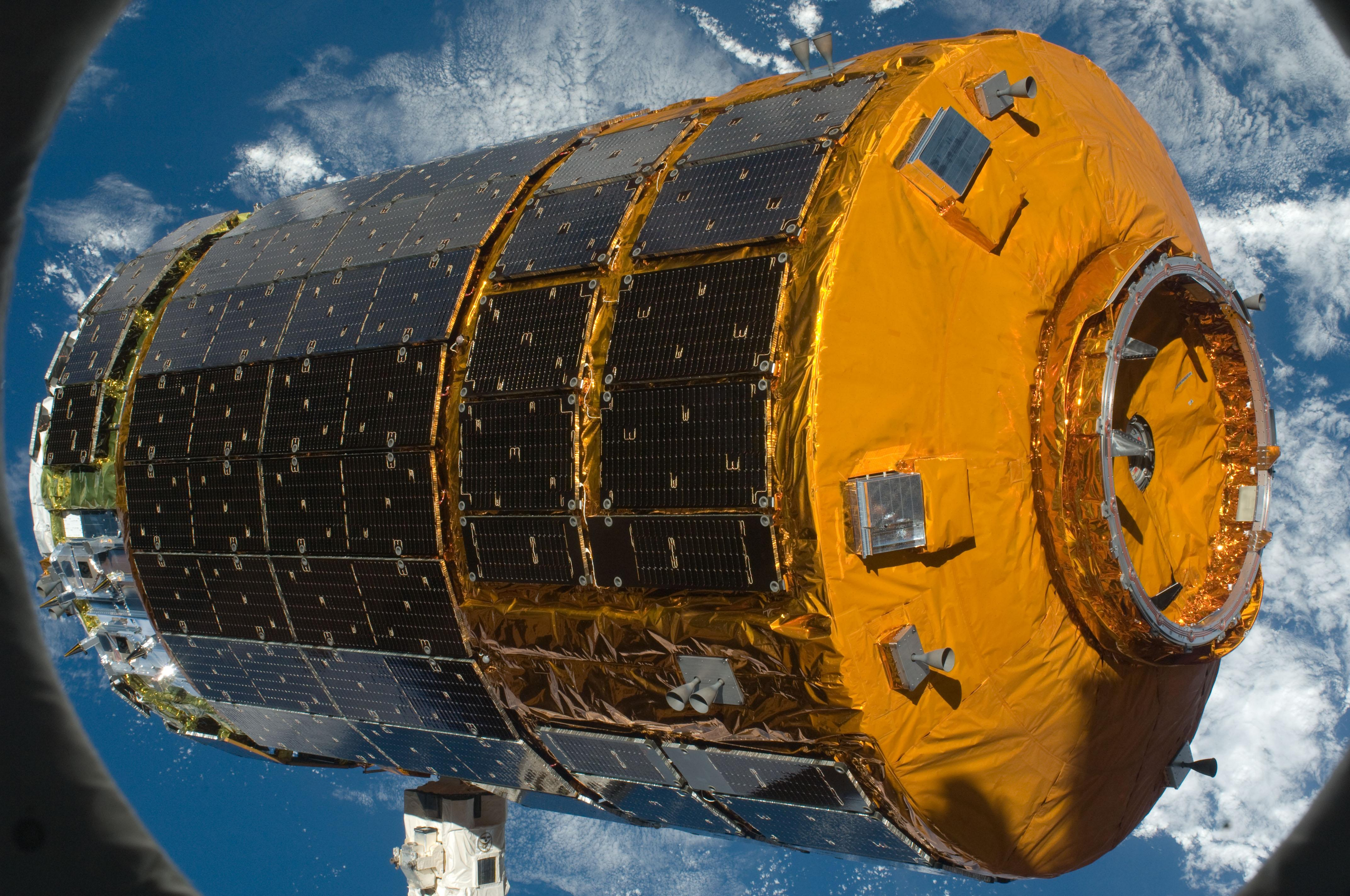
Le vaisseau cargo japonais HTV vient d'être « capturé » par le bras robotique Canadarm2 manipulé depuis l'intérieur de la station spatiale

Après le retrait de la navette spatiale américaine effective depuis l'été 2011, la NASA ne dispose plus de moyens de transport pour amener ses astronautes à la station spatiale internationale. Elle doit recourir aux Soyouz russes. Lorsque la décision de retirer la navette spatiale avait été prise en 2004, la NASA prévoyait que le vaisseau Orion, développé dans le cadre du programme Constellation, la remplace pour assurer le transport des astronautes. Le développement du vaisseau Orion était complexe car celui-ci devait être utilisé à la fois pour desservir l'orbite basse et pour emporter son équipage jusqu'à la Lune et éventuellement au-delà. Les retards accumulés par ce projet décidèrent la NASA a lancer le développement par l'industrie privée d'un engin chargé exclusivement du transport en orbite basse des astronautes. Le programme COTS, mis sur pied en 2006, visait à confier à des candidats choisis à la fois le transport de fret et celui des astronautes (option D). Les deux candidats sélectionnés pour le programme COTS se sont concentrés sur le développement du vaisseau cargo qui constitue le besoin prioritaire. La NASA a lancé le programme CCDev pour sélectionner de nouvelles entreprises susceptibles de travailler immédiatement sur le transport de passagers.
Dragon V2 de SpaceX a été retenu par la NASA en septembre 2014 avec le vaisseau CST-100 de Boeing pour transporter les équipages de la station spatiale. Un premier vol sans équipage est lancé le 2 mars 2019, tandis que le premier comportant un équipage décolle le 30 mai 2020, emportant Douglas Hurley et Robert Behnken à bord de la station

#### Opérations de ravitaillement
Depuis le début de sa construction en 1998 jusqu'à 2018 la station spatiale a été ravitaillée par 67 vaisseaux cargo Progress, 5 ATV européens et 6 HTV japonais, 14 Dragon et 8 Cygnus. La relève des équipages par 51 vaisseaux Soyouz et 33 vols de la navette spatiale américaine a par ailleurs placé en orbite des composants de la station ou amené du ravitaillement ou des pièces détachées. Deux lanceurs Proton ont lancé des modules russes. Enfin deux Soyouz sont immobilisés en permanence pour permettre à l'équipage d'évacuer la station en cas d'urgence.

### Opérations de maintien en orbite

#### Maintien de l'altitude

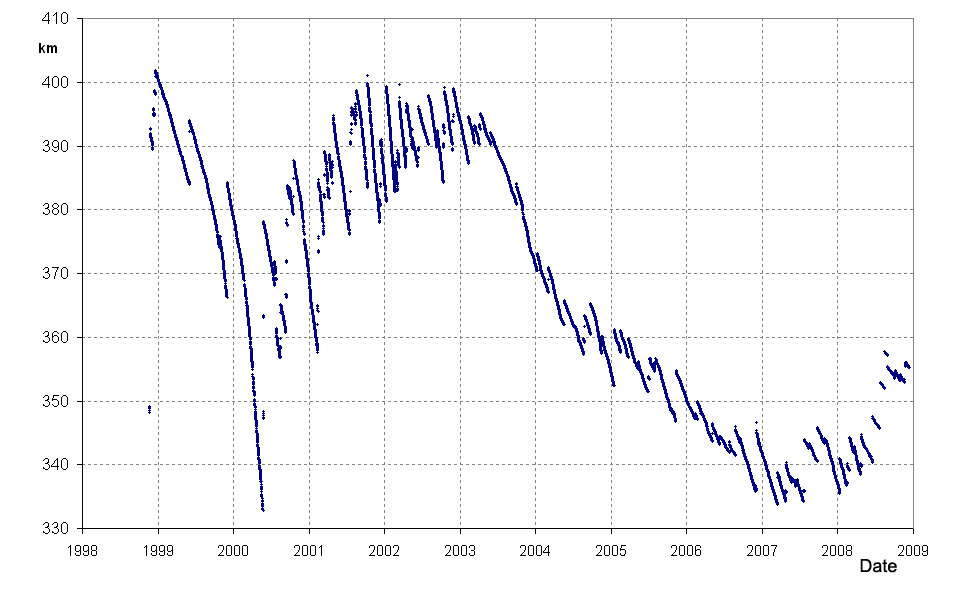
Les changements de l'altitude moyenne de la station entre 1998 et 2009.

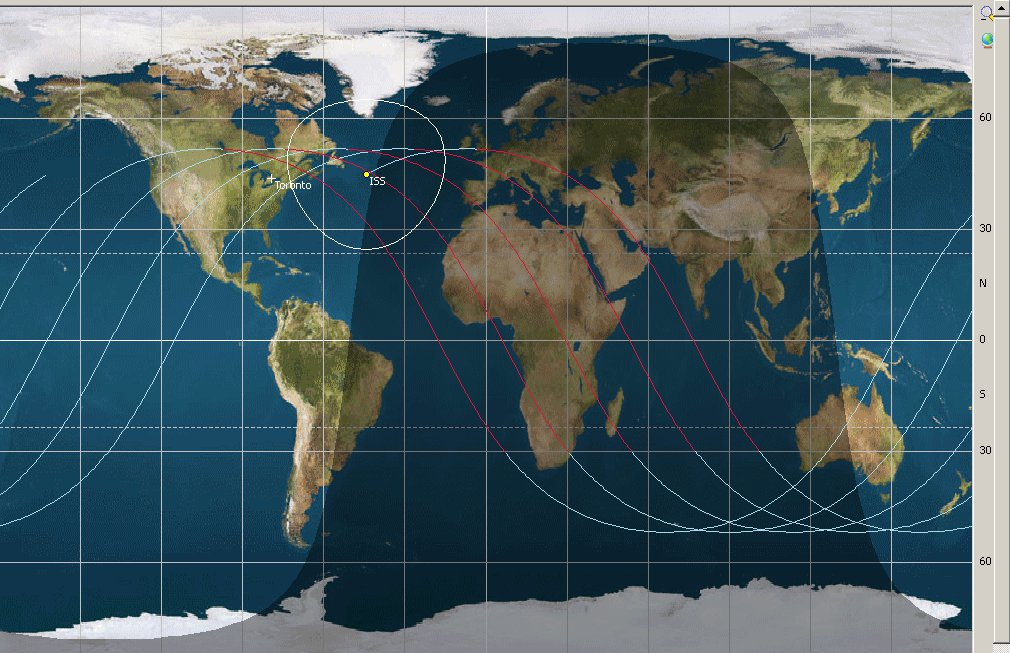
La station spatiale survole les latitudes comprises entre les 51,4° sud et 51,4° nord (ici la trace au sol le 14 avril 2013).

La station spatiale est placée sur une orbite basse légèrement elliptique avec une inclinaison de 51.6° qu'elle parcourt en environ une heure et demie. L'altitude, comprise théoriquement entre 370 et 460 km, au milieu de la thermosphère (en pratique entre 330 et 410 km de 1998 à 2009), est un compromis entre deux contraintes :
- à une altitude plus basse l'atmosphère plus dense freine de manière importante la station ; une quantité de carburant supplémentaire doit être dépensée pour élever l'orbite de la station afin d'éviter que celle-ci n'entre dans les couches plus denses de l'atmosphère, ce qui entraînerait sa destruction. À l'altitude retenue, l'altitude de la station diminue de 50 à 100 mètres par jour du fait de la traînée générée par l'atmosphère ténue qui subsiste au niveau de l'orbite. La vitesse d'abaissement de l'orbite dépend en partie de l'orientation des panneaux solaires qui par leur surface peuvent jouer un rôle majeur dans le freinage aérodynamique.
- une altitude plus importante implique que les vaisseaux chargés du ravitaillement et de la relève des équipages dépensent du carburant supplémentaire pour rejoindre la station puis, par la suite, effectuer leur rentrée dans l'atmosphère.

Le relèvement de l'altitude peut être réalisé à l'aide des moteurs du module russe Zvezda mais ce sont les différents vaisseaux qui accostent la station, qui effectuent l'essentiel de ce travail : le vaisseau Soyouz et la navette spatiale ont une capacité limitée dans ce domaine contrairement aux cargos Progress, HTV et surtout ATV qui disposent de réserves de carburant importantes pour cette tâche (4,7 tonnes de carburant pour l'ATV). Jusqu'à présent les corrections d'orbite ont été essentiellement effectuées par le cargo Progress. Ces manœuvres consomment environ 7 tonnes de carburant par an. Les trois cargos comportent des réservoirs et des canalisations qui permettent également de refaire le plein des réservoirs de carburant de la station. Il est prévu que soit installé sur la poutre de la station dans les années qui viennent un prototype de moteur Vasimr qui prendra en charge une partie du travail effectué par les cargos tout en consommant beaucoup moins de carburant.
En mars 2022, pendant l'invasion de l'Ukraine par la Russie, Dmitri Rogozine, le patron de l'agence spatiale russe Roscosmos, affirme que les sanctions prises par les occidentaux contre son pays, pourraient faire chuter la Station spatiale internationale.

#### Maintien de l'orientation
L'orientation de la station spatiale est choisie en fonction de différents critères liés à la production d'énergie, aux besoins de manœuvres des vaisseaux et aux risques de collision avec des débris. 

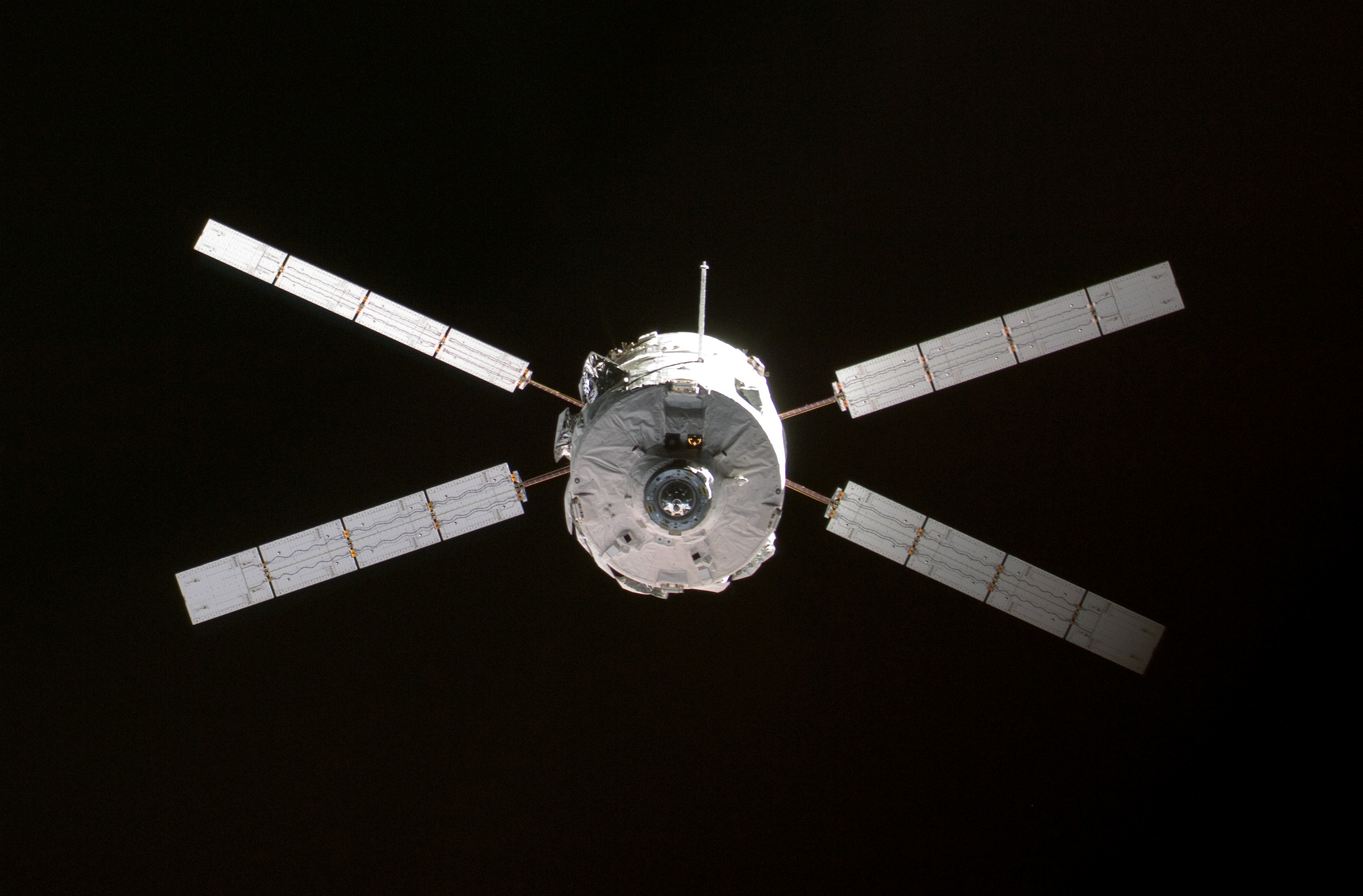
L'ATV dispose d'une importante capacité à relever l'altitude de la station

 Elle doit être régulièrement corrigée car elle est modifiée notamment par le freinage atmosphérique, les irrégularités du champ de gravité terrestre, les déplacements à l'intérieur de la station et la poussée des vaisseaux qui s'amarrent. Les corrections, lorsqu'elles sont faibles, sont généralement prises en charge par quatre actionneurs gyroscopiques à deux degrés de liberté qui fournissent ensemble 4 760 N m et qui sont installés dans le segment S0 de la poutre, non loin du centre de gravité de la station. Lorsque la force exercée par les gyroscopes n'est pas suffisante, par exemple lorsque ceux-ci sont saturés ou que l'orientation des panneaux solaires crée une traînée importante, les corrections sont réalisées à l'aide des moteurs du module de service Zarya.
Le plan de l'orbite de la station a une incidence sur le contrôle thermique de la station et la production d'énergie. Le plan de l'orbite est défini par l'angle que fait celui-ci avec la droite joignant le Soleil à la Terre, dit angle bêta (β). Si cet angle est de 90°, la station est constamment exposée au Soleil et ses panneaux solaires peuvent fonctionner en permanence. En diminuant l'angle bêta, la station séjourne, durant une fraction de plus en plus longue de son orbite, à l'ombre de la Terre. La contrepartie d'une période d'ensoleillement longue est un échauffement plus important des modules pressurisés. Jusqu'à ce que tous les panneaux solaires soient installés, un angle bêta important a été retenu, pour permettre la production de suffisamment d'électricité. Lorsque l'angle est supérieur à 60° la navette spatiale ne peut accoster, car son contrôle thermique n'a pas la capacité de faire face au flux thermique généré.
L'orientation de la station peut être également modifiée pour maximiser l'énergie électrique produite. La station est conçue pour avancer selon l'axe défini par l'alignement des principaux modules pressurisés (axe X), les laboratoires constituant l'« avant » et les modules russes l'arrière. La poutre (axe Y), perpendiculaire à cet axe, est maintenue parallèle au sol. Mais lorsque l'angle bêta est grand, cette orientation change et l'incidence des photons sur les panneaux solaires n'est pas optimale (les rayons solaires ne frappent pas à la verticale les panneaux). Aussi, jusqu'à récemment, l'axe x est généralement basculé de 90°, pointant perpendiculairement au plan d'orbite dans une configuration dite XPOP (X-axis Perpendicular to the Orbital Plane). Cette orientation peut être maintenue pratiquement sans correction des moteurs d'orientation. Dans la configuration YVV, l'axe Y se confond avec l'axe de progression, ce qui permet de produire encore plus d'énergie, mais requiert beaucoup de carburant pour maintenir l'orientation. Cette configuration n'est utilisée que quelques jours par an.

### Assemblage et maintenance de la station

#### Opérations d'assemblage

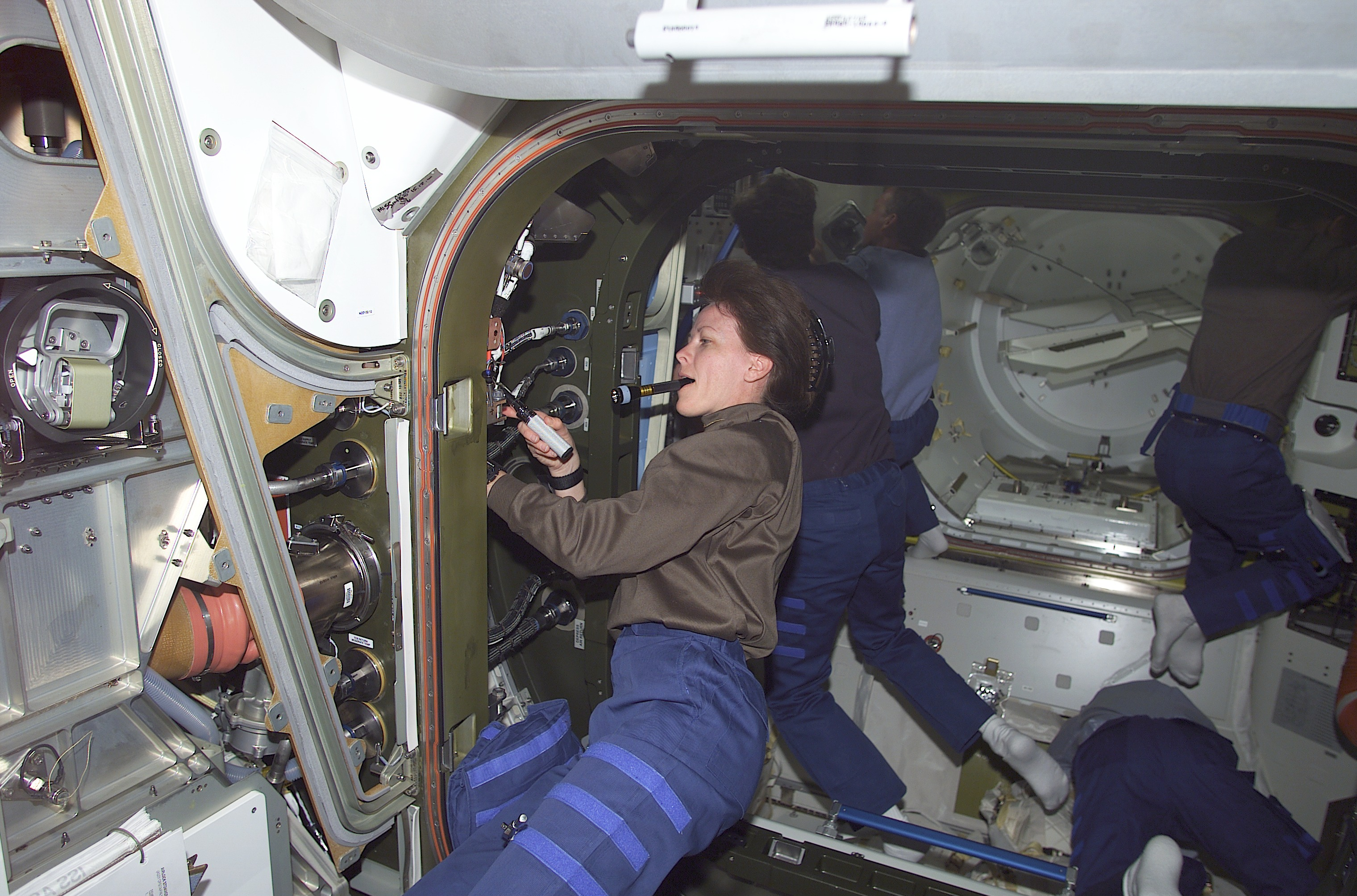
Après jonction entre les modules Unity et Quest, on raccorde les différentes liaisons et canalisations.

Les opérations d'assemblage de la station ont été en grande partie réalisées par les équipages de la navette spatiale qui ont placé en orbite les nouveaux composants. Le déplacement des modules et des gros composants situés à l'extérieur de la station a été réalisé à l'aide des bras Canadarm et Canadarm 2 mais l'assemblage fut parachevé au cours de chaque mission de la navette par 3 à 5 sorties extravéhiculaires durant lesquelles furent effectués les travaux les plus délicats : interventions sur les liaisons électrique et thermique extérieures, boulonnages des composants, retrait ou mise en place de revêtements de protection et de mains courantes, etc. Les astronautes de la navette préparèrent ces sorties au sol durant près d'un an en s'entraînant sur des maquettes à l'échelle 1 immergées dans une piscine ce qui permet de reproduire en partie l'absence de gravité. Les interventions à l'extérieur, qui peuvent durer plus de 7 heures, sont réduites au maximum : elles sont en effet dangereuses, physiquement épuisantes car la combinaison spatiale portée par l'astronaute est rigidifiée par la pression et imposent un long protocole de préparation physique. Les sorties sont effectuées, selon les intervenants et l'objectif, en utilisant le sas de la navette spatiale, celui du module Quest ou le sas russe. Pour des raisons de sécurité les sorties s'effectuent toujours à 2 personnes ce qui correspond à la capacité maximum des sas,.
Les modules de la partie non russe de la station sont placés en orbite avec le minimum d'équipements pour limiter leur poids. La mise en place des équipements internes est réalisée par la suite au fur et à mesure de leur arrivée. Ce travail est réalisé par l'équipage permanent.
En 2018, en incluant l'expédition 56, 211 sorties extravéhiculaire ont été effectués sur l'ISS.

#### Opérations de maintenance et d'entretien
Les opérations de maintenance occupent une partie importante du temps de l'équipage permanent de la station spatiale. La station contient des composants qui nécessitent d'être remplacés périodiquement - filtres, lampes - ou doivent être entretenus. Des défaillances se produisent régulièrement, un phénomène normal compte tenu du nombre de composants. Certains composants jouant un rôle critique se sont révélés particulièrement fragiles comme le système de support de vie (ECLSS) ou les gyroscopes victimes de deux défaillances bien avant leur fin de vie théorique dont l'une a mis à l'épreuve la résistance mécanique de la poutre de la station.

Sorties extravéhiculaires
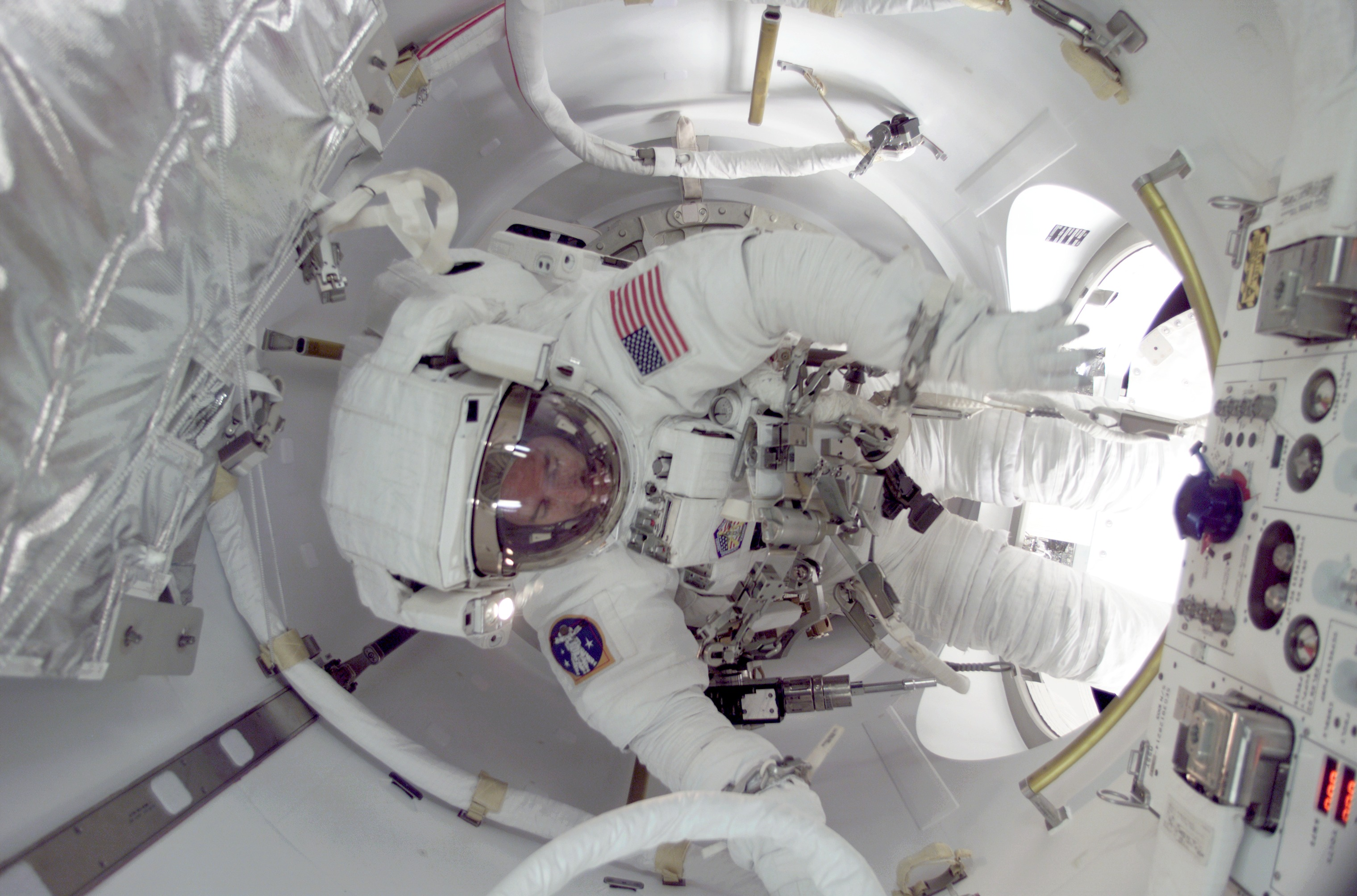
James F. Reilly s'extrait du sas Quest pour entamer une sortie extravéhiculaire.
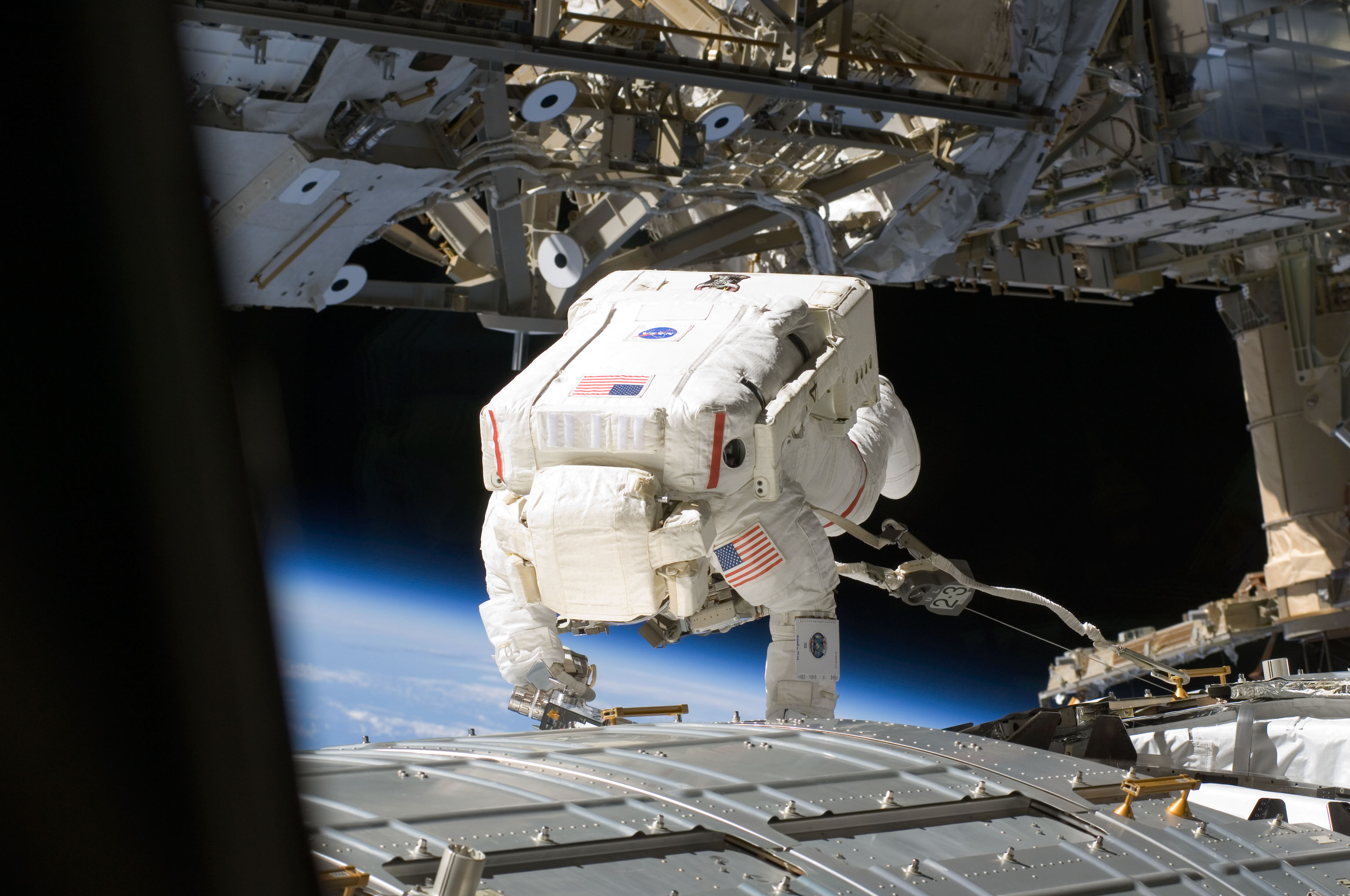
Sortie extra-véhiculaire pour travailler sur le module japonais Kibo
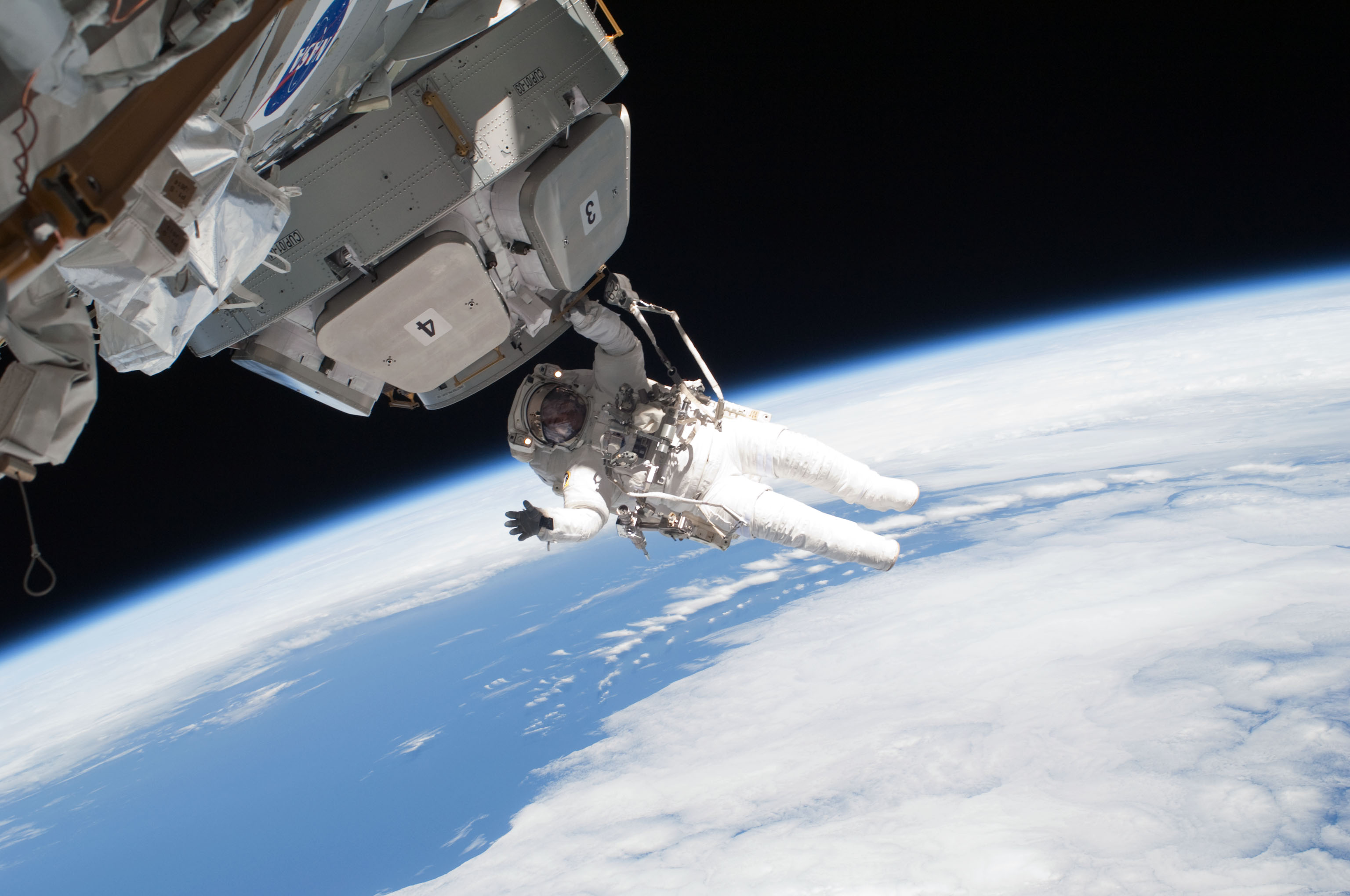
Nicholas Patrick enlevant les blocs d'isolants et de protection entourant les sept fenêtres de la coupole du module « Tranquility »
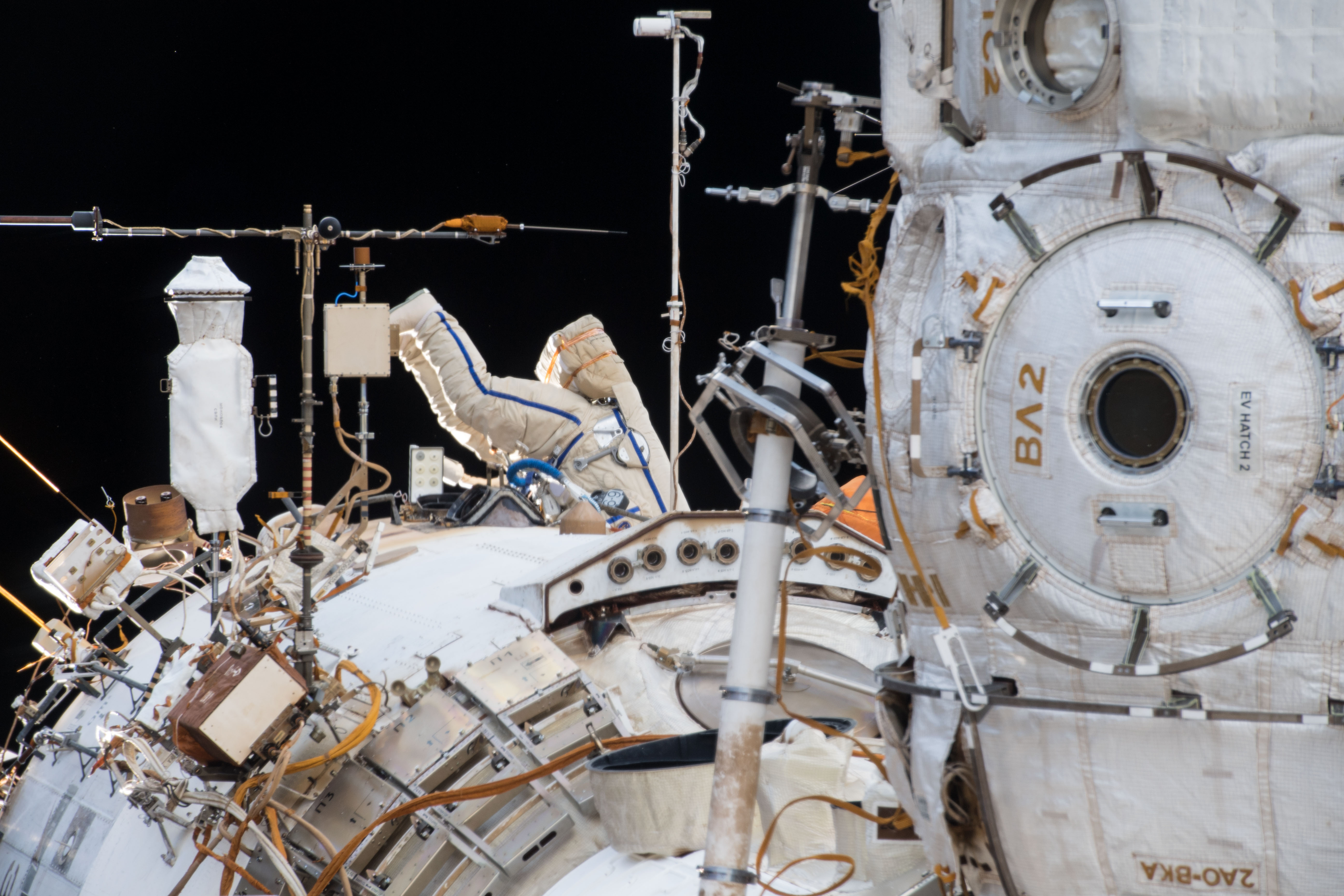
Lors de l'Expédition 54 en 2018, les cosmonautes Alexandre Missourkine et Anton Chkaplerov effectuèrent la plus longue EVA russe de l'histoire.

### Rôle du support au sol
La station spatiale internationale ne peut fonctionner sans un support au sol important : il faut entraîner les équipages, planifier les ravitaillements, concevoir, tester et préparer les composants à mettre en orbite, lancer les vaisseaux qui assurent le ravitaillement et la relève des équipages, surveiller les paramètres de fonctionnement de la station, assister l'équipage pour certaines opérations complexes, maintenir le réseau de communications par lesquels transitent données télémétriques et scientifiques, rediriger ces dernières vers les utilisateurs finaux et enfin coordonner tous les acteurs. Ces tâches concernent tous les partenaires et impliquent donc un grand nombre d'organisations spatiales à des degrés divers.
Le centre spatial Johnson de la NASA est responsable du programme tout entier et est le centre de contrôle pour les activités dans la partie non russe de la station spatiale. La conception et le développement des composants de la station et l'entraînement de l'équipage sont également de son ressort. Le centre de vol spatial Marshall de la NASA est le centre de contrôle au sol primaire pour les expériences scientifiques et conçoit la majorité des composants développés aux États-Unis dont le système de support de vie américain ECLSS.
Pour le segment russe ces missions sont prises en charge par le centre de contrôle de l'agence spatiale Roscosmos (TsUP) située à Koroliov (contrôle de mission), la Cité des étoiles (entraînement des cosmonautes) et le constructeur GKNPZ Krounitchev (conception de la station).
Les vaisseaux chargés du transport jusqu'à la station sont lancés et suivis par les différents centres nationaux : la navette spatiale américaine et sa charge utile sont préparées et lancées depuis le centre spatial Kennedy. Les vaisseaux russes Progress et Soyouz, ainsi que les modules russes sont tirés depuis la Baïkonour. Le vaisseau cargo japonais est lancé depuis la base de lancement de Tanegashima tandis que les expériences scientifiques japonaises sont suivies par le centre spatial de Tsubuka. Le vaisseau cargo européen ATV est lancé depuis le Kourou et son contrôle est effectué depuis le centre du CNES de Toulouse. Les activités scientifiques du module européen Columbus sont coordonnées par l'agence spatiale allemande (DLR).

### Risques et gestion des risques

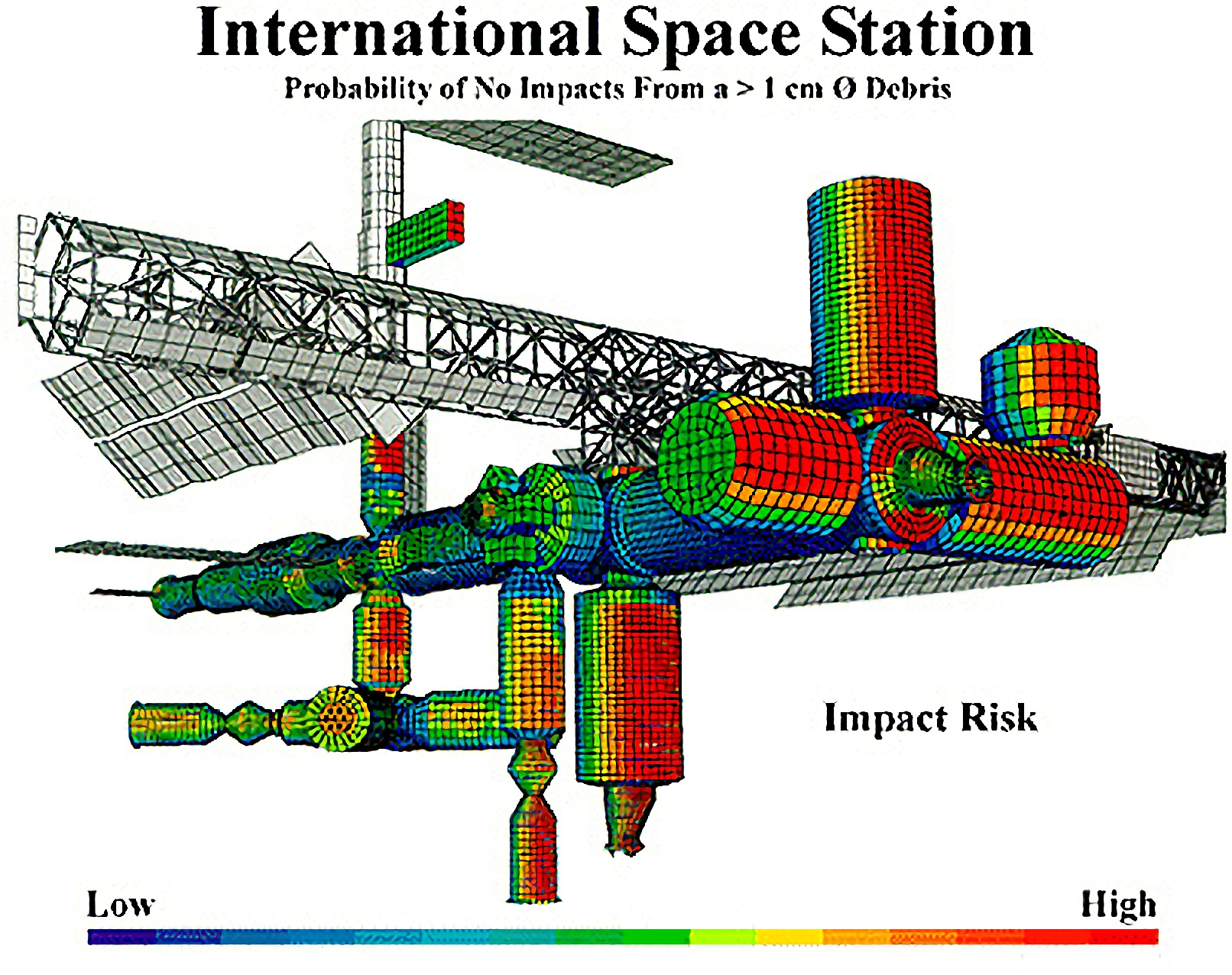
Parties les plus exposées à un risque de collision avec un débris spatial (en rouge)

La survie de la station et de son équipage dépend du bon fonctionnement d'un grand nombre de systèmes complexes et du maintien de l'intégrité de la structure pressurisée. L'équipage est loin de tout secours et est plongé dans un environnement hostile : vide spatial, débris spatiaux, températures extrêmes. La prévention des risques est donc un objectif majeur. Celui-ci est intégré dans la conception de la station, les procédures appliquées au quotidien et l'entraînement de l'équipage. Les principaux risques sont :
- la perforation de la partie pressurisée de la station par un débris spatial ou une micrométéorite. Cet événement constitue le risque le plus élevé ;
- la collision avec un vaisseau ravitailleur entraînant une dépressurisation (incident survenu dans la station Mir) ;
- une panne complète d'un système critique (support vie, énergie, régulation thermique, informatique, etc.) ;
- un incendie, événement qui s'est produit dans la station Mir ;
- une décompression durant une sortie extravéhiculaire (perforation de la combinaison spatiale par une micrométéorite, etc.).

#### Menace des débris spatiaux et des micrométéorites
La station spatiale est placée sur une orbite où circule également, à des vitesses relatives qui peuvent dépasser 20 km par seconde, une grande variété de débris spatiaux : étages de fusée, satellites hors service, débris d'engins explosés, restes de moteurs à propulsion solide, écailles de peinture, liquide réfrigérant du générateur nucléaire des satellites RORSAT, petites aiguilles et autres objets. Ces débris, ainsi que les micrométéorites constituent une menace pour la station car ils peuvent percer la coque des modules pressurisés ou endommager les autres parties vitales de la station,. Les experts américains évaluent la probabilité de pénétration de la partie pressurisée par un débris à 29 % sur une période de 15 ans ; la probabilité d'abandon de la station est de 8 % et celui de la perte de la station, avec éventuellement perte de l'équipage, de 5 %. Ces chiffres partent de l'hypothèse que les protections anti-débris des vaisseaux Progress et Soyouz sont améliorées : si ce n'est pas le cas la probabilité de perforation passe à 46 %. Ces chiffres sont jugés pessimistes par les Russes qui se reposent sur l'expérience accumulée avec la station Mir.

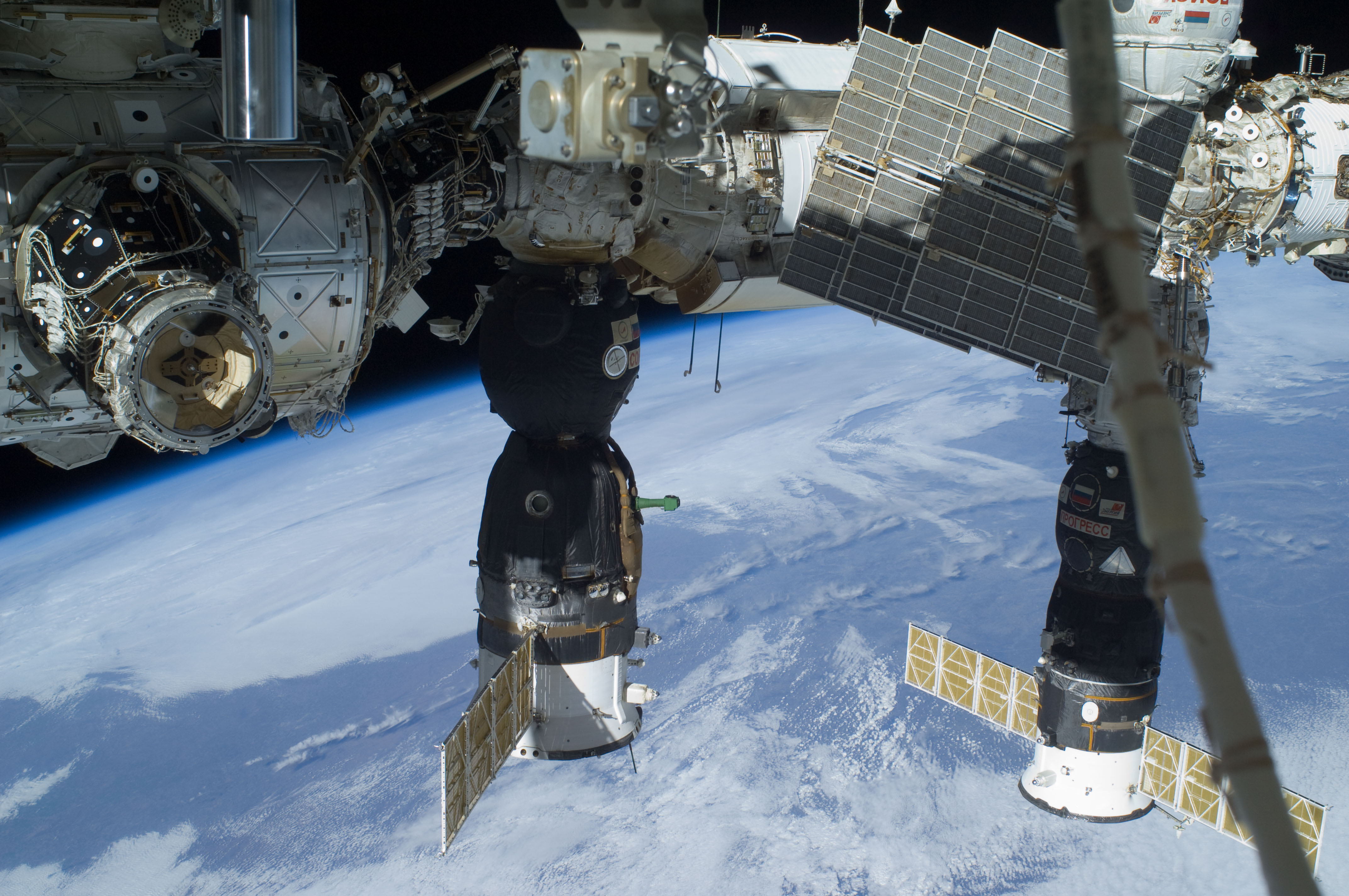
Deux vaisseaux Soyouz sont en permanence amarrés à la station pour pouvoir évacuer l'équipage.

La trajectoire des débris de plus de 10 cm est surveillée depuis le sol et l'équipage est averti lorsque l'un d'entre eux est susceptible de passer à proximité de la station. Cela permet à l'équipage de modifier l'orbite de la station (Debris Avoidance Manœuvre DAM) en utilisant les propulseurs des modules russes pour s'écarter de la trajectoire du débris. Si celui-ci est identifié trop tard pour permettre la réalisation d'une manœuvre, l'équipage a pour consigne de fermer toutes les écoutilles à l'intérieur de la station et de s'installer dans les vaisseaux Soyouz qui permettent, si nécessaire, de rejoindre le sol. Cette évacuation partielle a déjà eu lieu à deux reprises le 13 mars 2009 et le 28 juin 2011. Les débris d'une taille inférieure à 10 cm, trop nombreux et trop petits, ne peuvent être surveillés depuis le sol. L'équipage s'entraîne donc régulièrement à faire face à une dépressurisation : la station est équipée de détecteurs de perte de pression qui permettent de calculer à quel moment l'atmosphère deviendra irrespirable. L'équipage peut ralentir les pertes en coupant le système de ventilation et tenter de détecter et obturer la fuite. Si la brèche dans la coque a une superficie de quelques cm², l'équipage dispose théoriquement d'un délai de plusieurs heures avant que la situation devienne intenable. Si la réparation se révèle impossible, l'équipage doit se replier vers les modules intacts en fermant les écoutilles internes ou évacuer la station à bord des vaisseaux Soyouz. Depuis le passage à 6 occupants permanents en mai 2009, deux vaisseaux Soyouz triplaces sont amarrés en permanence aux modules russes en prévision d'un événement de ce type.

Les débris constituent également une menace durant les sorties extravéhiculaires des astronautes, car ils peuvent perforer les combinaisons spatiales et entraîner une dépressurisation mortelle (l'astronaute dispose d'environ 15 secondes pour réagir avant de perdre conscience),.

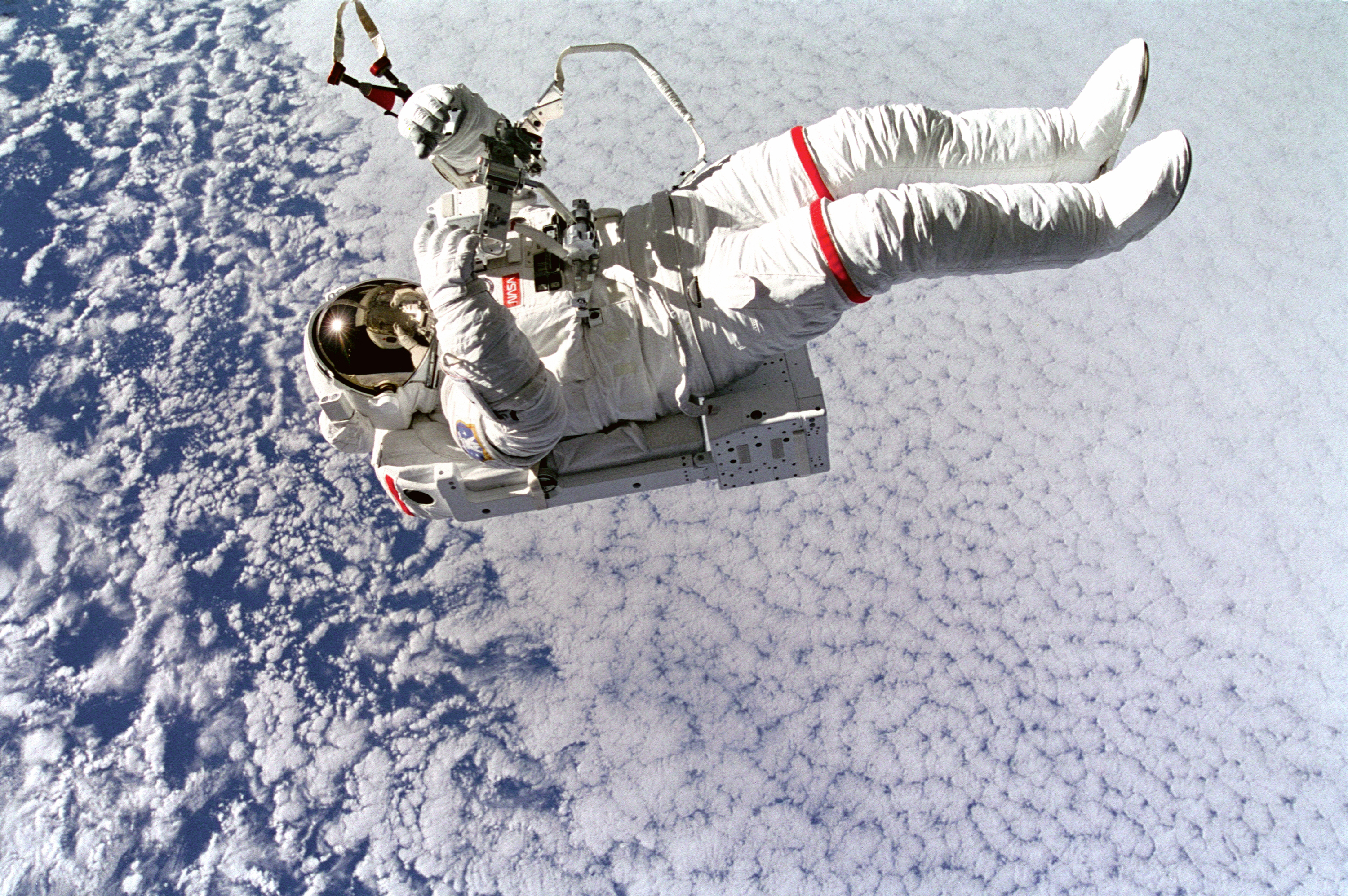
Mark Lee teste le système SAFER au cours de la mission STS-64

 La probabilité d'une perforation de la tenue spatiale est toutefois, selon les experts américains, très faible compte tenu de la distribution des débris et des protections incorporées dans les combinaisons spatiales : 6 % après 2 700 heures d'activités extravéhiculaires d'une équipe de deux personnes. L'astronaute peut également perforer sa combinaison en y faisant un accroc (survenu une fois mais sans conséquence) ou partir à la dérive. Pour combattre ce dernier risque, les procédures concernant l'accrochage sont très strictes et en ultime recours l'astronaute emporte un dispositif propulsif, le SAFER, fournissant un delta-v cumulé de 3 m/s.

#### Autres risques
De nombreux capteurs permettent aux contrôleurs au sol, qui assurent une surveillance permanente ainsi qu'aux systèmes de contrôle automatique de la station de détecter des changements pouvant affecter de manière grave le fonctionnement de la station : modification de la composition de l'atmosphère (augmentation du taux de CO2, présence de gaz toxiques), début d'incendie... L'équipage est averti et des contre-mesures sont mises en œuvre éventuellement automatiquement. Les fonctions critiques de la station doivent être normalement assurées même en cas de double défaillance, contrainte prise en compte par la présence de redondances : il y a ainsi deux systèmes permettant de renouveler l'oxygène auxquels s'ajoute un système de secours basé sur des bouteilles d'oxygène et des cartouches chimiques. Les systèmes les plus vulnérables sont le circuit de régulation thermique et l'alimentation électrique du fait de la présence de composants critiques uniques. La station peut néanmoins continuer à fonctionner en cas de panne de ces systèmes mais en mode dégradé. Pour pouvoir remettre en marche les systèmes défaillants l'équipage dispose à l'intérieur et à l'extérieur de la station d'un certain nombre de pièces de rechange pré-positionnées (en particulier pour les composants critiques), de kits de réparation et de boites à outils. Les vols de la navette spatiale en 2010 furent en partie utilisés pour constituer un stock de pièces de rechange important car leur transport deviendra plus difficile après le retrait définitif de la navette.

## Modalités de la coopération internationale
Le programme de la station internationale est un programme développé en coopération par plusieurs pays. Sa construction et sa gestion sont régies par des accords de coopération internationaux établis à trois niveaux :

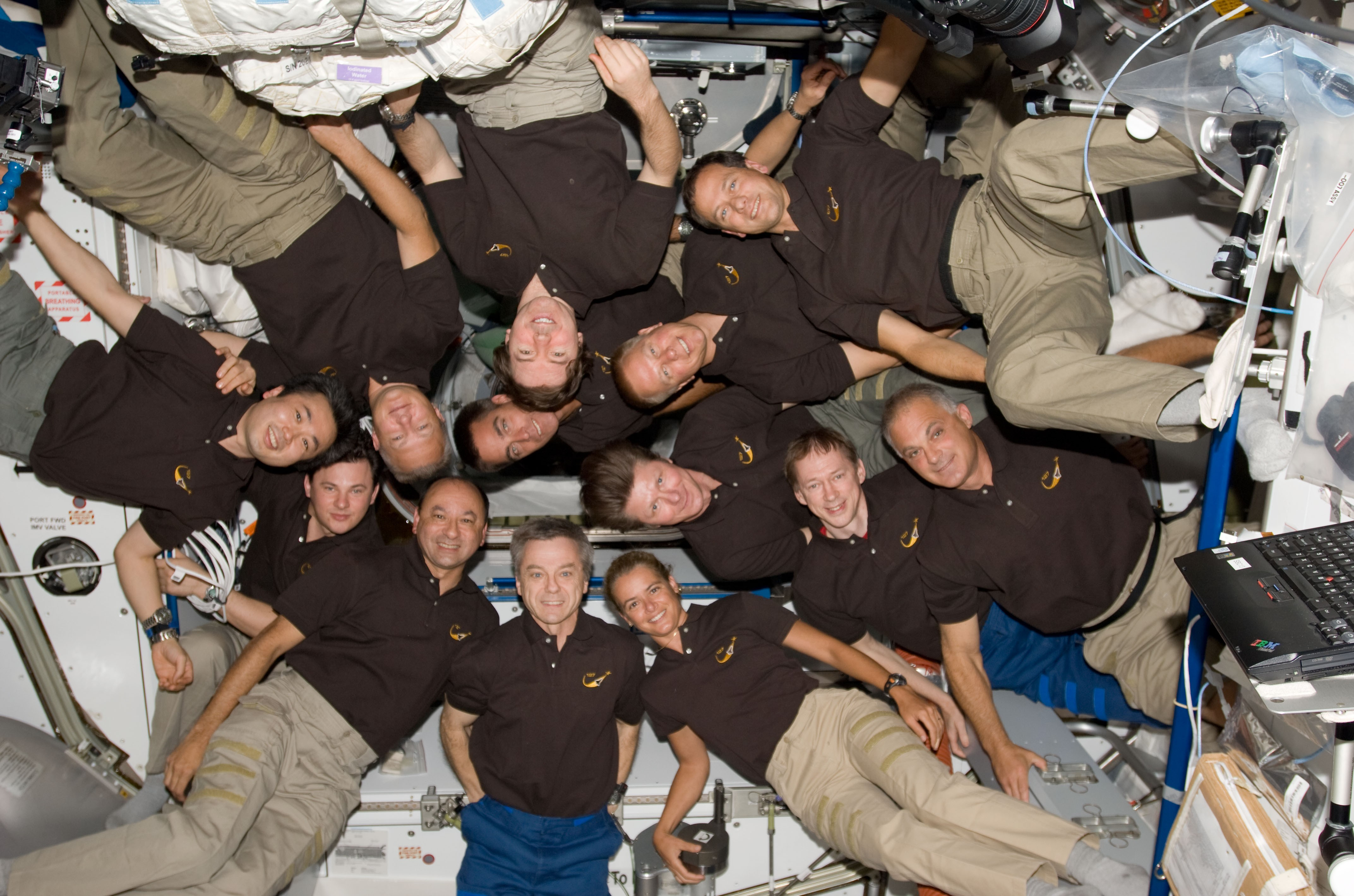
L'équipage de l'expédition 21 et celui de la mission STS-127 reflètent le caractère international de la station : on y compte deux Canadiens, deux Russes, un Japonais et un Belge.

- l'Accord intergouvernemental de la station spatiale internationale (IGA en anglais International Space Station Intergovernmental Agreement) signé le 29 janvier 1998 par les 15 pays impliqués dans le projet : les États-Unis, le Canada, le Japon, la Russie, et les 11 membres de l'Agence spatiale européenne (Belgique, Danemark, France, Allemagne, Italie, Pays-Bas, Norvège, Espagne, Suède, Suisse et Royaume-Uni). Il fixe le cadre juridique dans lequel la station est construite et utilisée.
- quatre Memoranda of Understandings (MoU) signés entre la NASA et les agences européenne ESA, russe Roscosmos, canadienne CSA et japonaise JAXA. Ils décrivent de manière détaillée les rôles et responsabilités des agences dans la construction et l'utilisation de la station. C'est dans le cadre de cet accord qu'est définie l'organisation permettant l'utilisation de la station.
- différents accords bilatéraux entre les agences spatiales ont été rédigés pour implémenter les MoU. Ces accords se traduisent par des règles et des tâches à réaliser.

Les droits d'utilisation de la station spatiale par chaque pays ou entité sont déterminés par l'investissement effectué. Toutefois la partie russe de la station est uniquement utilisée par la Russie qui, par ailleurs, fournit 2 à 3 des membres de l'équipage permanent de 6 personnes. Au sein de la partie non russe de la station, chaque partenaire détient le droit d'utilisation de la charge utile (laboratoire, expériences) qu'il a fournie. Les pays qui ont fourni des éléments de support comme le Canada (bras Canadarm2) reçoivent en échange des droits d'utilisation de certains éléments. Chaque utilisateur peut céder une partie de ses droits à un autre participant ou à une agence non impliquée dans la construction de la station. L'objectif de ces règles est que les biens et les services puissent être échangés grâce à des opérations de troc sans mouvements de fonds. C'est ainsi que l'Agence spatiale européenne a construit les modules Harmony et Tranquility en échange de la mise en orbite du module Columbus par la navette spatiale américaine. Les taux d'échange sont fixés par les parties au cas par cas dans le respect du cadre fixé par les accords généraux,.
L'agence spatiale européenne détient 8,3 % des droits d'utilisation de la station (partie non russe), ce qui lui permet d'envoyer un astronaute environ 3 à 4 mois par an avec un équipage permanent de 6 personnes. Dans le cadre d'un accord de troc avec la NASA, elle a cédé 51 % des droits d'utilisation de son laboratoire Columbus en échange des services de transport de la navette spatiale. La NASA dispose de 76,6 % des droits d'utilisation, l'agence japonaise de 12,8 % et l'agence canadienne de 2,3 %,,.

## Bilan intermédiaire (2009): apports et critiques de la station spatiale internationale

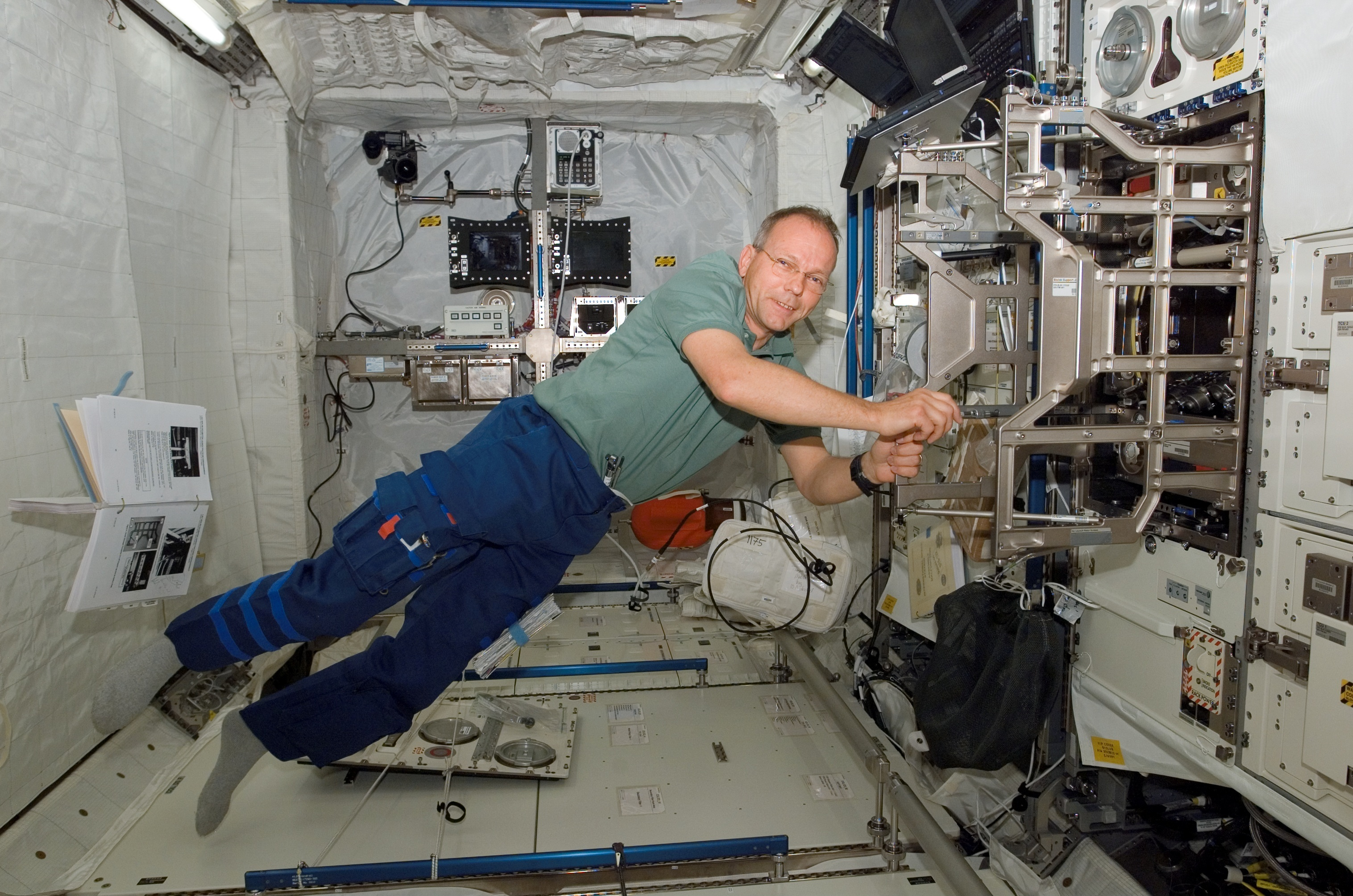
Les laboratoires Columbus (ici en cours d'installation) et Kibo ont été mis en orbite tardivement (2008)

Un article, paru dans le magazine scientifique Scientific American en 1996, passait en revue les domaines de la recherche (sciences des matériaux, biologie, astronomie...) pour lesquels les conditions régnant dans la station spatiale pouvaient susciter un intérêt spontané de la part de chercheurs du secteur privé : il concluait négativement pour différentes raisons : coût, impesanteur perturbée par le fonctionnement et la masse de la station, conditions reproductibles dans des laboratoires existants sur terre. Seules des recherches subventionnées ou portant sur l'adaptation de l'homme dans l'espace, n'intéressant que les agences spatiales dans la perspective de missions lunaires ou martiennes, pouvaient y trouver un débouché spontané. Certains dirigeants de la NASA reconnaissaient à l'époque que l'objectif principal de la station spatiale n'était pas la recherche scientifique mais la mise au point des techniques nécessaires aux missions habitées vers Mars et la Lune.
Du fait des retards accumulés, durant de nombreuses années, la station spatiale n'a pas rempli le rôle prévu. Ainsi fin 2009, le potentiel de recherche de la station spatiale restait sous-exploité. Les problèmes rencontrés par la navette ayant freiné l'assemblage de la station. Les laboratoires japonais et européen ont été ainsi mis en place en 2008, soit 10 ans après le lancement du premier module et certains racks contenant les expériences scientifiques étaient encore en attente d'un transport en 2011 car la mise en orbite des composants de la station et la livraison des consommables et des pièces de rechange avaient la priorité par rapport au transport du fret scientifique.
L'équipage permanent, limité à 3 astronautes jusqu'à 2009, était accaparé par les tâches de maintenance et d'assemblage de la station, et disposait d'un nombre d'heures limité à consacrer à la science. Cette situation devrait nettement s'améliorer avec l'équipage porté à 6 personnes, mais la NASA annonce que les astronautes américains ne pourront consacrer que 36 heures par semaine en tout à la mise en œuvre des expériences scientifiques, soit moins de 30 % de leur temps de travail. Par ailleurs les problèmes de maintenance continuent à accaparer les astronautes : le système de support de vie qui permet le recyclage partiel des consommables et doit permettre de limiter le volume de fret qui doit être monté à la station, était régulièrement victime de défaillances fin 2009.

## Exploitation future

### Des problèmes de logistique

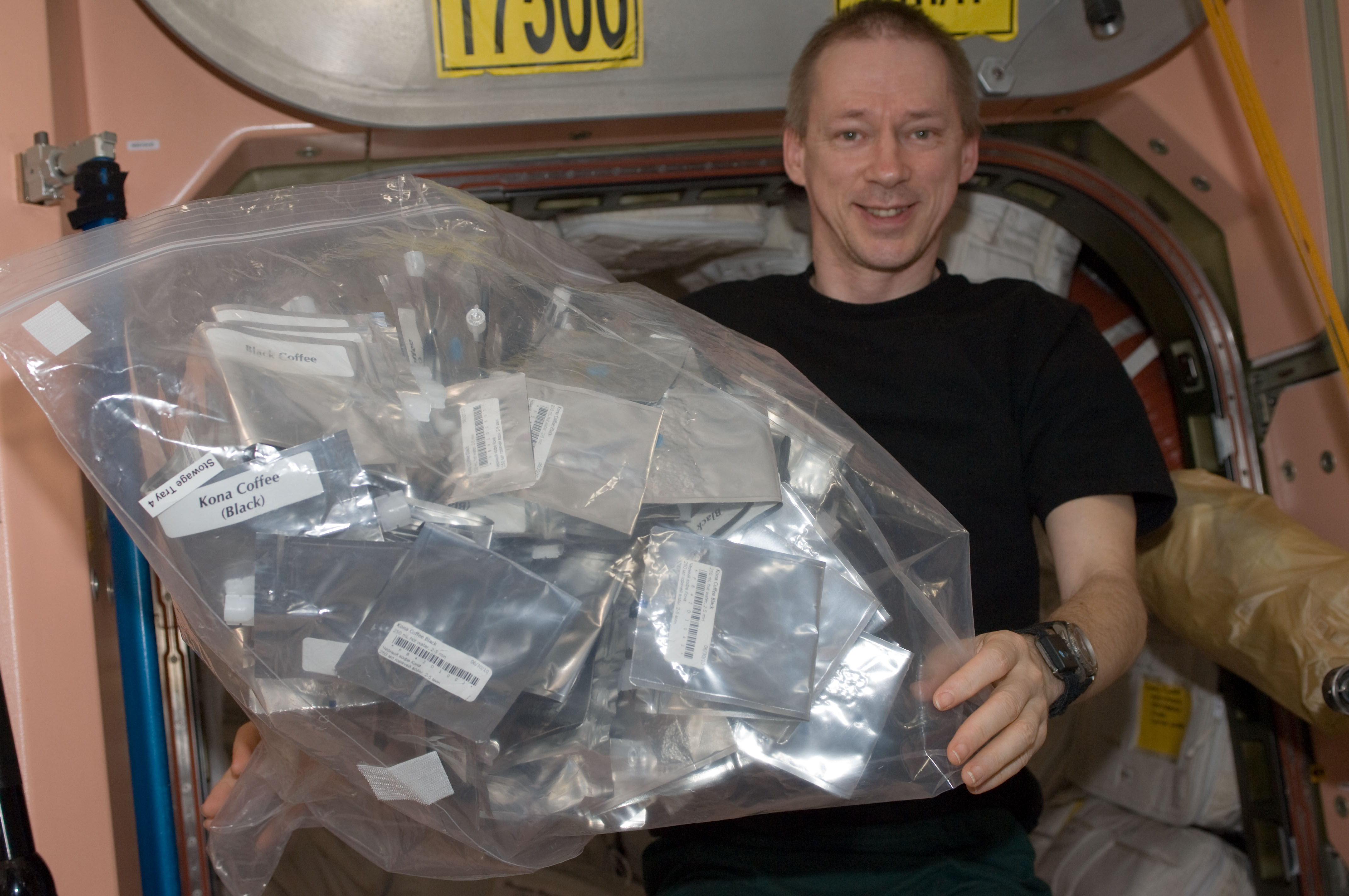
Frank De Winne tenant un sac de ravitaillement.

La station spatiale a été conçue pour fonctionner avec l'assistance logistique de la navette spatiale : celle-ci a transporté jusqu'en 2011 la majeure partie du fret. Il s'agissait par ailleurs du seul moyen de transport capable de réaliser le retour de fret sur Terre. Elle seule permet de placer en orbite les pièces détachées les plus encombrantes. Le retrait de la navette, annoncé en 2004 et effectif milieu 2011, fut donc une menace pour le fonctionnement de la station. La NASA avait calculé qu'il manquerait 40 tonnes de ravitaillement à la station pour qu'elle puisse fonctionner normalement sur la période 2010-2015. Pour remplacer la navette, la NASA a donc lancé le programme COTS qui confie aux sociétés privées SpaceX et Orbital Sciences Corporation, sélectionnées par un appel d'offres respectivement en 2006 et 2008, le transport des 40 tonnes manquantes. Ces deux sociétés ont développé à la fois un lanceur et un vaisseau cargo. Le calendrier initial très serré, pour répondre aux besoins logistiques de la station spatiale, prévoyait des vols commerciaux en 2011 après trois vols de démonstration. Il a subi des glissements de près de deux ans : un premier vol de démonstration est réalisé fin 2010 par SpaceX. À partir de 2012, ce sont les sociétés privées SpaceX et Orbital Sciences (devenue Orbital-ATK puis Northrop Grumman) qui sont chargées par les États-Unis de ravitailler la station spatiale à l'aide de leurs vaisseaux Dragon et Cygnus.
À partir de la fin des navettes spatiales, la relève de l'équipage dépend entièrement des Soyouz russes ce qui constitue une contrainte mal vécue par les responsables américains. La NASA a souhaité confier le lancement et le retour sur Terre de ses équipages à des partenaires privés d'une manière analogue à ce qui est fait pour le fret : l'appel d'offres du programme Commercial Crew Development (CCDev) a été remporté par les sociétés SpaceX avec le Dragon v2 et Boeing avec leur capsule CST-100-Starliner. L'objectif était de fournir un vaisseau opérationnel en 2014. Néanmoins, à la suite de nombreux contretemps, c'est seulement en mai 2020 qu'a lieu le premier vol habité du Crew Dragon de SpaceX. Le premier vol habité du CST-100-Starliner décolle le 5 juin 2024, mais la NASA préfèrera que son équipage revienne non pas au bout d'une semaine mais le 28 septembre et à bord du vol SpaceX Crew-9 (le vaisseau Starliner ayant été reprogrammé pour un retour en mode automatique exécuté le 7 septembre).

### Utilisation partielle du potentiel de recherche
La NASA ne prévoit d'utiliser pour son propre compte qu'une partie des installations de recherche qui sont allouées aux États-Unis soit 9 racks ISPR sur 19, 25 tiroirs sur les 59 présents dans les 8 racks ExPRESS et un peu plus de la moitié des 21 emplacements situés à l'extérieur des modules pressurisés. L'Agence spatiale européenne prévoit par contre d'utiliser 100 % des emplacements dont elle dispose et est demandeuse d'espaces supplémentaires.[réf. nécessaire]. Les emplacements alloués à la NASA sont mis à la disposition des autres laboratoires privés et publics américains mais le coût de transport des expériences constitue un frein décisif : les chiffres de 44 000 $ le kg et de 250 000 $ pour une expérience tenant dans une boite à chaussure avancés à titre indicatif par la NASA et un laboratoire utilisateur pourraient encore augmenter après le retrait de la navette spatiale. Les subventions qui permettraient de compenser ce coût sont réduites : pour la NASA elles sont passées de 700 M$ en 2002 à 150 M$ en 2010 reflétant les changements d'objectifs intervenus durant cette période.
La taille de l'équipage constitue un autre facteur limitatif pour l'utilisation du potentiel de recherche de la station spatiale. L'équipage permanent est passé à 6 personnes en novembre 2009, et, en application de l'accord passé avec l'agence spatiale russe, seules trois personnes sont allouées aux travaux dans la partie non russe soit environ 150 heures travaillées par semaine. Sur ce temps la NASA indique que 35 heures peuvent être consacrées chaque semaine aux expériences scientifiques. La NASA demande que les expériences embarquées sollicitent le moins possible l'équipage, interdisant tout travail de recherche nécessitant plus de 75 heures d'intervention cumulées sur 6 mois.

### Incident
Le 30 août 2018, une fuite a été détectée sur le module orbital du vaisseau Soyouz MS-09 amarré au segment russe de la station. C'est une légère perte de pression dans l'habitacle qui a donné l'alerte. L'hypothèse de la micrométéorite a été exclue et la thèse d'une faute humaine est privilégiée,,.

## Fin de vie
Compte tenu du coût du maintien en opérations de la station spatiale (près de 3 milliards US$ soit plus de 15 % du budget annuel de la NASA), de l'obsolescence des composants conçus pour une durée de vie de 30 ans et des retours scientifiques qui ne sont pas à la hauteur des sommes versées, l'abandon de la station spatiale est régulièrement évoqué en particulier dans la perspective de lancement de missions habitées vers la Lune ou Mars. Mais ces projets ne parvenant pas à se concrétiser, la NASA a renoncé à plusieurs reprises à abandonner la station spatiale en mettant en avant notamment l'expérience acquise dans le domaine des séjours de longue durée dans l'espace. Finalement en 2023, après avoir étudié plusieurs scénarios, la NASA a choisi de désorbiter la station spatiale vers 2030/2031 à l'aide d'un remorqueur spatial, l'USDV, dont elle a confié le développement à la société SpaceX.

### Obsolescence inéluctable des modules

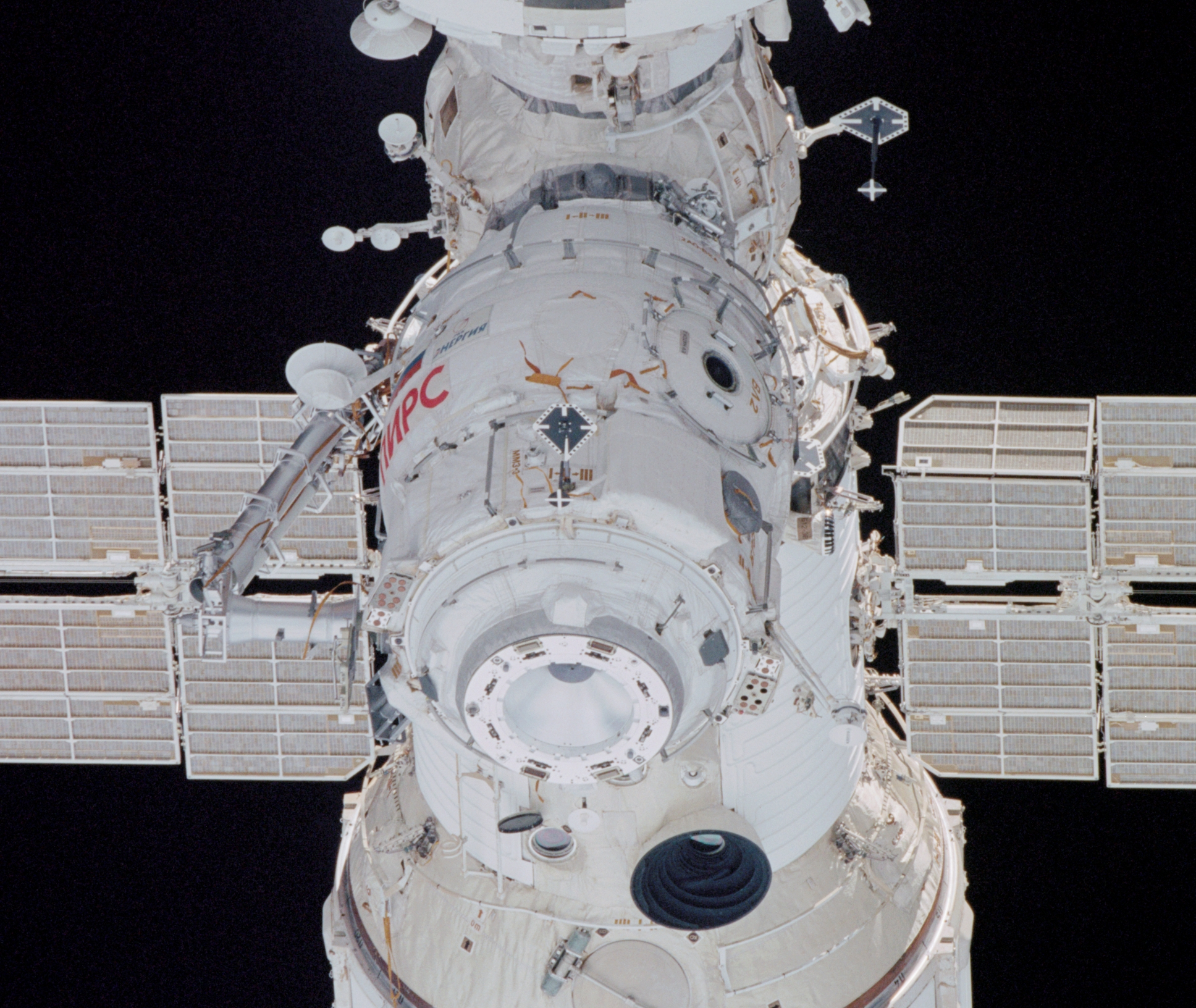
Le module Pirs frappé d'obsolescence est largué en juillet 2021. Son rôle est repris par le module Poisk

Les modules centraux de la Station spatiale internationale ainsi que la longue poutre qui forme son ossature en supportant les différents composants non pressurisés (panneaux solaires, régulation thermique, pièces de rechange, expériences scientifiques) ont une durée de vie limitée à 30 ans. En effet, ils subissent un vieillissement à la fois mécanique (chocs subis lors des opérations d'amarrage des vaisseaux venant ravitailler la station et relever son équipage) et thermique (cycle jour/nuit s'accompagnant de très fortes variations de température). Les deux premiers modules - Zarya et Unity - ont été lancés en 1998 et l'assemblage de la station spatiale s'est achevé en 2011. Les composants les plus anciens atteignent donc la fin de leur durée de fonctionnement prévisionnelle en 2028. Les inspections effectuées régulièrement montrent qu'en 2030 ces modules seront toujours opérationnels. Mais aucune opération de maintenance ne permet de combattre le vieillissement des structures.

### Coût de gestion des opérations
Un rapport réalisé par le service d'inspection interne de la NASA en 2014, évalue le coût pour la NASA de construction et de gestion opérationnelle de la station spatiale internationale à 43,7 milliards US$ auxquels il faut ajouter les 37 vols de la navette spatiale américaine dont le coût est évalué à 30,7 milliards US$ (le coût d'un lancement unitaire - 759 millions US$ - est issu de rapport de la cour des comptes des États-Unis (GAO), la NASA évaluant officiellement ce coût à 380 millions US$). En 2014, le coût annuel des opérations était évalué à 3 milliards US$ et devrait croitre régulièrement jusqu'à 4 milliards US$ en 2024.

### Une fin de vie régulièrement repoussée
L'arrêt de l'exploitation de la station spatiale internationale a été étudié à plusieurs reprises et ce avant même que son assemblage soit achevé.
- 2004 : Abandon de la station spatiale au profit du programme Constellation ?

En 2004, selon le planning défini en 2004 sous le président George W. Bush, la station devait être abandonnée début 2016 pour concentrer les ressources financières de la NASA sur le programme Constellation et le retour de l'homme sur la Lune. Toutefois, cette position est contestée au sein de la NASA.
- 2009 : Abandon du projet Constellation et prolongement de la station spatiale jusqu'en 2020

En 2009, dans son rapport final d'octobre 2009, la commission Augustine, créée par Barack Obama et chargée de revoir la stratégie de la NASA dans le domaine des vols habités, décide de l'abandon du programme Constellation sous-financé et le prolongement de la station spatiale jusqu'à 2020. Ses arguments sont les suivants : l'utilisation de la station ne fait que démarrer et limiter son utilisation à 5 ans semble un faible retour sur un investissement qui a été initié il y a 25 ans. La décision d'abandonner la station en 2016 risque, par ailleurs, de froisser les partenaires internationaux des États-Unis qui, compte tenu du glissement du calendrier, n'auront pas pu exploiter tout le potentiel de leurs laboratoires : un programme international sous la conduite des États-Unis pourrait être difficile à mettre en place dans le futur. Le prolongement de la durée de vie a toutefois un coût estimé à 13,7 milliards de dollars qui ne figurait pas dans le budget de la NASA fin 2009. Le président américain Obama entérine cette position en proposant le 1er février 2010 au Congrès d'allouer un budget pour financer la prolongation,.
- 2014 : Prolongement jusqu'en 2024

Un financement pour dix années supplémentaires est annoncé en janvier 2014, repoussant la fin théorique du programme à 2024. À la suite de cette décision, la NASA réalise une étude pour évaluer les risques associés à ce prolongement car les différents composants de la station spatiale ont été conçus et fabriqués pour une durée de 15 ans et ils arrivent donc en fin de vie théorique. Le rapport effectué par l'inspection de la NASA indique qu'il n'y a pas d'obstacles majeurs au prolongement. Il identifie néanmoins plusieurs risques. Les performances des panneaux solaires se dégradent plus vite que prévu et pourraient nécessiter un remplacement. Il pourrait par ailleurs y avoir dans le futur des défaillances de composants critiques de la station spatiale nécessitant des sorties extravéhiculaires non planifiées. Toutefois, de tels événements se sont déjà produits et les interventions ont pu être menées à bien. Le troisième risque identifié découle des capacités limitées des cargos spatiaux en service qui ne peuvent transporter les plus grandes pièces de la station comme les panneaux solaires et les radiateurs. Le service de l'inspection estime que la NASA sous-estime la croissance du coût opérationnel annuel de la station spatiale qui passerait selon l'agence spatiale de 3 à 4 milliards US$. En mai 2014, la Russie annonce qu'elle se désengagera de la station spatiale internationale en 2020, en riposte aux sanctions économiques prises par les États-Unis dans le cadre de la crise ukrainienne de 2013-2014. Mais, en 2021, cette décision n'est plus d'actualité.
- 2017 : Prolongement jusqu'en 2028

En 2017, l'utilisation de la Station est annoncée comme planifiée jusqu'en 2028, sauf panne ou incident significatif,.
- 2018 : Retrait de la NASA en 2024

En 2018, la NASA exprime le souhait de se désengager du programme après 2024. La station serait soit prise en charge par des intérêts privés soit désorbitée.
- 2022 Prolongement jusqu'en 2031

En janvier 2022, la NASA a annoncé étendre la durée de vie de l'ISS jusqu'à janvier 2031. Concernant la désorbitation de la Station, il est prévu de la faire se crasher près du point Nemo afin d'éviter que les débris ne tombent sur des zones habitées.
- 2022-2023 : Annonce puis annulation du retrait russe

Le 26 juillet 2022, l'agence TASS rapporte que la Russie se retirera de l'ISS après 2024 afin de se consacrer au développement de sa propre station orbitale (ROSS). Cette annonce, faite à l'issue d'une rencontre entre le directeur de Roscosmos Iouri Borissov et Vladimir Poutine, précise que la Russie remplirait toutefois ses obligations d'ici la date limite, notamment en continuant d'assurer l'envoi d'équipages et de ravitaillement vers la station. Finalement une réunion du Présidium du Conseil scientifique et technique décide de prolonger la durée de vie du segment russe jusqu'en 2028.

### Choix de la désorbitation à l'horizon 2030 (2023)
| Durée de vie¹ | Altitude cible | Delta-V² nécessaire | Masse ergols |
| --- | -------------- | ------------------- | ------------ |
| 100 ans | 640–680 km     | 120–140 m/s         | 18,9-22,3 t. |
| 200 ans | 690–730 km     | 150–170 m/s         | 23,2-26,7 t. |
| 500 ans | 770–810 km     | 190–210 m/s         | 30,2-33,7 t. |
| 700 ans | 800–840 km     | 210–230 m/s         | 32,8-34,6 t. |
| 1 000 ans | 835–875 km     | 225–250 m/s         | 36-39,6 t.   |
| 5 000 ans | 1025–1075 km   | 320–346 m/s         | 52,56,2 t.   |
| > 10 000 ans | 2000 km        | 760 m/s             | 132,57 t.    |
| ¹Avant rentrée atmosphérique ² Altitude initiale : 400 kilomètres, masse station spatiale : 420 t. et remorqueur utilisant une propulsion chimique. La désorbitation contrôlée nécessite un delta-V de 57 m/s et 9 tonnes d'ergols. |                |                     |              |

Il est donc nécessaire de définir le scénario de fin de vie de la Station spatiale internationale. Celle-ci ne peut pas être simplement abandonnée sur son orbite car l'altitude de celle-ci diminue régulièrement du fait des forces de trainée générées par l'atmosphère résiduelle. En moins de deux ans, la station spatiale rentrerait dans l'atmosphère terrestre de manière non contrôlée (la station spatiale dispose d'une propulsion dans le module russe Zvezda aux capacités trop limitées pour permettre de contrôler celle-ci) et compte tenu de sa masse (plus de 400 tonnes) et de sa taille (équivalente à un terrain de football), les débris produits présentent un risque significatif pour les personnes et les biens. La législation américaine impose que le risque découlant des débris produits par la rentrée atmosphérique d'engins spatiaux ne dépasse pas une probabilité de 1 pour 10 000. Aussi, les opérateurs de satellites optent pour une rentrée atmosphérique contrôlée (soit la maîtrise de la zone d'impact des débris sur Terre) de leurs engins. La désorbitation de la station relève de la responsabilité de la NASA. Ayant exclus l'hypothèse d'une rentrée atmosphérique non contrôlée, l'agence spatiale étudie plusieurs scénarios de fin de vie :
- Démantèlement et retour des modules sur Terre à des fins de préservation historique. Compte tenu du coût de ces opérations, ce scénario est exclu pour les modules mais sera retenu pour certains composants de plus petite taille à la demande de plusieurs musées et organisations dont le Smithsonian Air and Space Museum.
- Démantèlement et réutilisation des modules les plus récents qui disposent d'un potentiel de durée de vie encore important. Ce scénario est écarté car ces composants ne peuvent pas fonctionner de manière autonome et la station spatiale est placée sur une orbite dont l'inclinaison orbitale (51,6°), choisie pour des raisons politiques (compatibilité avec la latitude des cosmodromes russes) génère des surcoûts importants.
- Désassemblage et rentrée atmosphérique des composants de plus petite taille. Cette solution nécessite de nombreuses sorties extravéhiculaires, un remorqueur spatial aux capacités très étendues pour traiter les composants démontés les uns après les autres et le désassemblage sera limité car de nombreuses fonctions de la station spatiale doivent être préservées jusqu'à la fin, ce qui interdit notamment le démontage de la poutre.
- Placer la Station spatiale internationale sur une orbite plus élevée pour réduire les forces de trainée qui abaissent son orbite. Mais cette option nécessite le recours à des remorqueurs spatiaux d'une grande capacité (cf. tableau ci-contre. 19 à 22 tonnes d'ergols pour placer la station spatiale sur une orbite de 640 à 680 kilomètres avec une rentrée atmosphérique repoussée à 100 ans). Mais sur ces orbites plus hautes, la probabilité d'impact catastrophique d'un débris spatial augmente fortement passant de 51 ans sur l'orbite actuelle à 4 ans. Ce risque est inacceptable.
- Le recours à un remorqueur spatial utilisant une propulsion électrique permet de réduire de manière considérable la quantité d'ergols à emporter : elle permet de placer la station spatiale sur une orbite suffisamment haute pour qu'elle se maintienne 1000 ans dans l'espace avec seulement 15 tonnes d'ergols. Mais ce scénario est écarté pour plusieurs raisons. Du fait de la faible poussée de la propulsion électrique, le changement d'altitude est très lent et le risque que la station spatiale soit heurté par un débris rendant la station incontrôlable est élevé. Pour la même raison, le contrôle d'attitude devra continuer à être pris en charge par le système propulsif du module russe qui nécessite une fiabilité important de ce système vieillissant. L'alimentation électrique du remorqueur spatial sera tributaire des panneaux solaires de la station spatiale dont le fonctionnement nécessite une présence humaine pour sa maintenance. Si l'orbite visée est celle garantissant une durée de vie avant la rentrée atmosphérique, la station spatiale séjournera longuement durant son transit dans les ceintures de Van Allen, or l'électronique de la station spatiale n'est pas suffisamment blindée pour résister à coup sûr aux effets de ses radiations. Le coût de développement d'une propulsion électrique capable de remorquer la station est plus élevé que le scénario de désorbitation. Enfin, sur le plan éthique, ce scénario ne fait que repousser le problème en laissant à nos lointains descendants le soin de le régler.
- La destruction en orbite de la station spatiale internationale de manière à ce que ses débris en rentrant dans l'atmosphère ne présente pas de risque pour la population et les constructions n'est pas non plus un scénario viable. La destruction de la station spatiale par des explosifs produirait selon une simulation environ 220 millions de débris supérieur à 1 millimètre (taille au delà laquelle un débris spatial présente un risque certain pour tout engin spatial qu'il impacte) qui rendrait l'orbite basse inaccessible pour plusieurs décennies : en effet l'explosion propulsera une proportion importante de débris sur une orbite plus haute allongeant d'autant leur durée de vie.
- La cession de tout ou partie de la Station spatiale internationale à un opérateur commercial a été souvent évoquée dans les années précédentes. Mais la NASA n'a reçu aucune proposition viable de la part des acteurs privés pour des raisons qui tiennent à son âge, à la complexité et le fait que sa propriété est partagée entre plusieurs partenaires internationaux et industriels.

En se basant sur des critères de risques, de coût et de faisabilité, l'agence spatiale a choisi celui d'une désorbitation contrôlée. En 2023, l'agence spatiale lance un appel d'offres pour le développement d'un remorqueur spatial chargé de mener à bien cette tâche. Le rôle de cet appareil, l'USDV, est de modifier progressivement la vitesse orbitale de la station et d'aboutir à une rentrée contrôlée dans l'atmosphère terrestre en suivant une trajectoire planifiée permettant d'éviter que les débris de la station ne s'écrasent dans une région habitée. En juin 2024, l'agence spatiale américaine confie le développement de l'UDSV à la société SpaceX pour un montant de 843 millions US$. Le vaisseau proposé est une version largement agrandie du cargo spatial Crew Dragon caractérisée par une masse d'environ 30 tonnes dont 16 tonnes d'ergols.

### Opposition à la destruction de la station
Dès l'annonce de la destruction de l'ISS par désorbitation contrôlée, et comme au temps de la station Mir, des voix se font entendre pour s'opposer à une telle destruction pour plusieurs raisons, liées à la préservation de l'ISS en tant que patrimoine historique,.

## Successeurs
Des projets mal définis et non financés envisagent la réutilisation d'une partie de la station spatiale actuelle par les Russes ou des partenaires commerciaux de la NASA. Il n'est pas envisagé par les partenaires actuels de développer un successeur de la station spatiale internationale en orbite terrestre. Par contre, la NASA a lancé la réalisation d'une station orbitale lunaire, la Lunar Orbital Platform-Gateway, qui devrait être assemblée au cours de la décennie 2020 et servir de base de départ, à court terme pour les expéditions d'équipages vers le sol lunaire (programme Artemis) et, à plus long terme, de relais pour les missions habitées vers la planète Mars.
En 2021, la Chine commence à placer en orbite basse sa Station spatiale, une station de 60 tonnes composée de trois modules.
Donner un successeur à la Station spatiale internationale (ISS). C'est l'ambition de Vast, la petite entreprise spatiale qui monte aux États-Unis. Et dans laquelle certains observateurs voient un futur « SpaceX des stations orbitales ». Née de la fusion en 2023 entre Vast et The Launcher, deux start-up issues de l'écosystème New Space californien, la jeune pousse a dévoilé, ce lundi 14 octobre 2024, son projet de station spatiale de nouvelle génération, baptisée Haven-2, dans le cadre du Congrès international d'astronautique (1AC), qui se tient à Milan (14-18 octobre 2024).

## Critiques du projet
Selon l'ancien astronaute Patrick Baudry, l'aspect scientifique de l'ISS est superflu par rapport aux résultats scientifiques des autres missions spatiales.
L'inexistence de la station spatiale fait l'objet de nombreuses théories du complot.

## Culture populaire
La station spatiale internationale apparait dans certaines œuvres de fiction:
- Dans le film Gravity, elle est gravement endommagée par des débris spatiaux devenus incontrôlables (syndrome de Kessler), avant d'être utilisée comme point de sauvetage par l'héroïne du film et d'être finalement détruite par un second passage des débris[209].
- Dans le film Valérian et la Cité des mille planètes de Luc Besson, la station est d'abord rejointe par des modules issus d'autres pays qui la stabilise, puis des vaisseaux extraterrestes la rejoignent, ce qui l'agrandit de plus en plus, au point qu'il est décidé qu'elle quitte l'orbite terrestre pour voyager dans l'espace. Depuis, la station est devenue "Alpha" (ou "la Cité des mille planètes") où toutes les espèces de la galaxie se rejoignent pour vivre en harmonie. Le film se déroule principalement dans ce lieu[210].
- Dans le jeu vidéo Call of Duty: Modern Warfare 2, la station spatiale internationale est détruite par l'explosion d'un missile nucléaire dans la haute atmosphère.
- Dans la série The Big Bang Theory, le personnage de Howard Wolowitz est envoyé par la NASA dans la station spatiale internationale.
- La marque de jouet LEGO produit en 2020 la Station Spatiale, composée de 864 briques avec entre autres un mini-modèle de la Navette Spatiale et originellement proposée par un fan dans le cadre des 10 ans de la plateforme créative LEGO Ideas.
- Elle est gravement endommagée dans la serie Netflix coréenne "demande aux étoiles" diffusée début 2025

#### Documents de la NASA
- (en) NASA - Mission Operations Directorate Space Flight Training Division, International Space Station Familiarization, 1998, 399 p. (lire en ligne [PDF])Manuel de familiarisation de la station spatiale (document de fond).
- (en) NASA - Langley Research Cente, International Space Station EvolutionData Book Volume I. Baseline Design Revision A, 2000, 222 p. (lire en ligne [PDF])Version plus récente (mais en partie périmée) et plus synthétique mettant l'accent sur les évolutions possibles et le potentiel de recherche de la station.

#### Autres rapports de source gouvernementale
- (en) International Space Station Independent Safety Task Force (IISTF), Final report of the International Space Station Independent Safety Task Force (IISTF), février 2007, 119 p. (lire en ligne [PDF])Analyse des risques de perte de la station spatiale ou de son équipage par une commission d'enquête indépendante diligentée par la NASA.
- (en) Marcia S. Smith Congressional Research Service, NASA’S space station program : Evolution of its rationale and expected uses, 2005, 17 p. (lire en ligne [PDF])Synthèse des évolutions des objectifs et de l'architecture de la station spatiale depuis le lancement du projet en 1984.
- (en) Commission Augustine, Rapport final de la commission Augustine, 2009, 157 p. (lire en ligne [PDF])Rapport final de la commission Augustine chargée d'auditer le programme spatial habité américain.
- (en) P. Johnson-Green (CSA), M. Zell (ESA), T. Nakamura (JAXA), J. Robinson (NASA), G. Karabadzhak (Roscosmos) et I. Sorokin (Roscosmos), Research in space : Facilities on the International Space Station, 2009, 64 p. (lire en ligne [PDF])Description des installations de recherche mises à disposition dans la station spatiale.
- (en) C. Evans and J. Robinson (NASA), International Space Station Science Research Accomplishments During theAssembly Years : An Analysis of Results from 2000-2008, 2009, 262 p. (lire en ligne [PDF])Résultats des recherches scientifiques sur la période 2000-2008.(NASA/TP–2009–213146–REVISION A).
- (en) Cour des comptes des États-Unis, INTERNATIONAL SPACE STATION : Significant Challenges May Limit Onboard Research, 2009, 39 p. (lire en ligne [PDF])Rapport de la cour des comptes américaine sur les risques et limitations de l'utilisation dans le futur de la station spatiale internationale.

#### Autres ouvrages
- (en) John E. Catchpole, The International Space Station : Building for the Future, Springer-Praxis, 2008, 389 p. (ISBN 978-0-387-78144-0)
- (en) David M. Harland et John E. Catchpole, Creating the International Space Station, Londres, Springer-Praxis, 2002, 395 p. (ISBN 1-85233-202-6)
- (en) David J. Shayler, Assembling and Supplying the ISS : The Space Shuttle Fulfills Its Mission, Springer-PRAXIS, 2017, 350 p. (ISBN 978-3-319-40443-1, lire en ligne)
- (en) Gary H. Kitmacher, Design of the Space Station Habitable Modules, 2002 (lire en ligne [PDF])Genèse de l'architecture de la station spatiale.
- Éric Bottlaender et Pierre-François Mouriaux, De Gagarine à Thomas Pesquet, L'entente est dans l'espace, Paris, Louison, juin 2017, 178 p. (ISBN 979-10-95454-17-5), p 116 à 167
- Marion Montaigne, Dans la combi de Thomas Pesquet, Paris, Dargaud, novembre 2017, 208 p. (ISBN 9782205076394)

#### Infographie
- Vincent Jolly, « Comment Thomas Pesquet s’est préparé pour une nouvelle mission historique dans l’espace », sur Le Figaro, 12 février 2021 (consulté le 12 février 2021)
- Cyril Hofstein, « SpaceX, Starlink, Blue Origin, Virgin Galactic... Vers la privatisation de l’espace ? », sur Le Figaro, 12 février 2021 (consulté le 13 février 2021)
- Charles Lescurier, « Falcon 9 : la fusée qui emmène Pesquet dans les étoiles », sur Le Figaro, 21 avril 2021 (consulté le 22 avril 2021)
- Tristan Vey, « Le spationaute Thomas Pesquet fait son grand retour dans l’espace », sur Le Figaro, 22 avril 2021 (consulté le 23 avril 2021)
- Le Monde avec AFP et Reuters, « Thomas Pesquet et trois astronautes ont décollé vers la Station spatiale internationale », sur Le Monde, 23 avril 2021 (consulté le 23 avril 2021)

### Documentaires
- Dans la peau de Thomas Pesquet (2018)[211], filmé dans l'espace en réalité virtuelle, montre, entre autres, le quotidien de l'astronaute français Thomas Pesquet à bord de la station spatiale internationale lors de la mission Proxima en 2016 et 2017.

#### Sites officiels
- (en) Sites officiels de la NASA, des agences spatiales l'européenne (ESA), japonaise (JAXA)
- (en) Documents de référence NASA sur la station spatiale (2007)
- Site francophone Capcom Espace : Histoire de la construction de la Station spatiale internationale
- « International Space Station 3D Model », sur NASA Solar System Exploration (consulté le 30 juin 2020)

#### Vidéos
- Visite virtuelle de la station spatiale internationale multimédia enrichie en français
- Visite virtuelle de l'ISS avec vidéos explicatives complémentaires (ESA multimedia 2017)
- Visite virtuelle de la station spatiale (ISS-Streetview-google 2017)
- (en) Visite guidée (en anglais) à l'intérieur de la station spatiale (2009) (vidéo Wmv de 113 Mo) (voir ci-dessous pour la même vidéo avec une définition plus modeste mais moins lourde à charger

- Visite guidée (en anglais) à l'intérieur de la station spatiale (2009)
- Animation montrant l'installation et le déploiement des segments P3/P4 portant deux couples de panneaux solaires
- Sortie extra véhiculaire (STS-128)

#### Vidéos en temps réel (streaming)

Vue depuis la Station Spatiale Internationale (timelapse).

Depuis mai 2014, la NASA a testé son nouveau programme High Definition Earth Viewing (HDEV), lancé à partir de la Station Spatiale Internationale (ISS) : une retransmission permanente par le biais de deux streaming live, :
- (en) Webcam embarquée, Haute définition (NASA)
- (en) webcam live/direct ISS (Earth From Space - NASA Live stream From The ISS)
- (en) position, Localisation actuelle et heures de passages visibles depuis un lieu

#### Autres
- « ISS : prochaine station, terminus », La Science, CQFD, France Culture, 4 juin 2025.

#### Bases de données et dictionnaires
- Ressources relatives à l'astronomie :   - National Space Science Data Center
  - Satellite Catalog Number
- Ressource relative à la bande dessinée :   - Comic Vine
- Ressource relative à l'audiovisuel :   - France 24
- Ressource relative à la musique :   - MusicBrainz
- Notices dans des dictionnaires ou encyclopédies généralistes :   - Britannica
  - Den Store Danske Encyklopædi
  - Gran Enciclopèdia Catalana
  - Internetowa encyklopedia PWN
  - Store norske leksikon
- Notices d'autorité :   - VIAF
  - ISNI
  - BnF (données)
  - LCCN
  - GND
  - Israël
  - Catalogne
  - Australie
  - Norvège
  - Tchéquie